# Guerra dels catalans
La Guerra dels catalans o Guerra particular de Catalunya fou la darrera campanya militar de la Guerra de Successió Espanyola a Catalunya. Aquesta última fase del conflicte s'inicià quan, malgrat l'armistici firmat entre Felip V i Carles d'Àustria que posava fi a la guerra a partir de l'1 de juliol de 1713, els Tres Comuns de Catalunya —institucions d'autogovern catalanes— proclamaren unilateralment el 9 de juliol de 1713 la continuació de la guerra contra Felip V i contra França, perllongant en solitari la contesa bèl·lica fins al 12 de setembre de 1714.
El 14 de març de 1713, durant les negociacions de la Pau d'Utrecht, Carles d'Àustria es doblegà a la política de fets consumats i firmà el «Conveni d'armistici i evacuació de Catalunya», mentre demanà als britànics que el Principat de Catalunya fos establert com una república independent, o que si quedava sota el domini de Felip V preservés les constitucions catalanes. Però després de la renúncia de Felip V al tron de França, l'entrega del penyal de Gibraltar i de l'illa de Menorca, i diverses concessions comercials a Amèrica, els britànics cediren davant Felip V a qui reconegueren com a legítim monarca espanyol, concedint l'amnistia als catalans i els mateixos drets i privilegis que els habitants de Castella, abolint de facto les lleis de Catalunya.
Carles d'Àustria notificà l'evacuació de les tropes austriacistes als diputats de la Generalitat, concloent que el continuar la guerra només provocaria un bany de sang inútil que no tindria més resultat per a Catalunya que el de la seva total i absoluta destrucció, davant la qual cosa els induïa a acollir-se a l'«Indult i perdó general als catalans» promulgat per Felip V. Als pocs dies l'emperadriu va abandonar Barcelona i el 22 de juny de 1713 els representants de Felip V i de Carles d'Àustria van signar el «Conveni de l'Hospitalet», que donava per finalitzada la Guerra de Successió en territori espanyol sense garantir el mantinent de les Constitucions de Catalunya. Però una facció radical de l'aristocràcia catalana forçà als diputats de la Generalitat a convocar una Junta General de Braços que després d'abrandades discussions el 9 de juliol de 1713 —i contravenint l'armistici signat—, va proclamar unilateralment la continuació de la guerra en nom del rei «per la conservació de les Llibertats, Privilegis i Prerrogatives dels catalans, que nostres antecessors a costa de vessar gloriosament la sang obtingueren i nosaltres hem, així mateix, de mantenir, les quals no han estat preses en consideració ni a Utrecht, ni a l'Hospitalet».
Des de l'òptica borbònica la guerra successòria havia acabat, de manera que els Tres Comuns de Catalunya cometien els delictes de rebel·lió i de lesa majestat contra el seu legítim monarca —Felip V—, qui no reconeixia els Tres Comuns de Catalunya ni com a potència contendent, ni com interlocutor vàlid de Carles d'Àustria amb qui havia signat un armistici. Contràriament, els Tres Comuns de Catalunya proclamaven que la guerra no havia acabat i que actuaven sota l'empara del seu legítim monarca —Carles d'Àustria—, que, creien ells, en vista de la seva determinació a lluitar, no trigaria a venir a salvar-los.
Reduïts inicialment a Barcelona, es constituí una junta de govern o Corts Catalanes, els Tres Comuns, davant l'evacuació de l'exèrcit austriacista, alçaren un exèrcit propi —l'exèrcit de Catalunya— nomenant-ne per general comandant Antonio de Villarroel. El 25 de juliol de 1713 l'exèrcit borbònic arribà davant Barcelona però, incapaç de prendre-la a l'assalt, la bloquejaren per terra esperant poder asfixiar-la. Però a l'interior de la ciutat la divisió entre radicals i moderats —inclús el conseller en Cap de Barcelona Manuel Flix i Ferreró era favorable a la submissió negociada amb Felip V—, va perjudicar les iniciatives dels primers mesos de la guerra. Els moderats intentaren una operació diplomàtica en connivència amb l'ambaixador català a Londres Pau Ignasi Dalmases per sotmetre Catalunya a Felip V de manera negociada, però el novembre de 1713 l'elecció del nou conseller en Cap Rafael Casanova frustrà el pla.
Aquest avortà qualsevol temptativa diplomàtica de negociar la submissió i se centrà a passar a l'ofensiva ordenant una expedició a l'exterior de Barcelona sota les ordres del marquès del Poal. L'operació es veié afavorida quan a principis de gener de 1714 esclatà l'aixecament general contra les tropes borbòniques provocat per les ordres de Madrid de cobrar impostos a Catalunya. L'aixecament de la ruralia catalana convocant el sometent al crit de «Via fora, lladres !» va forçar la retirada de 10.000 soldats borbònics de Barcelona alleujant la situació de la ciutat.
En paral·lel a Utrecht els diplomàtic espanyols van negociar el Tractat de comerç entre Espanya i Gran Bretanya que generalitzava les prebendes comercials als mercaders anglesos i a Londres aconseguiren que el secretari d'estat Henry Bolingbroke ordenés que l'esquadra britànica ajudés les tropes de Felip V a atacar Barcelona. El febrer de 1714 es produí un intent de cop d'estat a l'interior de Barcelona de resultes del qual es constituí una nova junta de govern —la «Junta dels 24»— encapçalada pels consellers de Barcelona als quals els diputats de la Generalitat cediren la direcció de la guerra. Així es va culminar el procés mitjançant el qual els radicals van assumir tot el poder polític i el conseller en Cap de Barcelona, Rafael Casanova esdevingué el màxim mandatari polític, i militar, de Catalunya.
El Tractat d'Utrecht havia postergat la solució del «Cas dels catalans» per a un tractat posterior, una «Pau Universal» que s'estava negociant a Rastatt entre austríacs i francesos, i en la que es fonamentava tota l'estratègia dels radicals. Tanmateix, les pressions diplomàtiques espanyoles aconseguiren frustrar la negociació i en el Tractat de Rastatt del març de 1714 no s'abordà la situació de Catalunya, esvaint-se tota esperança de rebre l'auxili de Carles d'Àustria. Tot seguit l'abril de 1714 el govern de Felip V oferí una sortida negociada al conflicte però la radicalitzada «Junta dels 24 de Barcelona» va rebutjar la submissió si no es mantenien les Constitucions de Catalunya. El maig de 1714 els defensors de la ciutat jurament solemnement «lluitar fins a la darrera gota de sang» mentre que la guerra a l'interior de Catalunya devastava el país. L'equilibri de forces no es va poder trencar fins al juliol de 1714, quan Lluís XIV de França va ordenar a l'exèrcit francès sota les ordres del mariscal Berwick que entrés a Espanya i s'inicià un veritable setge militar contra Barcelona.
L'artilleria francesa començà a batre les muralles mentre els enginyers francesos obriren les trinxeres d'atac des de les quals les tropes borbòniques començaren a aproximar-se cap a les muralles de Barcelona. El 12, 13 i 14 d'agost llançaren diversos atacs per conquerir la ciutat però foren rebutjats. Entre tant a Londres ocorregué el miracle diplomàtic que els resistents esperaven: la mort de la reina Anna de Gran Bretanya propicià un canvi de govern a Anglaterra. L'ambaixador català a Londres pressionà el consell de regència britànic i aquest ordenà a l'esquadra britànica del mediterrani que es dirigís a Barcelona per salvar la ciutat, però les pressions diplomàtiques franceses provocaren al darrer moment que s'aturessin les ordres, que quedaren en suspens fins a l'entronització del nou rei Jordi I de Gran Bretanya.
A Barcelona la situació s'havia tornat crítica car ja no quedaven aliments, augmentant les desercions i esclatant motins de la població que demanava pa. Sense tropes suficients per aturar un altre assalt borbònic i evitar una carnisseria Villarroel pressionà la «Junta dels 24» perquè capitulés. El 3 de setembre Berwick oferí negociar una capitulació de rendició, però els Tres Comuns de Catalunya ho rebutjaren.
L'11 de setembre les tropes borbòniques llançaren l'assalt final sobre Barcelona. Després d'unes 10 hores de combats Villarroel, que havia caigut ferit, resolgué unilateralment suspendre les hostilitats sense autorització dels dirigents polítics catalans. Finalment el 12 de setembre, amb la ciutat en runes i les muralles ocupades pels borbònics, els Tres Comuns s'abocaren a negociar la rendició, essent ocupada Barcelona el 13 de setembre de 1714. En el pacte de capitulació Berwick va concedir als caps de la rebel·lió la vida i el perdó pels delictes comesos. Quatre dies després, el 16 de setembre de 1714, foren abolits els Tres Comuns de Catalunya —Generalitat de Catalunya, el Consell de Cent de Barcelona, i el Braç militar de Catalunya. El 20 de setembre l'exèrcit francès lliurà Barcelona al govern espanyol moment en el qual, contravenint els pactes amb Berwick, foren empresonats 25 oficials militars de l'exèrcit català que van servir de boc expiatori davant Felip V. Derogades les Constitucions catalanes, el 1716 Felip V promulgà els Decrets de Nova Planta que instauraren l'absolutisme a Catalunya.

## Antecedents

### La Guerra de Successió Espanyola

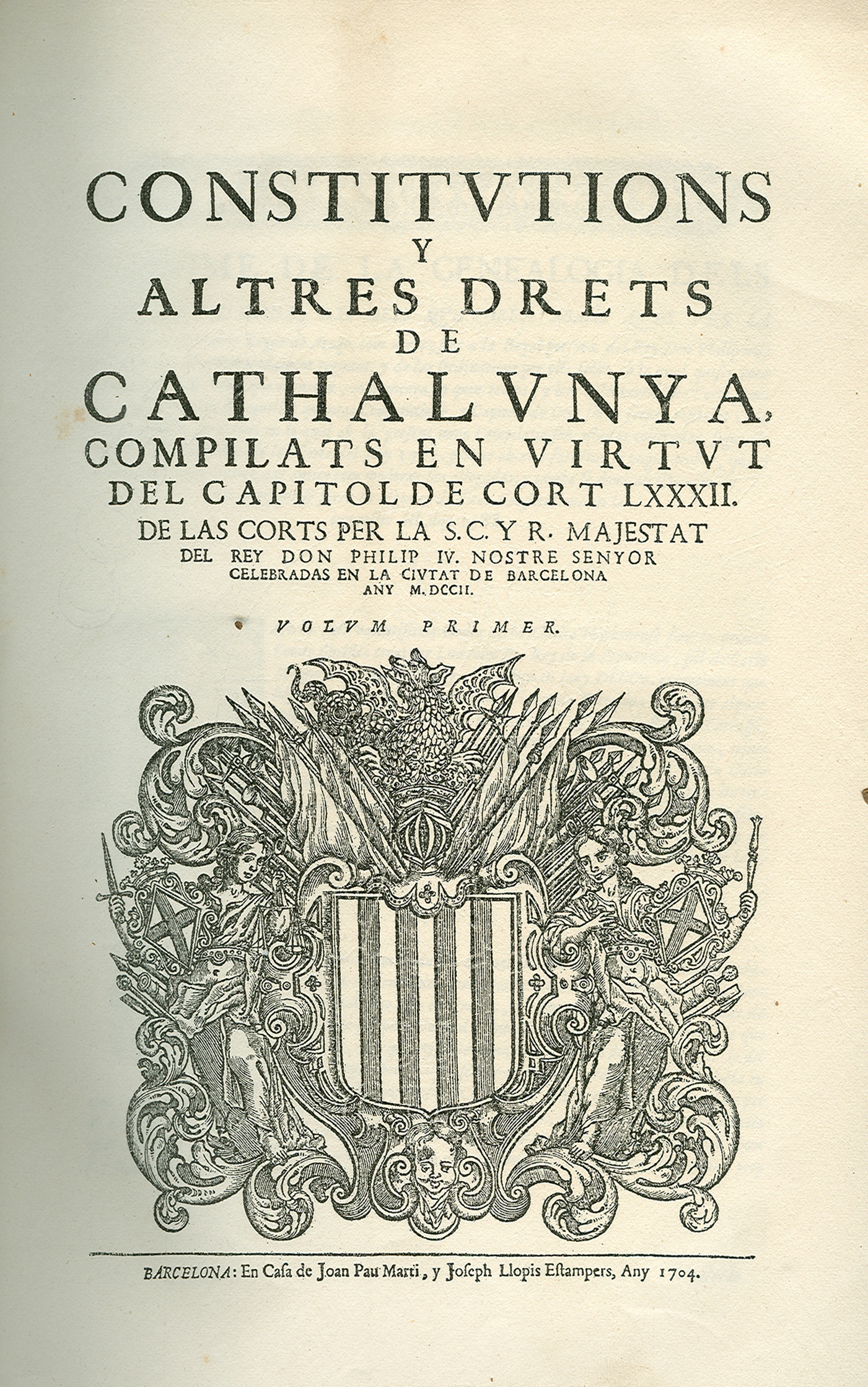
Les Constitucions catalanes van ser jurades per Felip V de Castella, IV d'Aragó, a 1702. La seva pedra angular era la Constitució de l'Observança que sotmetia tant al rei, com als seus súbdits, a l'estricta obediència de les constitucions catalanes, consagrant així la supremacia de la llei aprovada a les Corts Generals. En cas de vulneració constitucional (contrafacció) s'apel·lava a la Reial Audiència de Catalunya i, a partir de 1702, al Tribunal de Contrafaccions.

El novembre de 1700 la mort sense descendència del monarca d'Espanya Carles II el Fetillat— de la Casa d'Àustria—, havent nomenat com el seu successor al duc Felip d'Anjou — de la Casa de Borbó—, i la ratificació d'aquest com a successor, també, al tron de França, provocaria dos anys després l'esclat d'una guerra mundial entre les Dues Corones Borbòniques —França i Espanya—, i les potències de la Gran Aliança de la Haia —Anglaterra, Holanda i l'Imperi Austríac—, un conflicte que aviat es tornaria en guerra civil en la mateixa Espanya entre els fidels a la Casa d'Àustria i els partidaris de Felip V de Borbó.
El 1701, res més iniciar el seu regnat i complint amb les seves obligacions testamentàries, Felip V va convocar Corts Catalanes i va accedir-hi a la creació d'un tribunal de garanties constitucionals —el Tribunal de Contrafaccions— i, després de jurar obediència a les Constitucions de Catalunya, Felip V va ser jurat com a nou comte de Barcelona. Però la guerra es va desencadenar a 1702 en els camps de batalla d'Europa quan la Casa d'Àustria va envair en solitari els territoris espanyols a Itàlia; aviat se li van sumar Anglaterra i Holanda provocant una guerra mundial. Davant les contínues derrotes borbòniques Felip V no va poder continuar el seu itinerari per celebrar les Corts d'Aragó i les Corts forals valencianes, sortint d'Espanya i traslladant-se en persona al front de guerra italià.
EL 1703 la Casa d'Àustria va nomenar el seu candidat alternatiu per regir Espanya, Carles d'Àustria —germà de l'arxiduc —, i el 1704 aquest es va traslladar a Portugal des d'on pretenia recuperar el tron espanyol per a la casa d'Àustria.
Aquest mateix any de 1704 les tropes borbòniques van patir una gravíssima derrota a la batalla de Blenheim (Baviera), el que semblava anticipar el ràpid final de la guerra, mentre que a Espanya els aliats van llançar un intent de desembarcament de Barcelona amb la complicitat d'una minoria d'austriacistes catalans, dinasticistes que defensava la legitimitat de la Casa d'Àustria davant la usurpació —segons el seu parer— de la Casa de Borbó. Fracassada la temptativa dels cabdills austriacistes es van exiliar però, commocionat pels fets, el virrei de Catalunya Francisco de Velasco va iniciar una repressió indiscriminada conculcant repetidament les Constitucions, política que va desencadenar l'odi contra Felip V. Tornat aquest a Espanya la ciutat de Barcelona va nomenar un emissari per denunciar les contrafaccions comeses pel seu virrei, però tot just arribar a la cort l'emissari va ser detingut i empresonat, el que vulnerava novament l'ordenament constitucional català.
Tres mesos després, durant la festivitat de la Vera Creu de Crist —3 de maig— de 1705, esclatava l'aixecament austriacista a Catalunya comptant amb la complicitat de clergat tradicionalista que rebutjava el regalisme borbònic. Paral·lelament els cabdills austriacistes exiliats signaven el Pacte de Gènova, un tractat que establia una aliança militar entre Catalunya i Anglaterra en virtut de la qual Catalunya es comprometia a lluitar per la causa del pretendent al tron espanyol Carles d'Àustria, amb l'ajuda militar d'Anglaterra, i aquesta es comprometia a defensar les constitucions de Catalunya fos quin fos el resultat de la guerra. L'octubre de 1705 i després d'assetjar Barcelona el virrei Velasco i les tropes borbòniques es rendiren davant les tropes austriacistes, mentre la Generalitat de Catalunya i els consellers de Barcelona van rebre Carles d'Àustria com un alliberador. Dies més tard va jurar obediència a les constitucions de Catalunya i aquest va ser jurat com a nou comte de Barcelona.

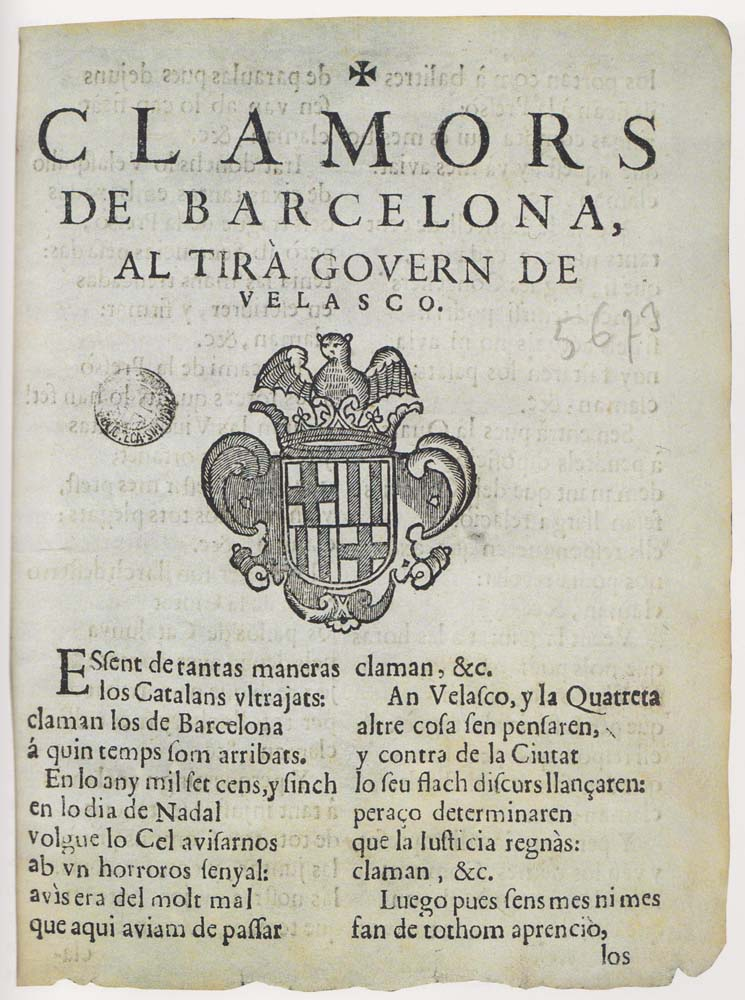
Propaganda austriacista. L'opuscle «Clams de Barcelona al tirànic govern del virrei Velasco» denunciava les vulneracions constitucionals del virrei Francisco de Velasco. El 1705 el Consell dels 100 de Barcelona va nomenar a Pau Ignasi Dalmases com ambaixador però tot just arribar a la cort de Madrid va ser detingut i empresonat. Tres mesos després s'inicia l'alçament a Catalunya i a l'octubre les tropes de l'Arxiduc Carles d'Àustria prenien Barcelona sent rebut com un alliberador.

L'any següent 1706 els Països Baixos espanyols i tots els estats de la Corona d'Aragó es van sumar a l'alçament jurant obediència a l'arxiduc Carles d'Àustria com a nou monarca espanyol mentre que a la Corona de Castella Felip V, resolt a acabar d'una vegada per totes amb els austriacistes, es va llançar sobre Catalunya amb el tot del seu exèrcit per reconquerir Barcelona (1706). La va envoltar i va iniciar un setge però el 8 de maig de 1706 va aparèixer en l'horitzó la flota anglesa, fet que provocà l'aixecament del setge i la caòtica fugida de les tropes borbòniques cap a França. Ja sense oposició, ràpidament l'exèrcit austriacista es llançà a la conquesta de Madrid mentre que des de l'altre costat de la península un exèrcit anglo—portuguès completava la pinça avançant per les valls del Duero i del Tajo. Finalment les tropes de l'arxiduc entraren a Madrid el 29 de juny a 1706, on van ser rebudes amb una fredor que va sorprendre el mateix Carles. En els fronts europeu i americà les notícies per a la Casa de Borbó eren igualment desastroses: els exèrcits borbònics van ser novament derrotats en la batalla de Ramillies (Bèlgica), cosa que va suposar la pèrdua definitiva dels Països Baixos espanyols, mentre que a Itàlia es perdien el ducat de Milà, els estats de Toscana i el Regne de Nàpols, que van jurar també obediència a Carles d'Àustria com a nou monarca espanyol.
Felip de Borbó, rearmat a França, va tornar a Espanya per Irun, el que va provocar que Carles d'Àustria abandonés Madrid en retirada cap a la Corona d'Aragó. al cap de pocs dies i entre el clamor popular Felip V va entrar triomfalment a Madrid mentre que a la Plaça Major es cremava el retrat de Carles d'Àustria. Passat l'hivern els exèrcits borbònics van reprendre el seu avanç aconseguint el 1707 una victòria decisiva a la batalla d'Almansa, el que va permetre a les Dues Corones Borbòniques recuperar la iniciativa al front espanyol, reconqurir el regne de València i el regne d'Aragó, i perllongar la guerra un any més. Poc després Felip V va promulgar els Decrets de Nova Planta en què invocant el «dret de conquesta » i el «delicte de rebel·lió» comès per sengles regnes, així com la seva voluntat de «reduir tots els seus regnes a les lleis de Castella», va abolir els seus lleis, dret i govern-, quedant a partir de llavors sota jurisdicció i lleis del Consell de Castella. L'avanç borbònic va culminar en 1708 amb la presa de Tortosa però malgrat el dur revés sofert a Espanya els aliats varen reprendre la seva ofensiva a Europa aconseguint una nova victòria en la batalla d'Oudenaarde al Comtat de Flandes, el que va portar a França a la vora del col·lapse militar. El 1709 el Papa de Roma va sentenciar que Carles d'Àustria era el legítim monarca d'Espanya mentre Lluís XIV de França va iniciar converses de pau amb els aliats sol·licitant al seu net, Felip V, que renunciés al tron espanyol. Aquest s'hi negà rotundament i, poc després, va descobrir que el general de l'exèrcit francès a Espanya, i oncle seu, el duc d'Orleans, auxiliat pel seu segon el general Antonio de Villarroel, havien organitzat un cop per enderrocar. Descoberta la trama Felip V va trencar relacions diplomàtiques amb França i va expulsar a tots els comissionats francesos del seu govern; en represàlia seu avi Lluís XIV va ordenar la retirada de les tropes franceses d'Espanya.

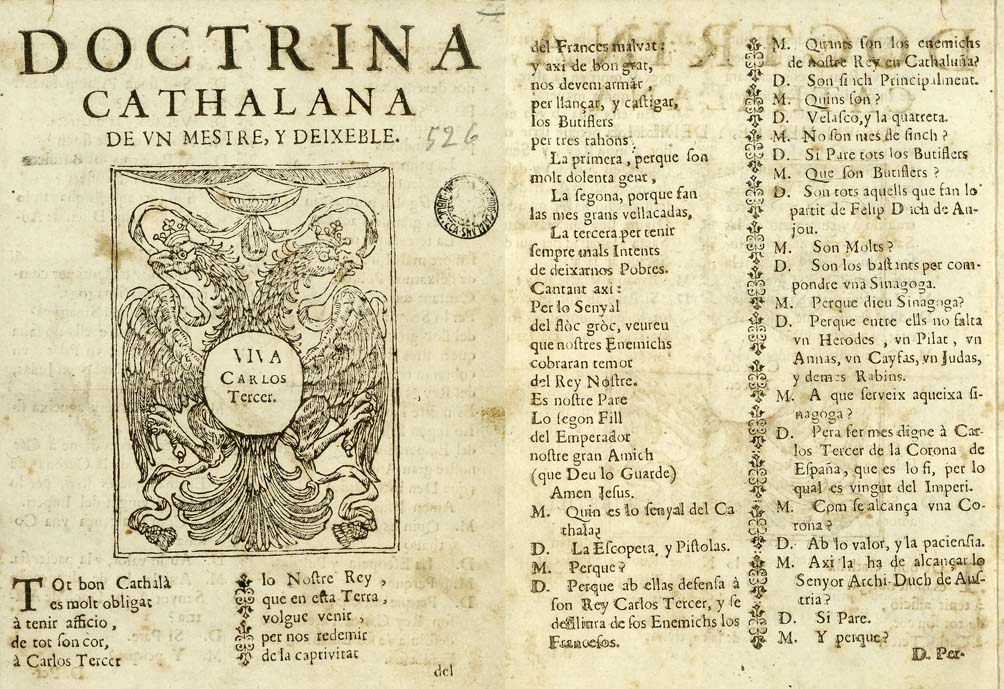
Propaganda austriacista de 1705. L'opuscle «Doctrina catalana d'un mestre i deixeble» atacava al virrei borbònic Francisco de Velasco i la seva «quarteta» de jutges botiflers apel·lant que el senyal del «bon català» eren «l'escopeta i les pistoles» per lluitar per l'arxiduc Carles d'Àustria.

Aïllat Felip V, el 1710 l'arxiduc Carles d'Àustria va llançar el que semblava ser l'ofensiva final austriacista; va trencar el front en la batalla d'Almenar, va penetrar ràpidament al regne d'Aragó i va derrotar l'exèrcit borbònic a la batalla de Saragossa, victòria que li permeté restaurar els furs d'Aragó. Malgrat l'oposició dels castellans va prosseguir imparable el seu avanç fins a aconseguir ocupar militarment Toledo i Madrid, però allà la població li va mostrar, novament, un rebuig frontal que va quedar immortalitzat en el seu famós comentari: «Aquesta ciutat és un desert». Finalment Felip V, fugit a Valladolid, va implorar al seu avi que li tornés a enviar reforços francesos. A mitjans d'any l'exèrcit francès va tornar a travessar la frontera provocant la retirada dels exèrcits aliats.
Perseguit i acorralat per la població de Castella, l'exèrcit anglès va quedar aïllat i va acabar completament derrotat al setge de Brihuega, mentre que el cos principal de l'exèrcit austriacista va poder evitar la derrota a la batalla de villaviciosa (1710) i continuar la seva retirada cap a la Corona d'Aragó. L'any següent 1711 la causa de l'austriacisme espanyol va patir un cop mortal. La mort de l'emperador Josep I, germà de l'arxiduc Carles d'Àustria, va convertir a aquest en el nou emperador del Sacre Imperi Germànic; poc després va abandonar Espanya rumb a Viena per fer-se càrrec de l'Imperi, deixant en Barcelona a la seva esposa Elisabet Cristina de Brunsvic-Wolfenbüttel com virreina. En aquest tessitura els exèrcits borbònics es van llançar a l'ofensiva intentant, d'una vegada per totes, reconquerir Catalunya: pel nord l'exèrcit francès va prendre Girona, mentre que des Lleida i Tortosa l'exèrcit de Felip V va intentar la presa de Barcelona, però va ser derrotat en la batalla de Prats de Rei i al setge de Cardona a la fi de 1711.

### La Pau d'Utrecht i la fi de la guerra

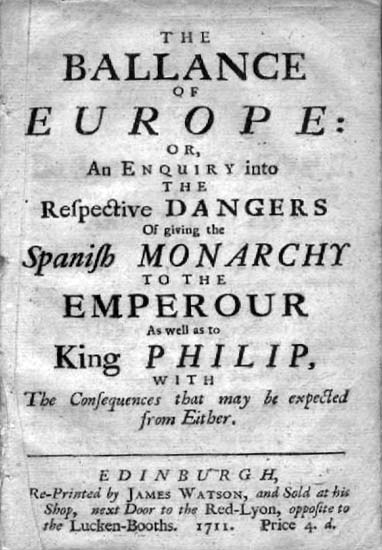
«La balança d'Europa o una indagació sobre els respectius perills de lliurar la Monarquia espanyola a l'emperador com també al rei Felip».

El 1712 Anglaterra portava deu anys en guerra per evitar que Felip V pogués unificar les corones d'Espanya i França en la seva persona, fet que hauria donat lloc a una gran potència regida per la Casa de Borbó que desequilibraria la «balança de poder» a Europa. Però el nomenament de l'arxiduc Carles d'Àustria com a nou emperador suposava la possible unió d'Espanya, Àustria i l'Imperi Germànic, regits tots per la catòlica Casa d'Àustria, un perill molt més gran per a Anglaterra, ja que el ressorgiment del bloc hispano-alemany, com en els temps de l'emperador Carles V del Sacre Imperi Romanogermànic, donaria lloc a una superpotència mundial. A partir d'aquest moment Anglaterra va veure clarament els avantatges que els destins d'Espanya estiguessin en mans de l'inestable Felip de Borbó, una estratègia que es va veure reforçada per la pujada al poder a Londres del Partit Tory, partit favorable a acabar ja amb tan llarga guerra. El diplomàtic francès Nicolas Mesnager va establir els preliminars per a la negociació i el gener del 1712 es van iniciar a la ciutat d'Utrecht les converses formals entre França i Anglaterra, sense que a Espanya se li permetés inicialment l'assistència.
El maig de 1712 el secretari d'estat britànic Henry Bolingbroke va ordenar la retirada de les tropes angleses d'Espanya i el cessament de tota activitat bèl·lica al continent. Per a l'historiador borbònic Nicolás de Jesús Belando la «divisió dels anglesos en aquella situació de coses va ser la sageta més penetrant que va travessar el cor dels catalans, perquè havien concebut grans esperances dels anglesos, que es trobaven més animosos van veure el que mai van imaginar». La coalició aliada es va dividir: Àustria i Holanda van intentar continuar la guerra en solitari però, ja sense l'ajuda militar anglesa, els seus exèrcits van ser completament derrotats el 24 de juliol de 1712 a la batalla de Denain (França). A remolc dels esdeveniments els ambaixadors de l'emperador Carles d'Àustria van proposar llavors la divisió de la Monarquia d'Espanya en tal manera que la Corona d'Aragó, els Països Baixos espanyols, i territoris espanyols a Itàlia fossin per a la casa d'Àustria, mentre que la Corona de Castella continuaria sota el domini de Felip V. Aquest va rebutjar tal repartiment i va proposar la divisió d'Espanya cedint tan sols els territoris que ja havia perdut -Països Baixos espanyols i els regnes d'Itàlia-, però assenyalant que les seves armes dominaven tot el regne d'Aragó, el regne de València, i la meitat de Catalunya, es negava rotundament a lliurar també la Corona d'Aragó.

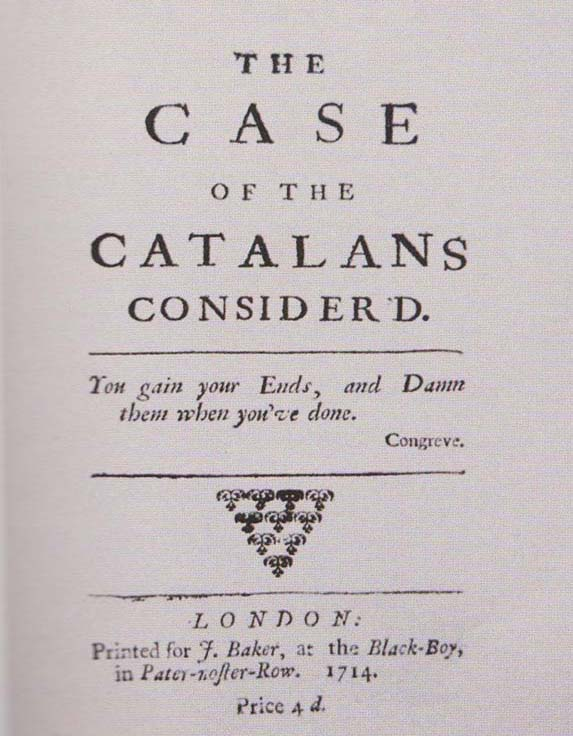
El «Cas dels catalans» va ser la denominació usada en les cancelleries europees per referir-se als debats sobre el destí polític del Principat de Catalunya en el context dels tractats de pau que van donar fi a la Guerra de Successió Espanyola.

Anglesos i francesos van concretar un primer principi d'acord: Anglaterra reconeixia Felip V com a legítim monarca espanyol i aquest a canvi renunciava al tron de França. El 5 de novembre del 1712 Felip V va fer pública davant les Corts de Castella la seva renúncia a la corona francesa i, respectivament, els seus familiars el duc de Berry i el duc d'Orleans varen renunciar als seus drets a la corona espanyola, de manera que s'esvaïa tota amenaça d'unió entre Espanya i França eliminant així el principal escull per a la pau. Anglaterra va restablir relacions diplomàtiques amb Espanya i el marquès de Monteleón va ser nomenat ambaixador espanyol a Londres. Quedava per resoldre el Cas dels catalans -el règim polític en què quedaria Catalunya sota Felip V-, atès que pel Pacte de Gènova Anglaterra s'havia compromès a defensar les Constitucions de Catalunya fos quin fos el resultat de la guerra, un règim que Felip V rebutjava mantenir.
Al seu torn el ministre d'hisenda britànic Robert Harley havia fundat en 1711 la Companyia dels Mars del Sud, mitjançant la qual pretenia reestructurar el massiu deute públic britànic acumulat durant la guerra i que ascendia a 8 milions de lliures. La complexa operació financera consistia a transformar la deute públic britànic a accions privades de la nova companyia comercial. Abans que el Parlament britànic aprovés el pla el deute sobirà cotitzava a 50 lliures per títol, però el ministre va argumentar que per compensar els inversors el nominal de les accions havia de ser sobre par, fixant-lo en 100 lliures, el que suposava que els tenidors de deute duplicarien la seva inversió de la nit al dia. Aprovat el pla entre els beneficiaris van aparèixer, entre d'altres, el mateix ministre d'hisenda Robert Harley amb 8.000 lliures, així com el director de la Companyia dels Mars del Sud John Blunt, qui al costat d'altres inversors sumava fins a 65.000 lliures. Per aconseguir l'aprovació del pla el 1711 el ministre Robert Harley havia promès obtenir grans beneficis del comerç colonial amb les Índies espanyoles, fruit de les imposicions que se li exigirien a Felipe V per a signar la pau però el 1713, i transcorreguts dos anys, les pressions dels inversors insuportables i la situació financera de l'empresa era insostenible.

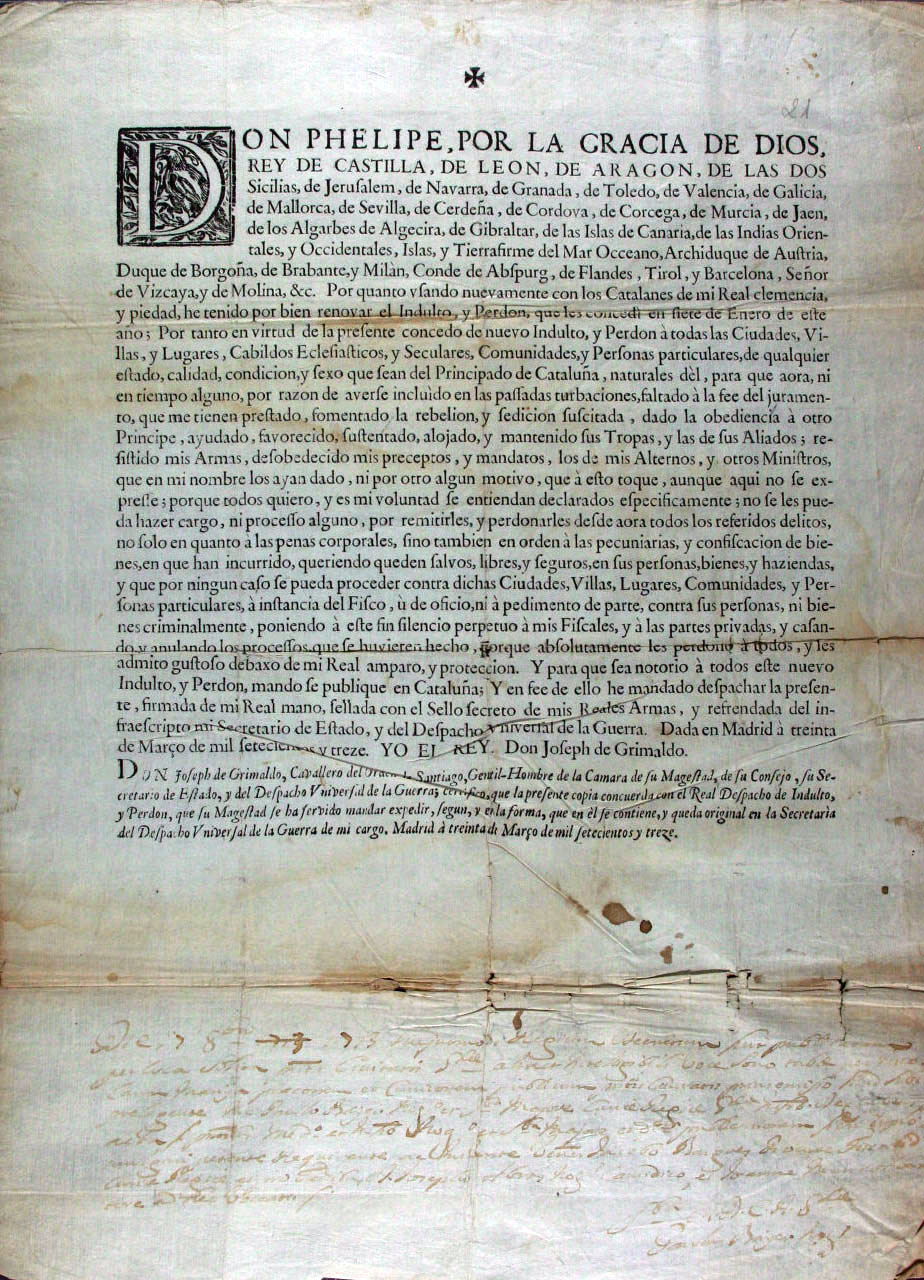
Reial decret promulgat per Felip V el 30 de març de 1713 pel que concedí indult i perdó general als catalans per la rebel·lió austriacista del 1705.

En aquest context la Companyia dels Mars del Sud va enviar els seus propis negociadors a Madrid per negociar directament un acord amb Felip V, entre ells el traficant d'esclaus Manasses Gilligan, mentre que l'ambaixador espanyol a Londres el marquès de Monteleón negociava amb el secretari d'estat britànic Henry Bolingbroke el Cas dels catalans i la manera d'eludir el Pacte de Gènova. Monteleón va advertir Bolingbroke que «qualsevol referència, encara que mínima, als Furs i Privilegis serviria de continu pretext a la natural propensió dels catalans a la sedició ia eximir-se de la deguda obediència de qualsevol príncep», però Bolingbroke li va replicar que s'havia de fer alguna cosa per salvar l'honor de la reina. Monteleón es va mostrar inflexible assegurant que «la naturalesa dels catalans, sempre proclius a la sedició», detallant que els seus privilegis limitaven d'una manera exorbitant l'autoritat reial i lamentant-se de «les desgràcies que en tots temps ha sofert Espanya per ells». Per la seva banda els Tres Comuns de Catalunya van enviar, també, els seus propis ambaixadors: a La Haia al comte de Ferran i a Londres al marquès de Montnegre, qui seria substituït poc després pel marquès de Vilallonga passant el primer a Utrecht.
L'ambaixador espanyol a Londres va alertar a la cort de Madrid que «ha arribat aquí el marquès de Montnegre, diputat de Catalunya, amb comissions de proposar que es formés una república del Principat de Catalunya», encara l'ambaixador va informar que ràpidament havia aconseguit infiltrar un espia entre els seus criats «de manera que estic informat puntualment de tots els seus passos i he previngut de tot a milord Boligbroke». Finalment el 14 de maig de 1713 Monteleón i Bolingbroke van trobar una solució i van signar l'acord, tot i que el tractat es va mantenir en secret fins a la seva ratificació el 13 de juliol de 1713: Felip V igualava l'oferta feta per Carles d'Àustria als anglesos anys enrere, cedint-los autorització pel Navio de permiso i el contracte comercial de tràfic d'esclaus —asiento de negros— durant 30 anys, i la va superar afegint també el lliurament del penyal de Gibraltar i de l'illa de Menorca; a canvi els anglesos s'acontentaven amb l'amnistia general pels catalans i el següent article referent al manteniment de les Constitucions de Catalunya (llegiu el tractat íntegre):
| « | [article 13] Vist que la reina de la Gran Bretanya no cessa d'instar amb summa eficàcia perquè tots els habitants del Principat de Catalunya [..] conservin il·lesos i intactes els seus antics privilegis, el Rei Catòlic per atenció a Sa Majestat britànica concedeix i confirma pel present a qualsevol habitant de Catalunya, no només l'amnistia desitjada, juntament amb la plena possessió de tots els seus béns i honors, sinó que els dona i concedeix també aquells privilegis que posseeixen i gaudeixen, i en endavant poden posseir i gaudir els habitants de les dues Castelles, que de tots els pobles d'Espanya són els més estimats pel Rei Catòlic. | » |

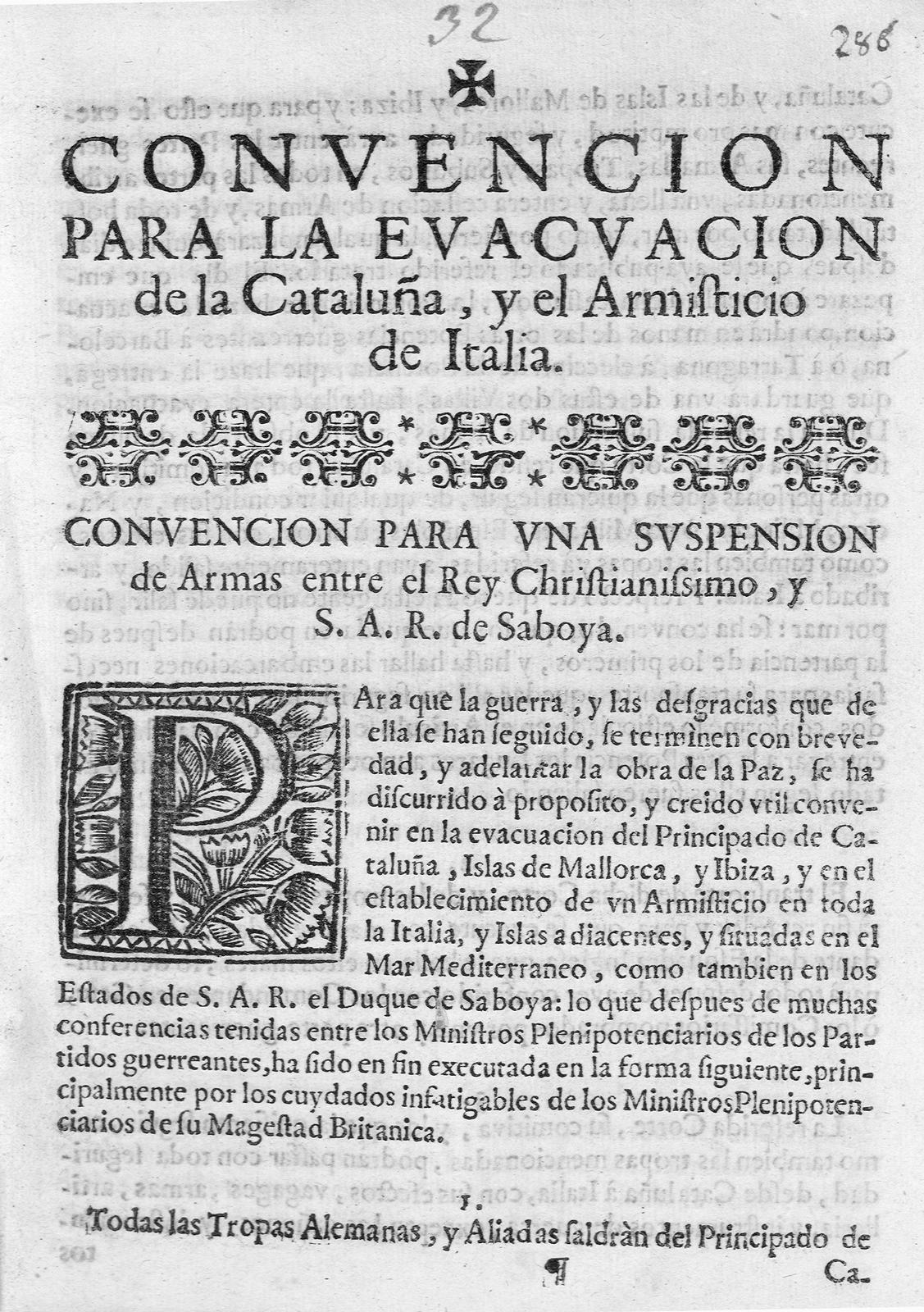
«Conveni d'evacuació de Catalunya» (1713).

L'article suposava, de facto, la derogació de les Constitucions de Catalunya, tal com anteriorment ja s'havia fet amb els Furs d'Aragó i els Furs de València, consagrant així l'abolició de les lleis, dret i govern de tots els estats de la Corona d'Aragó, que a partir de llavors passaven a estar sota les lleis i govern del Consell de Castella. En l'informe als seus ambaixadors Henry Bolingbroke ho va resumir amb les següents paraules: «els Privilegis dels catalans són, en veritat, desitjables per a un poble que anheli sostreure del tot de la dependència del seu Príncep i viure amb els seus braços i les seves mans, però els Privilegis de Castella són infinitament de major valor per als qui es proposen viure en la deguda subjecció a l'autoritat».
Veient perduda la Corona d'Aragó l'emperador Carles d'Àustria havia proposat als anglesos que, almenys, erigissin al Principat de Catalunya en una república neutral sota la protecció d'Anglaterra, el que els permetria complir amb el Pacte de Gènova. Però el secretari d'estat Henry Bolingbroke s'hi oposà rotundament afirmant clarament que «el mantenir les Llibertats Catalanes, no és d'interès per a Anglaterra». Així mateix va comminar a l'emperador que evacués la totalitat de les seves tropes de Catalunya i a la seva dona de Barcelona, al mateix temps que s'iniciava la negociació del Tractat de comerç entre Espanya i Gran Bretanya generalitzant les prebendes comercials als mercaders anglesos. Sense res amb el que negociar per retenir els seus drets a Espanya, o una part d'ella, l'emperador Carles d'Àustria es va doblegar a les pressions britàniques i va signar el «Conveni per a l'evacuació de Catalunya”, retirant-se de les negociacions d'Utrecht sense signar la pau, ni amb Felip V, ni amb França.
Va notificar l'evacuació de les seves tropes als diputats de la Generalitat, concloent que el continuar la guerra en solitari provocaria un bany de sang inútil que no tindria més resultat per a Catalunya que el de la seva total i absoluta destrucció, davant la qual cosa els induïa a resignar-se i acollir-se a l'amnistia que els havia ofert Felip V(llegiu el document íntegre). Als pocs dies l'emperadriu va abandonar Barcelona en una portentosa cerimònia oficial deixant al mariscal Guido von Starhemberg com a virrei i, el 22 de juny de 1713, els representants de Felip V i de Carles d'Àustria van signar el «Conveni de l'Hospitalet», que donava per finalitzada la Guerra de Successió en territori espanyol. Aquell mateix mes el govern britànic cedia els contractes comercials atorgats per Felip V a la Companyia dels Mars del Sud.

## Guerra dels catalans (1713-1714)

### Junta General de Braços de Catalunya
Davant l'evacuació de les tropes aliades els diputats de la diputació del General de Catalunya de 1710-1713 i el conseller en Cap de Barcelona de 1712-1713 es resignaren a acceptar la realitat dels fets, preparant les disposicions per rendir la submissió a Felip V. Tanmateix, per contra, i després de múltiples pressions, una facció radical de l'aristocràcia catalana del Braç militar va forçar els diputats de la Generalitat a convocar pel 30 de juny la Junta General de Braços, argüint que només aquesta institució era la competent per a dictaminar si Catalunya havia de sotmetre's irremissiblement a Felip V o, en cas contrari, havia d'organitzar-se per continuar la guerra per si sola en defensa de les seves Constitucions. Entretant les tropes borbòniques començaren a avançar sense cap oposició ocupant vila rere vila mentre anunciaven que la guerra s'havia acabat i que Felip V respectaria les constitucions catalanes.

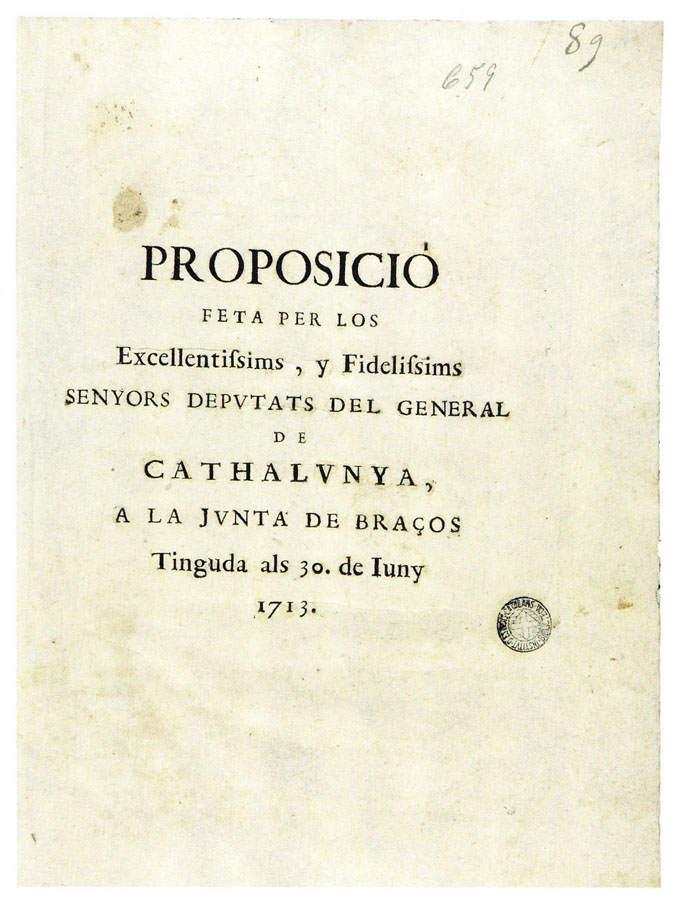
«Proposició» presentada pels diputats de la Generalitat de Catalunya el 30 de juny de 1713 davant la Junta de Braços, i que finalitzaria el 9 de juliol amb la publicació de l'edicte pel qual Catalunya declarava la guerra per «defensar la seva Llibertat».

A les tres de la tarda del 30 de juny de 1713 i amb gran nerviosisme per les notícies que arribaven a Barcelona es va obrir solemnement la Junta General de Braços de Catalunya. Es van reunir els tres Braços —tres estaments— a la sala de Sant Jordi de la Diputació del General de Catalunya, on presidits per un altar amb la santa imatge de Crist els diputats de la Generalitat del trienni 1710-1713 —contraris a continuar la guerra—, presentaren davant els delegats la Proposició en que s'exposaven les missives enviades pel mateix rei i emperador Carles d'Àustria, l'emperadriu i el mariscal Guido Starhemberg, instant als catalans a la submissió degut a la impossibilitat de socorre'ls per l'abandonament anglès. Seguidament es va disposar que cada braç s'ajuntés per separat en diferents salons ordenant que en cada un hi hagués un altar on oficiar una missa de l'Esperit Sant perquè il·luminés les deliberacions dels catalans. Després de les primeres sessions el Braç Eclesiàstic es va inhibir perquè de la resolució podia seguir «vessament de sang», deixant la decisió final en mans dels altres dos braços: el Braç militar —estament dels aristòcrates—, i el Braç reial —estament dels ciutadans. Al Braç militar els vots dels aristòcrates catalans es van dividir en tres grups: Nicolau de Santjoan va exposar el sentir dels partidaris de la submissió incondicional recordant que «Si a les lleis fonamentals de la nostra Pàtria, que donen dret a Catalunya per defensar-se, acompanyés la prevenció, la força i el poder, sens dubte seria oblidar-nos de la nostra obligació el no oposar», però que estant «la nostra Pàtria enmig de Castella i França», «trobant tot Catalunya fatigada, destruïda, i exhausta de mitjans», i sent una «esperança vana i sense fonament» l'esperar l'ajuda de Carles d'Àustria, el seu vot era el d'anar sense dilació «a Madrid a fer acte de submissió» (llegiu el discurs íntegre).
No hi ha ninguno que puga negar que lo funest assumpto que se proposa no sia lo més ardit que ha ocorregut en lo temps d'atrassades centúries [..] i les tristes circumstàncies que l'acompanyen daran que admirar i escarmentar a les futures centúries. [..] Tots los exemplars que he deduït són successos que han ocorregut a nostra Nació i en nostra Pàtria, referits per autors estrangers exempts sempre d'adulació. Recordis Catalunya que 27 tributs imposà lo africà domini i que lo derramament de sang de nostres majors, destruint la sarracena subjecció, redimiren tan dures servituds. [..] Acabis la Nació ab glòria i resignació, que logra menos patir, que sofrir extorsions que no practicaren los moros. [..] Valguen-se, des de luego, los Excel·lentíssims Fidelíssims Braços Generals de l'autoritat que l'omnipotent Déu, just i misericordiós, ha deposat en sa mà. Quede desenganyada la vana presumpció dels ministres de Madrid [..] Provin nostre valor i experimentin no ha decaigut lo coratge ni l'Honor de la Nació Catalana. 
Replicaren els partidaris de la guerra, encara que aquests estaven dividits en dues faccions: d'una banda els moderats, el vot dels quals fou exposat per Jaume de Copons i de Falcó, partidaris de declarar la guerra contra Felip V però només després d'intentar una última negociació per salvar les Constitucions (llegiu el discurs íntegre), i de l'altra banda la facció radical, partidaris de declarar la guerra també, però rebutjant de pla qualsevol negociació amb Felip V. Va exposar el sentir de l'aristocràcia radical Manuel de Ferrer i Sitges, qui pronuncià un llarguíssim i profús discurs embriagat de menyspreu i d'odi contra Castella, qualificant als ministres de Madrid de «sangoneres», afirmant que davant la prosperitat dels catalans als castellans els corroïa l'enveja, titllant -los de ser una nació feble i de tenir els «ànims ignorants i senzills», tot el contrari a l'honor i a la glòria «ser català», i emparant-se en la «Divina Providència» exhortava que es prenguessin les «armes i es defensin els nostres Privilegis i lleis fins a l'última extremitat», profetitzant que abans que tolerar una ignominiosa submissió que taqués el «l'honor de la Nació Catalana», es vessaria tota la sang de Catalunya fins a un gloriós i sagnant final (llegiu el discurs íntegre). Però tot i la verbositat fanatitzada de Manuel de Ferrer i Sitges, la divisió en dues faccions dels partidaris de la guerra va donar com a resultat que l'opció minoritària, la dels partidaris de la submissió, sumés més vots que les altres dues per separat. Davant el resultat advers de la votació Manuel de Ferrer i Sitges obstaculitzar l'aprovació de la deliberació presentant una «Protestació» (llegiu el document íntegre):
| « | Dic, doncs, que amb aquest acte —vull tingui força de solemne Protestació, amb totes les clàusules de dret necessàries—, dono de nul·litat i protesto de la susdita deliberació per oposar-se a l'Honor, Lleis, i Privilegis de tota la Nació Catalana, per ser ignominiosa tan servil subjecció al nom de tota la Nació. | » |

I en aquest interval fou quan, finalment, els va arribar la notícia que el Braç reial —estament dels ciutadans— havia votat per proclamar la guerra sense més dilacions. Aquesta resolució va forçar al Braç militar a reconsiderar el resultat de la seva deliberació, imposant-se finalment el dictat de l'aristocràcia catalana radical. Presa així la resolució de continuar la guerra els comissionats de la Junta General de Braços la van lliurar als diputats de la Generalitat perquè la publiqués i declarés l'estat de guerra. Els diputats de la Generalitat, contraris a la proclamació, van dilatar l'entrada en vigor legal de l'edicte tres dies advertint «que en els eraris de la Diputació no hi havia diners, que era el principal nervi per emprendre una guerra». En la sisena instància presentada pels braços generals davant els diputats de la Generalitat se'ls recordava que era el seu deure la «conservació de les Llibertats, Privilegis i Prerrogatives dels catalans, que nostres antecessors a costa de vessar gloriosament la sang obtingueren i nosaltres hem, així mateix, de mantenir, les quals no han estat preses en consideració ni a Utrecht ni a l'Hospitalet ».

### Catalunya declara la continuació de la guerra

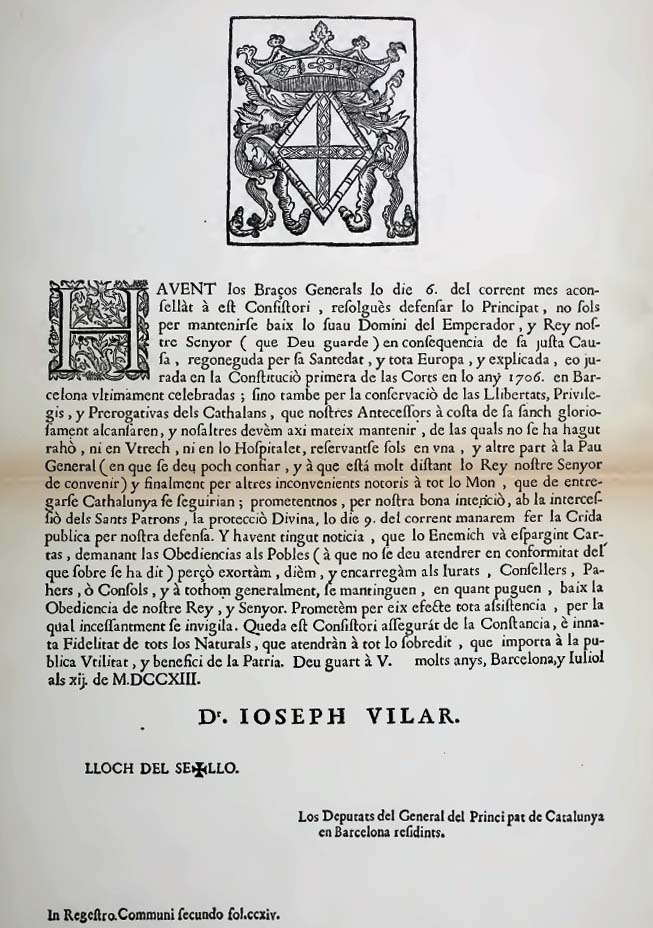
Carta del diputat de la Generalitat Josep Vilar informant les viles i ciutats de Catalunya de la resolució presa el 6 de juliol per la Junta General de Braços de continuar la guerra, i proclamada públicament el 9 de juliol de 1713.

Finalment a les sis del matí del 9 de juliol de 1713, mentre l'últim virrei de Catalunya el mariscal Starhemberg s'embarcava amb les tropes austríaques, va ser proclamada amb retruny de tambors i trompetes la «Crida», la declaració de guerra:
| « | Ara escolteu, es fa saber a tots generalment, de part del Excel·lentíssim i Fidelíssim consistori, dels Excel·lentíssims i Fidelíssims diputats i oïdors de comptes del Principat de Catalunya, seguint la resolució deliberada pels Excel·lentíssims i Fidelíssims Braços Generals el dia 6 del corrent mes i any, pel present pregó i edicte que l'Excel·lentíssim i Fidelíssim Principat de Catalunya convocat en Braços Generals el sobredit any i dia ha deliberat continuar la guerra en nom de la Sacra Cesària Catòlica Reial Majestat l'emperador i rei nostre Senyor (que Déu guardi) per mantenir vassalls de la susdita SCCRM segons la llei establerta en les Corts Generals celebrades en l'any de 1706 i per conservar les lleis, constitucions, privilegis, honors, costums i prerrogatives que el sereníssim duc d'Anjou ha derogat volent que el present Principat de Catalunya es lliuri a discreció i que els naturals i habitants no gaudeixin d'ara endavant més llei ni privilegi que la que al seu arbitri vol imposar. Per tant, declaren que del dia present en endavant, tots els naturals i habitants del present Principat tinguin, considerin i tractin per enemics tots els súbdits i vassalls, tant del sobredit sereníssim duc d'Anjou com els súbdits i vassalls de la majestat del rei de França ja que és aliat i ajuda i afavoreix els designis del sobredit duc d'Anjou. Per tant, es prohibeix sota les penes establertes de crim de lesa majestat que del dia present en endavant cap s'atreveixi a tenir comunicació ni tracte per escrit ni de qualsevol altra manera amb les dites vassalls i súbdits si no volen ser tractats com a vassalls inobedients de l'emperador i rei nostre Senyor i enemics de la Pàtria. Perquè les dites coses siguin a tots notòries manen els Excel·lentíssims i Fidelíssims senyors diputats ser fet i publicat el present ban i pregó en els setges acostumats de la present ciutat i altres parts on convingui i sigui menester. | » |

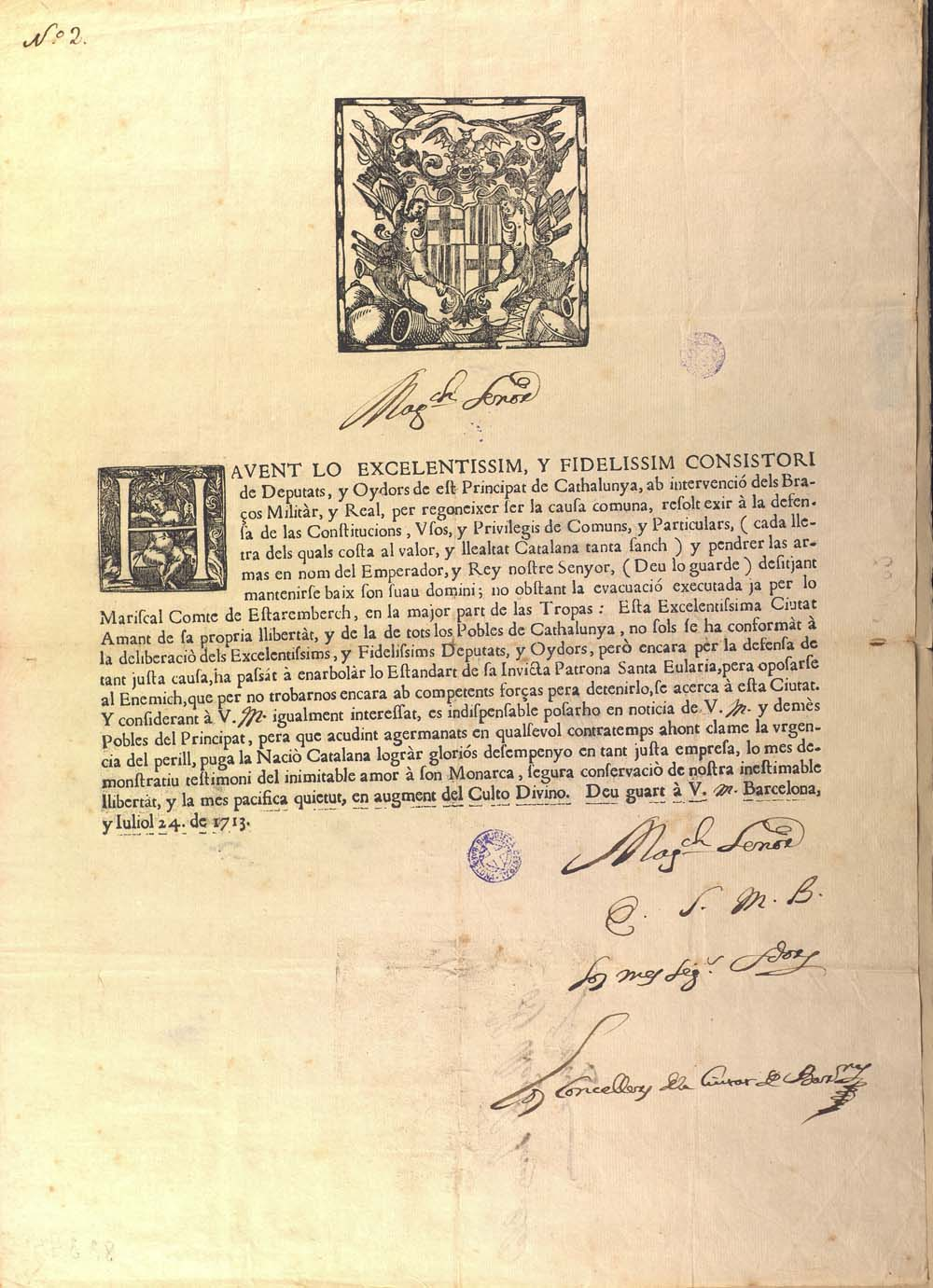
Un cop proclamada la defensa en nom del Rei i de la Pàtria, els consellers de Barcelona enviaren cartes a diferents poblacions apel·lant a lluita perquè «pugui la Nació Catalana aconseguir gloriós acompliment en tan justa empresa.»

Després de publicar la «heroica resolució», com l'anomenaven els radicals, diversos ciutadans de Barcelona van abandonar la capital en desacord amb la declaració de guerra, no només es tractava dels pocs partidaris de Felip V que havien resistit fins llavors en la ciutat, sinó també i majoritàriament d'austriacistes que consideraven que declarar la guerra contra Felip V i contra França era «una inhumana i bàrbara resolució», i que l'únic que els radicals aconseguirien seria dur a Catalunya cap a la seva més absoluta devastació. Entre els que abandonaven la ciutat es trobava l'antic tinent coronel Antonio Meca i de Cardona de les Reials Guàrdies Catalanes, les tropes d'elit que havien format la guàrdia de corps de Carles d'Àustria i que es va retirar a una residència seva a Sabadell, o el coronel de la guàrdia de cavalleria de la mateixa unitat, Antonio de Clariana i de Gualbes. Per contra, altres com el Ciutadà Honrat Rafael Casanova, que també disposava d'una altra residència a Sant Boi de Llobregat, es van mantenir dins de la ciutat.
Davant la declaració de guerra Felip V va escriure aïrat al seu avi, el rei Lluís XIV de França, lamentant-se que tot i haver concedit una amnistia i perdó general als catalans, res d'això havia servit, i davant la greu situació de les seves finances sentenciava que els catalans «em pagaran totes les despeses de la Guerra de Catalunya des de primer de Juliol [1713] fins que hagin rendit els Armes». Per Felip V els Tres Comuns de Catalunya no eren ni potència contendent, ni els reconeixia com a interlocutor de Carles d'Àustria, acusant-los d'haver comès el delicte de rebel·lió contra la legalitat establerta en els tractats signats, i de lesa majestat contra el seu legítim monarca —ell—, per la qual cosa no era més que rebels no subjectes a les lleis de la guerra. Va ordenar al comandant del seu exèrcit que davant qualsevol oposició «se'ls passarà a tots a ganivet, i es faci penjar als quals es defensen, doncs a més de merèixer aquest càstig com rebels obstinats i lladres, convindrà s'executi així per escarment dels altres». Per a l'historiador Ricardo García Cárcel, «Felip V és un cas de neurosi obsessiva respecte a Catalunya [..] No es pot desvincular l'actitud neuròtica de Felip V cap als catalans del fet que seva condició de rei absolut el portava a considerar que havia patit una traïció i que havia de venjar-se. Aquest perfil de rei venjatiu és fonamental per entendre la seva actitud». al seu torn en el Consell de Castella Melchor de Macanaz exhortava que «per efecte de la rebel·lió i conquesta de Catalunya [..] tots els seus furs i privilegis queden derogats, i no hi ha més llei, fur, ni privilegi, que la voluntat del Rei».
Havent els Tres Comuns de Catalunya declarat l'estat de guerra, dos dies després l'11 de juliol de 1713 els representants aragonesos refugiats a Barcelona van presentar formalment i per escrit l'adhesió del regne d'Aragó a la guerra contra Felip V i contra França (llegiu el document íntegre). Respectada la prelació jeràrquica, en ser el regne d'Aragó cap de la Corona d'Aragó, l'endemà 12 de juliol els representants valencians també van formalitzar l'adhesió del regne de València a la guerra contra Felip V (llegiu el document íntegre). Per a l'historiador borbònic Vicente Bacallar «buscaven abans la mort que restituir-se al degut vassallatge -ells en deien esclavitud-. No es poden referir a curt volum els efectes de la seva obstinació».

### Govern radical de Catalunya: la «Junta dels 36»
Sense rei, ni virrei, es va seguir el que estableixen les Constitucions catalanes per a aquesta situació obrint solemnement la governació viceregia a càrrec del governador de Catalunya Pere de Torrelles i Sentmenat i el seu lloctinent Francesc de Sayol i Quarteroni per administrar justícia, retirant-se tant el canceller de Catalunya com el regent de la presidència del Reial Suprem Senat de Catalunya. Per la seva banda la Junta General de Braços de Catalunya va quedar prorrogada per sis mesos delegant la seva sobirania en una junta deliberativa de govern, la «Junta dels 36», que havia d'aconsellar els diputats de la Generalitat en els qui residia, en darrera instància, el poder executiu. La «Junta dels 36» estava formada per 12 membres escollits per cadascun dels tres braços pel que conseqüentment els radicals van obtenir la majoria. Tot seguit la «Junta dels 36» va informar de la resolució de continuar la guerra als ambaixadors catalans que durant la negociació del Tractat d'Utrecht havien estat enviats a les cancelleries europees: el marquès de Montnegre a Viena, el marquès de Vilallonga a Londres, i el comte de Ferran a La Haia.
| Governació vicerègia de Catalunya |                        |                            |
|                                   |                        |                            |
| Marquès de Torrelles              |                        |                            |
| Francesc de Sayol                 |                        |                            |
|                                   |                        |                            |
| «Junta dels 36»                   |                        |                            |
| Delegats dels Braços de Catalunya |                        |                            |
| Aristocràcia                      | Eclesiàstics           | Ciutadans                  |
| Marquès de Barberà                | Arxidiaca de Andorra   | Fèlix Teixidor             |
| Baró d'Almenara                   | Sagristà de Banyoles   | Tomas Antich               |
| Manuel de Ferrer i Sitges         | Sagristà de Sant Pau   | Salvador Feliu de la Penya |
| Marquès del Poal                  | Arxidiaca de Barcelona | Josep Ferran               |
| Comte de Rodonyà                  | Sagristà de Gerri      | Diego Casetas              |
| Comte de la Torre                 | Canonge d'Urgell       | Joan Llinàs                |
| Comte de Sant Martí               | Dea de Besa            | Lluís Bertran              |
| Baró de la Cortada                | Canonge de Vic         | Francesc Mas               |
| Ramón de Rodolat                  | Canonge de Barcelona   | Francesc Sentís            |
| Comte de Claramunt                | Hospitaler de Tortosa  | Josep Antoni Roig          |
| Aleix de Sagarra                  | Ramón Torroella        | Josep Llaris               |
| Bonaventura de Vidal              | Abad de Gerri          | Jaume Abadal               |
|                                   |                        |                            |

A diferència del que havia passat anys enrere durant la Guerra dels Segadors (1640-1659), quan també després d'una Junta General de Braços el Principat de Catalunya es va autoproclamar la república independent —una república que al cap de poc acabaria engolida per França—, ara l'estratègia dels radicals es fonamentava en declarar-se insistentment com a vassalls de Carles d'Àustria. Confiaven el tot de les seves possibilitats en la creença que presentant Catalunya com a domini de Carles d'Àustria, quan aquest signés la pau amb França, les tropes franceses es veurien forçades recíprocament a evacuar Catalunya. En conseqüència la «Junta dels 36» va acordar enviar un memorial a l'emperador Carles d'Àustria a Viena informant de «l'heroica Resolució» de Catalunya de continuar la guerra per «compliment del seu jurada fidelitat, i conservació de les lleis, Privilegis, i Llibertats»; Així mateix li feien constar que tot i ser conscients de la seva absència, i de la del seu virrei, i que havia ordenat l'evacuació de les seves tropes perquè la «continuació de la guerra produiria la total ruïna del Principat», estaven determinats a sacrificar-se abans que sotmetre, sol·licitant a Carles d'Àustria tant l'enviament de socors com el no desistir en l'afany d'erigir al Principat de Catalunya en una república, sota protecció imperial per quan negociés la pau amb França. (llegiu el document íntegre):
| « | [..] amb l'esperança que la Divina Providència, inclinada a la seva justa causa, obrirà camí a Vostra Catòlica Majestat, d'assistir amb prontísimos i copiosos socors, continuant la guerra, i en cas d'efectuar la pau, amb l'eficaç obstinació de no permetre separar el Principat de l'obediència de La vostra Catòlica Cesària Majestat, o erigir el Principat en República, sota la sobirana protecció de La vostra Cesària Catòlica Majestat | » |

Així mateix, els diputats de la Generalitat publicarien dos opuscles propagandístics: el Despertador de Catalunya en català, i Crisol de Fidelidad en castellà. En ambdós texts s'intentava legitimar la rebel·lió de Catalunya —o, segons el seu parer, la continuació de la guerra sota la jurisdicció de Carles d'Àustria—, proclamant que lluitaven no només per la seva llibertat i els seus privilegis sinó que, recordant l'abolició dels Furs del regne d'Aragó i del regne de València, també lluitaven per la Corona d'Aragó i per alliberar tota la monarquia d'Espanya de l'absolutisme de Felip V. Per a l'historiador borbònic Nicolau de Jesús Belando «Vivien amb esperança que el senyor Arxiduc, quan ocupés amb assossec el Tron de l'Imperi Alemany, els afavoriria i els deixaria en tota llibertat, reduint a una independent república com ja ho va expressar als barcelonins seu bisbe, l'eminentíssim cardenal Sala».

### L'Exèrcit de Catalunya: «nosaltres els Macabeus»

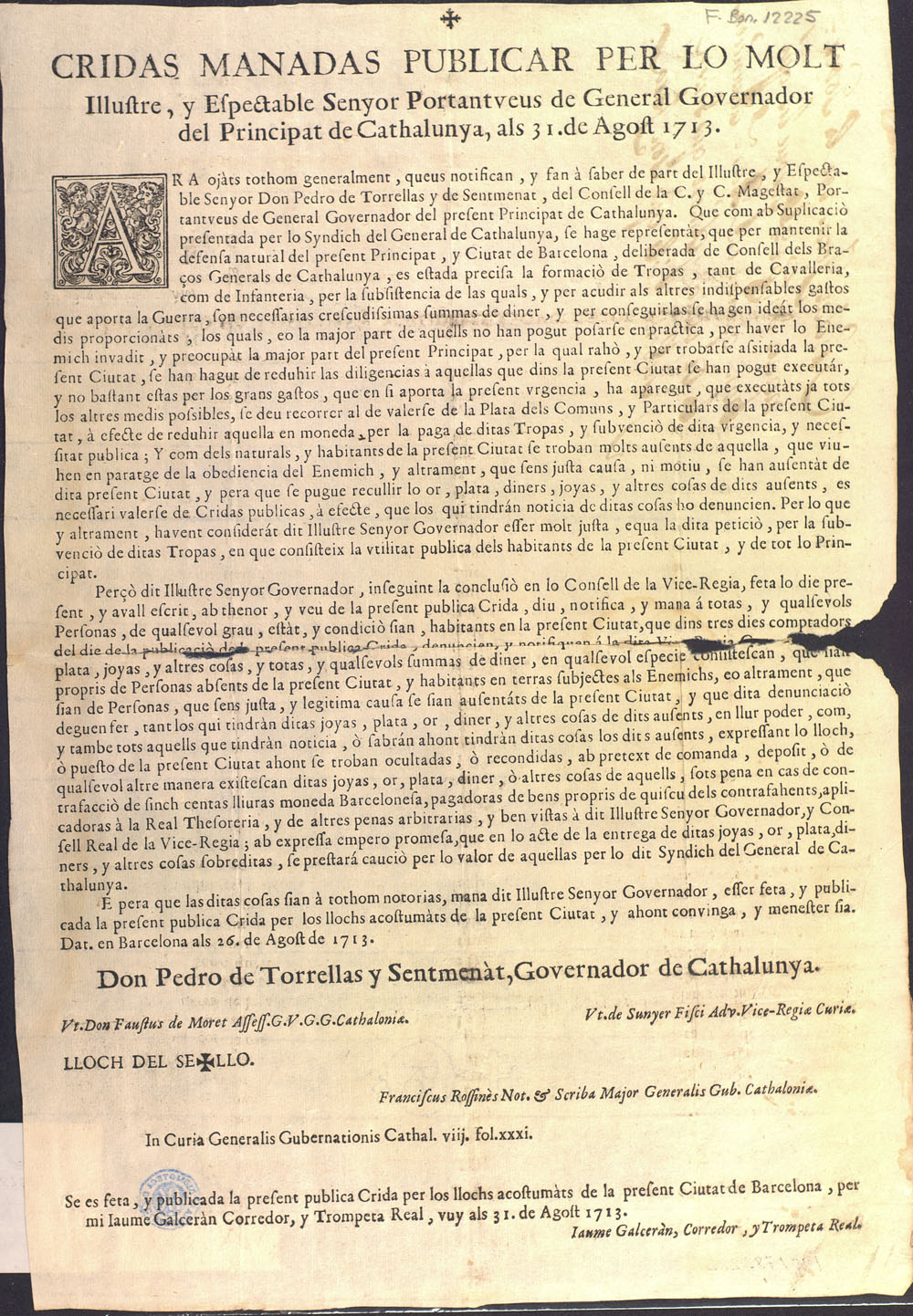
Ordre del Governador de Catalunya decretant l'expropiació dels béns d'aquells que havien abandonat la ciutat. Amb les expropiacions es va poder finançar l'exèrcit català i així poder «mantenir la defensa natural del present Principat, i Ciutat de Barcelona».

Proclamada la declaració de guerra el 9 de juliol de 1713, l'endemà la «Junta dels 36» va publicar un ban per llevar efectius pel seu exèrcit. Pel càrrec de general comandant es van calibrar dues opcions: el tinent mariscal Antonio Colón de Portugal y Cabrera comte de la Puebla, i el també tinent mariscal Antonio de Villarroel i Peláez, sent triat aquest últim per haver nascut a Barcelona encara que no fos català. Aquest va acceptar el nomenament el 12 de juliol, però conscient del radicalisme que imperava entre els membres de la «Junta dels 36» els va advertir que només accedia a això com a militar professional, perquè l'atac a la ciutat era ja imminent, que només comandaria la defensa mentre tingués tropes suficients i sota les condició irrenunciable d'obtenir la patent oficial de l'emperador Carles d'Àustria. La «Junta dels 36» va accedir a les seves condicions i l'endemà es va oficialitzar el seu nomenament, designant aquest als seus ajudants Diego Mier, Juan Calvería, Diego Sánchez i Martín de Zubiría.
Per mobilitzar els centenars de refugiats austriacistes dels regnes d'Espanya que s'amuntegaven a Barcelona els Tres Comuns van concebre la idea d'organitzar els regiments de l'exèrcit de Catalunya en funció de les nacions pertinents emparats cadascun per un sant patró catòlic. Segons aquest pla, dels vuit regiments d'infanteria que es van alçar, el regiment de la Generalitat, el regiment de Barcelona, i el de Mare de Déu del Roser serien reservats als catalans, el de Sant Narcís per als alemanys, el de Mare de Déu dels Desemparats per als valencians, el de la Santa Eulàlia per als navarresos, i el de la Immaculada Concepció, sota el comandament teòric del general comandant Villarroel però efectiu del coronel Gregorio de Saavedra, pels castellans. Així mateix, dels sis regiments de cavalleria que es van alçar, el de Regiment de cavalleria cuirassers de Sant Miquel va ser reservat per als aragonesos. Malgrat les seves intencions la major part de la tropa va haver de completar-se amb catalans i a finals de juliol la lleva era de prop de 4.000 combatents a sou dels Tres Comuns de Catalunya; després beneir les banderes a les esglésies sota les prèdiques que els exhortaven a seguir l'exemple dels antics «Macabeus» de la Bíblia es va jurar solemnement fidelitat a Carles d'Àustria i al Principat de Catalunya, es van nomenar els oficials, i van ser lliurades les patents en nom dels Tres Comuns, no de l'emperador Carles d'Àustria.

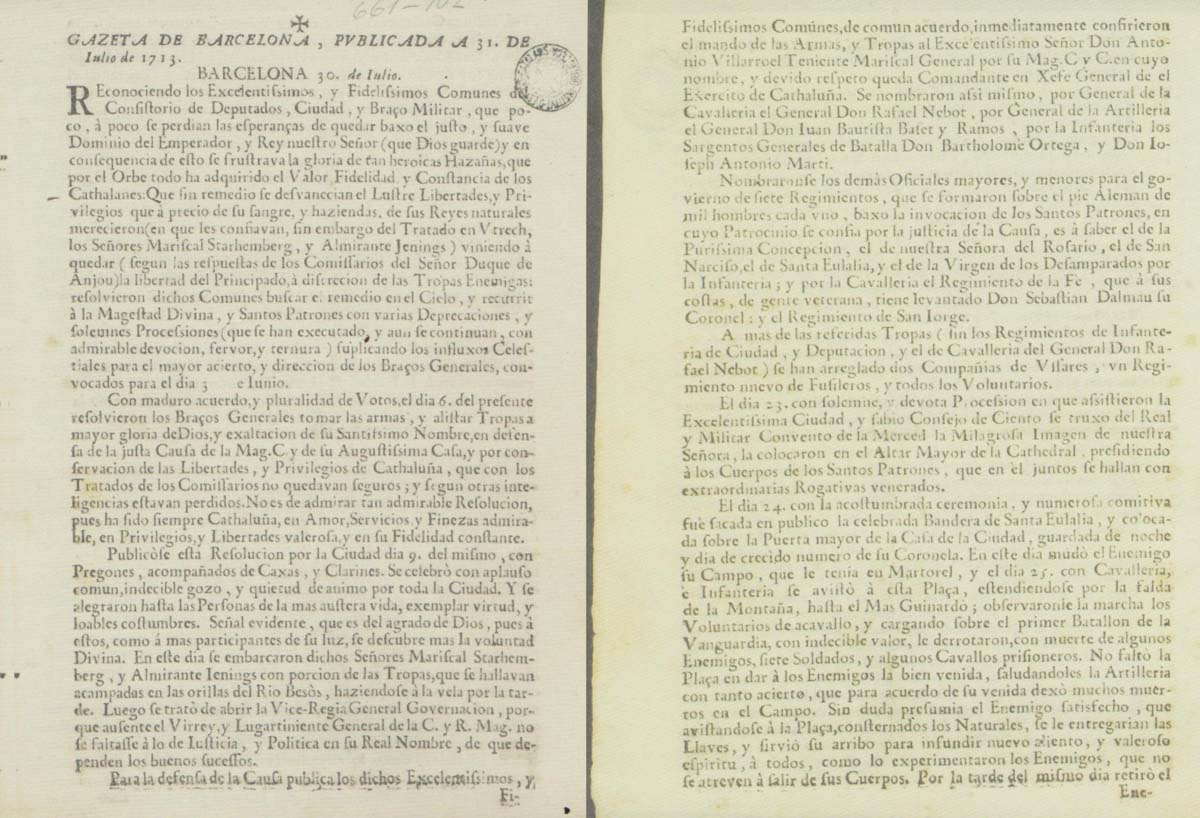
La Gazeta de Barcelona va publicar els motius pels quals Catalunya havia declarat la continuació de la guerra així com el nomenament del tinent mariscal Antonio de Villarroel com «Comandante en Xefe General de el Exercito de Cathaluña».

Quant a les esquadres miquelets, les rústiques i violentes tropes procedents de la ruralia catalana avesades al saqueig i a la guerra de guerrilles, van ser disciplinats i enquadrats en els anomenats en els «Regiments de Fusellers de Muntanya», no sense abans confessar, beneir, assignar-los un capellà, i posar-los sota l'empara d'un sant patró catòlic.
Dins de la ciutat la Coronela de Barcelona —la milícia formada pels confrares dels gremis barcelonins—, va ser reorganitzada com un sol regiment de sis batallons: el Santíssima Trinitat, la Immaculada Concepció, el Santa Eulàlia, el Sant Sever, el Santa Madrona i el Mare de Déu de la Mercè. Els membres de la Coronela de Barcelona estava sotmesos a la justícia militar quan entraven de guàrdia i estaven a sou del Consell dels 100, així mateix estaven completament uniformats i equipats amb fusells de primera qualitat des de 1707, sent el seu coronel el conseller en Cap de Barcelona. Per mantenir l'ordre públic dins de la ciutat es va armar la «Companyia de la Quietud», mentre que es van organitzar les «Companyies de Voluntaris», formades per barcelonins que no estaven a sou però que servien voluntàriament amb armes pròpies, sense patent oficial i sense uniforme. Finalment aquells inhàbils per al servei d'armes van ser enquadrats en els Batallons de Barri, unitats formades per civils que sense rebre cap paga tenien per obligació servir de força de treball, desenrunament i reconstrucció, en cas de bombardeig sobre Barcelona.
Vital per mantenir la defensa de Barcelona era la contribució del regne de Mallorca, territori sota el domini de Carles d'Àustria, i des del qual havien d'arribar combois amb queviures, armament i municions per sostenir la rebel·lió. Per salvaguardar el vital aprovisionament marítim es va organitzar una armada naval formada per 50 tartanes de guerra, 9 bergantins i 6 fragates, i així mateix es van armar amb entre vint i quaranta canons 4 navilis de línia: el Sant Josep, el Santa Madrona, el Santa Eulàlia i el Sant Francesc de Paula. Com assenyala l'historiador militar Francesc Xavier Hernàndez Cardona, els Tres Comuns de Catalunya van alçar el seu exèrcit com si fossin l'Exèrcit de Déu.

### Fracàs dels radicals: represàlies, pugnes pel poder i derrotes
| Diputació del General de Catalunya (Generalitat de Catalunya) *                                                    |                              |                                |
| |                              |                                |
| Militar | Eclesiàstic                  | Ciutadà                        |
| Diputat Antoni de Berenguer                                                                                        | Diputat Sagristà de Banyoles | Diputat Antoni Grases i Des    |
| Oïdor Francesc de Perpinyà                                                                                         | Oïdor Sagristà de Sant Pau   | Oïdor Tomas Antich i Saladrich |
| |                              |                                |
| «Junta dels 18»**                                                                                                  |                              |                                |
| Marquès de Barberà                                                                                                 | s.d.                         | Joan Llinàs i Farell           |
| Baró d'Almenara | s.d.                         | Fèlix Teixidor                 |
| Manuel de Ferrer i Sitges                                                                                          | s.d.                         | Josep Antoni Roig              |
| Comte de Claramunt                                                                                                 | s.d.                         | Marià Duran i Mora             |
| Bonaventura de Vidal                                                                                               | s.d.                         | Oleguer Argemir                |
| Vescomte d'Oliver                                                                                                  | s.d.                         | Ignasi Bòria i Gualba          |
| *nota: diputats i oïdors sortejats el 22 de juliol de 1713 **nota: «Junta dels 18» nomenada el 3 de gener del 1714 |                              |                                |
| |                              |                                |

El clima de violència i d'amenaces que va estar darrere del triomf dels radicals durant la Junta de Braços va ser descrit en les memòries d'un partidari de Felip V resident a Barcelona; aquest va qualificar els radicals d'actuar arbitràriament «segons els seus depravades intencions», de la nul·la validesa de la Junta de Braços per l'absència dels síndics de Girona, Lleida, Tortosa i Tarragona, narrant com tot i així aquells que van intentar impedir la declaració de guerra van ser amenaçats de mort pels «sequaços de la maldat»; va detallar com el canvi en la deliberació final del Braç militar només es va poder aconseguir quan els radicals van anar a casa i els van amenaçar que «els penjarien a tots del balcó si no declaraven la guerra», mentre les esquadres de miquelets sembraven el terror pels carrers de Barcelona al crit de «Privilegis o mort !». Va confirmar les coaccions altre filipista resident a Barcelona, el notari Aleix Claramunt, qui en el seu diari personal va denunciar les «infectes amenaces i persecucions públiques de matar i cremar als quals no votessin la guerra»; quan finalment es proclamà la guerra detallà com «fou tal l'alegria del poble que no la puc ponderar. I predicaven per les trones obertament que era una guerra de religió», un radicalisme catòlic que el portà a fugir de Barcelona pocs dies després.
Els radicals havien obtingut el control de la «Junta dels 36», però en canvi a la Generalitat i al consistori de consellers de Barcelona encara tenien mandat vigent els partidaris de la submissió a Felip V. Aquesta situació va començar a revertir als pocs dies doncs, tal com era de precepte, en la festivitat de Santa Maria Magdalena —22 de juliol—, de 1713 es va procedir a la tradicional renovació dels 6 diputats de la Generalitat de Catalunya per al trienni 1713-1716 del que van resultar sortejats, després de diverses renúncies, denegacions i vots nuls, 6 addictes a la facció radical: els eclesiàstics Josep de Vilamala i Diego d'Olzina, els aristòcrates Antoni de Berenguer i Francesc de Perpinyà, i els ciutadans Antoni Grases, i Tomàs Antich; altrament, per evitar que en endavant la sort no s'alineés adequadament amb els seus designis, la «Junta dels 36» decretà un edicte mitjançant el qual van ser esborrats de les llistes de candidats —desinsaculats— tots aquells que havien abandonat la ciutat per ser contraris a la guerra.

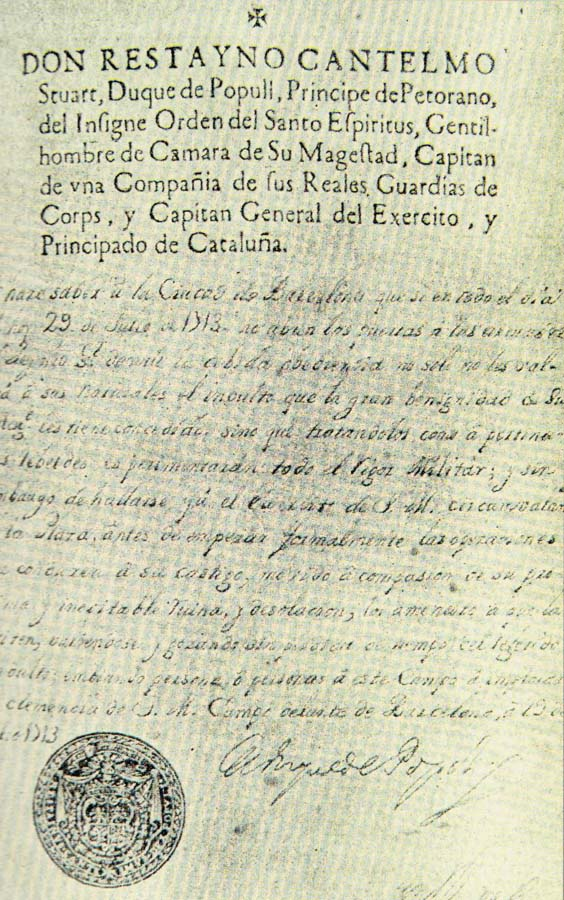
Document signat pel duc de Pópoli el 29 de juliol de 1713 sol·licitant que Barcelona prestés la obediència a Felip V.

Finalment el 25 de juliol de 1713 les tropes borbòniques al comandament del duc de Pópoli van arribar davant les muralles de Barcelona. Tot seguit Pópoli va sol·licitar l'obediència de la ciutat a Felip V, sol·licitud rebutjada el mateix dia. Davant la impossibilitat de prendre Barcelona a l'assalt el cap d'enginyers van Verboom, que havia estat pres a la ciutat en 1712, va presentar al duc de Pópoli un informe alertant del «gran nombre de gent bel·licosa que s'ha tancat en ella, acostumats al maneig de les armes, atrevits i obstinats», advertint-li que els catalans «tindran por sens dubte el càstig que mereixen llevant privilegis i armes, del que estan més gelosos que cap altra nació del món, preferint abans perdre la vida que perdre els seus privilegis, el que em fa témer que aquests bàrbars sentiments siguin capaços de fer un efecte tan extraordinari en el seu esperit que els pugui portar fins a l'últim extrem». Com a conclusió Verboom li indicava que seria necessari un veritable setge militar per sotmetre a la ciutat però Populi, sense artilleria pesant i limitat per les mancances tècniques i tàctiques de les tropes de Felip V, va desestimar el pla. L'estratègia que va adoptar va ser la que des de feia segles s'havia seguit en els setges als quals s'havia sotmès a Barcelona, bloquejant per terra i centrant el millor de les seves tropes a la conquesta de la fortalesa de Montjuïc, des de la qual una vegada presa obligar a la rendició de la ciutat.
Paral·lelament diversos dels que havien abandonat Barcelona, tant botiflers com antics austriacistes, van començar a concentrar-se en Mataró. Des d'allà van començar una campanya de propaganda intentant desacreditar la facció radical, denunciant tant les irregularitats de la Junta de Braços, com posant en evidència l'absolut silenci de Carles d'Àustria —el rei sota la suposada jurisdicció del qual afirmaven lluitar—, titllant-los per tant de rebels al legítim i únic monarca d'Espanya, Felip V. Però l'oposició als radicals no s'organitzava només fora de les muralles de Barcelona. A l'interior de la ciutat les tensions van començar a refermar contra el conseller en Cap de Barcelona de 1712-1713, Manuel Flix i Ferreró, declarat partidari de la submissió. Aquest havia continuat en el càrrec i feia tot el possible per evitar que els disbarats dels radicals afectessin als civils; demanà a Villarroel que ordenés als miquelets sortir fora de Barcelona, va aconseguir evitar diverses execucions —entre elles la d'un familiar del noble Francesc de Castellví—, i va restablir l'ordre públic. A més, al·legant que la ciutat estava sotmesa a un bloqueig militar, el conseller en Cap Manuel Flix va formar la «Junta dels 24», d'àmbit municipal, des de la qual bloquejava els excessos de la «Junta dels 36» i dels nous diputats de la Generalitat, esperant que per fi tot acabés en una negociació amb el menor vessament de sang.
| «Junta Superior dels 36»               |                 |                         |
| Comissió reduïda de la «Junta dels 36» |                 |                         |
| Eclesiàstics                           | Aristocràcia    | Ciutadans               |
| Arxidiaca d'Andorra                    | Baró d'Almenara | Fèlix Teixidor i Sastre |
| General Comandant                      |                 |                         |
| Antonio de Villarroel                  |                 |                         |
|                                        |                 |                         |

Els radicals de la «Junta dels 36», farts de les maniobres i l'obstruccionisme del conseller en Cap de Barcelona Manuel Flix li van acabar presentant una protesta formal (llegiu document íntegre) i les dissensions van arribar a tal extrem que el general comandant Villarroel va denunciar que «l'atac més fort [..] no ens pot fer mai tant de mal com la disparitat de consells, desunió de voluntats, malintroducción de discòrdies de les Juntes i mal mètode de governar». Però ni el mateix Villarroel va quedar al marge dels conflictes interns i especialment greu va ser el que el va enfrontar contra Manuel de Ferrer i Sitges, qui criticava constantment l'estratègia conservadora del castellà Antonio de Villarroel. Aquest va amenaçar de prendre una «resolució convenient al meu decòrum» si no es destituïa Manuel de Ferrer i Sitges, però els diputats de la Generalitat el van rebutjar i finalment es va resoldre que, per evitar més enfrontaments, a partir de llavors Villarroel no tractaria amb tota la «Junta dels 36» en ple, sinó només amb una comissió reduïda. Aquesta comissió reduïda va ser anomenada «Junta Superior dels 36» i davant seu havia de consultar i comunicar prèviament totes les seves decisions militars, essent constituïda l'eclesiàstic arxidiaca d'Andorra, l'aristòcrata baró d'Almenara i el ciutadà Félix Teixidor i Sastre.

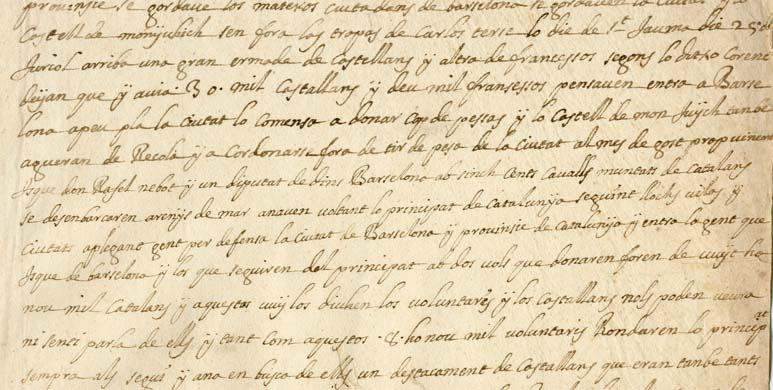
Diari de 1713 de Miguel Batlles, pagès de Matadepera.
“El dia de Sant Jaume, dia 25 de juliol [1713], va arribar una gran armada de castellans i una altra de francesos, que segons la dita corrent havia 30 mil castellans i deu mil francesos. Pensaven entrar a Barcelona a peu pla. La ciutat els va començar a disparar i des del castell de Montjuïc també, van haver de retirar-se i acordonar-se fora del tir de la ciutat. El mes d'agost següent va sortir do Rafel Nebot i un diputat de dins de Barcelona amb cinc-cents cavalls muntats de catalans”.

Encara que els radicals havien aconseguit el seu principal objectiu —evitar que Catalunya se sotmetés—, i ara dominaven també a la Generalitat, la situació no deixava de ser desesperada. Tot el Principat ja havia rendit obediència a Felip V i la guerra es reduïa només a la ciutat de Barcelona i tres aïllades fortaleses —el Castell de Cardona, el Castell d'Hostalric i El Castell de Ciutat. Llavors la «Junta dels 36» va abanderar el llançament d'una expedició que, sortint des de Barcelona sota el comandament del general Rafael Nebot i el nou diputat militar de la Generalitat, havia d'enllaçar amb les fortaleses resistents i reclutar quantes tropes de voluntaris poguessin. L'operació s'hauria de completar amb el retorn de l'expedició a Barcelona, on assaltarien per l'esquena a les tropes borbòniques mentre que des de l'interior de la ciutat sortirien en massa les tropes de Villarroel, assestant així un cop definitiu a l'exèrcit de Felip V.
Però en realitat l'expedició del diputat militar va resultar en un complet desastre. No van atacar Mataró, on es trobaven els magatzems borbònics amb les seves vitals subministraments; tampoc van aconseguir evitar ni la caiguda del Castell d'Hostalric, ni la del Castell de Ciutat, que es van rendir a les tropes borbòniques. Van perdre els més de 600 cavalls que l'exèrcit austríac havia venut als Tres Comuns de Catalunya, de manera que irremissiblement es va esvair qualsevol possibilitat d'obtenir el control territorial de Catalunya davant la cavalleria borbònica. I per acabar quan a l'octubre de 1713 l'expedició va tornar a Barcelona, els comandants militars van deixar abandonats a la rodalia de la ciutat els més de 4.000 voluntaris que els havien seguit. L'estrepitós fracàs de l'expedició del diputat militar va enfonsar en el descrèdit a la «Junta dels 36» i va deixar en crisi als nous diputats de la Generalitat.

### Els moderats prenen la iniciativa: l'operació Dalmases
En aquest context el conseller en Cap de Barcelona Manuel Flix i Ferreró al capdavant de la «Junta dels 24 de Barcelona» va intentar una operació per forçar una sortida negociada al conflicte de comú acord amb l'ambaixador català a Londres, el marquès de Vilallonga Pau Ignasi Dalmases. Aquest, tot just arribar a Anglaterra durant la negociació del Tractat d'Utrecht havia pressionat els militars anglesos James Stanhope i Peterborough fins a aconseguir una audiència amb la reina Anna, encara que d'això no en va obtenir cap resultat. Va continuar insistint fins a aconseguir reunir-se amb el mateix secretari d'estat Henry Bolingbroke, a qui va exposar els avantatges d'erigir Catalunya en una república independent interposada entre les monarquies de França i Espanya, fet que els permetria complir amb el Pacte de Gènova; però Bolingbroke ho va rebutjar assenyalant que el tractat de Gènova no tenia validesa legal perquè no havia estat ratificat pel Parlament britànic.
| Consellers de Barcelona (1712-1713)            |                                     |                                |
|                                                |                                     |                                |
| Conseller en Cap Manuel Flix i Ferreró         | Conseller segon Pau Corbera i Palau | Conseller tercer Rafael Esteve |
| Conseller quart Joan Pau Llorens               | Conseller quint Josep Galí          | Conseller sisè Jacint Clariana |
| «Junta dels 24» (Junta de govern de Barcelona) |                                     |                                |
| Fèlix Vidal                                    | Josep Albaret                       | Tomàs Simón                    |
| Salvador Pi                                    | Joan Ramoneda                       | Miquel Rigalt                  |
| Antoni Mateu                                   | Jaume Sayol                         | Bonaventura Capdevila          |
| Josep Gras                                     | Raimon Muns                         | Josep Duran                    |
| Josep Istrell                                  | Esteve Ros                          | Ignasi Costa Vinyola           |
| Francesc Monnar                                | Fèlix Vadell                        | Francesc Gelabert              |
| Cristòfor Lledó                                | Joan Francesc Comellas              | Amador Dalmau                  |
| Francesc Mascaró                               | Guillem Bossom                      | Josep Porcià                   |
|                                                |                                     |                                |

Totalment desenganyat dels britànics, l'ambaixador Dalmases havia desaconsellat als Tres Comuns de Catalunya que declaressin la continuació de la guerra i, fins i tot, després de la proclamació el seu propi pare va ser dels que va abandonar Barcelona per refugiar-se en Mataró. Davant el rumb que estaven prenent els esdeveniments l'ambaixador Dalmases, aprofitant els seus bons contactes a les corts de Madrid i de París, comptant amb el suport del conseller en Cap Manuel Flix i Ferreró, i convençut que «quedant esclaus els catalans i arruïnada Catalunya, haurem amb les nostres desgràcies i ruïnes fabricat el benefici dels alemanys, anglesos, holandesos i portuguesos», va abandonar Londres amb la intenció d'arribar a París on pretenia pactar amb Lluís XIV de França la submissió negociada de Catalunya intentant salvar el màxim què es pogués de les Constitucions i acabar ja amb aquell inútil vessament de sang.
Les autoritats borbòniques estaven al corrent de tot el pla doncs Pau Dalmases, pare de l'ambaixador, va lliurar al general borbònic duc de Pòpuli la carta en què el seu fill li detallava els detalls de l'operació. Aquest fet va ser interpretat per l'historiador Salvador Sanpere i Miquel (Fin de la Nación Catalana, 1905) com una traïció del pare al seu fill ambaixador, però la historiadora Amelia Castán (L'oscil·lant posicionament polític de Pau Ignasi Dalmases, 2005) assenyala que el fet que la carta estigués lacrada amb un segell fals —possibilitant així que qualsevol que la tingués a les mans la pogués llegir—, que no fos enviada a través de l'habitual conducte secret sinó, precisament, a través del servei diplomàtic francès, i el que va ser enviada al seu pare resident a Mataró on, justament, es trobava el general borbònic duc de Pòpuli, no deixen cap dubte que l'ambaixador Dalmases pretenia anticipar a ambdues corts borbòniques quin era el seu pla.
Paral·lelament, i després de quatre mesos d'aïllada resistència, va arribar a Barcelona la primera notícia favorable per als radicals. En un gest que van interpretar com un canvi en la seva estratègia l'emperador Carles d'Àustria va enviar com a comissionat secret a la ciutat al seu secretari regi, Joan Francesc de Verneda, que al seu torn era cunyat del primer ministre de Carles d'Àustria, el català Ramon de Vilana Perlas. El comissionat secret portava instruccions de com aprovisionar Barcelona des Mallorca i Nàpols, de com finançar les compres i els embarcos mitjançant els bancs de la neutral república de Gènova, i també portava cartes per al general Villarroel encara que no la patent oficial que aquest havia demanat. Villarroel, sentint-se ratificat com general al servei de l'emperador Carles d'Àustria —i no com l'acusaven els borbònics de ser el cabdill militar d'una rebel·lió organitzada pels Tres Comuns de Catalunya—, va exigir l'absoluta supremacia sobre l'exèrcit català, un exèrcit que ell interpretava com un cos de l'exèrcit imperial, però una interpretació que ni els Tres Comuns de Catalunya, ni l'exèrcit borbònic, ni el mateix Carles d'Àustria mai arribarien a acceptar.
El comissionat secret austríac Verneda va ser agregat a la «Junta Superior dels 36» on informaria de les ordres i informacions secretes provinents de Viena, i també se li van agregar el conseller en Cap de Barcelona i el marquès de Barberà com a representant del Braç militar de Catalunya. Aquesta junta va passar a ser anomenada «Junta Superior i Secreta» convertint-se en l'òrgan decisori que dirigia la guerra.

### Els radicals prenen el poder a Barcelona: Rafael Casanova, conseller en Cap

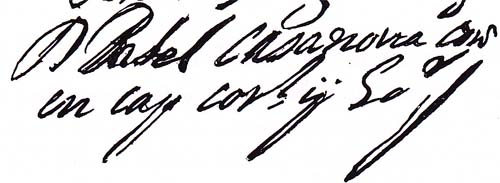
Rafael Casanova, conseller en Cap, coronel i governador (signatura realitzada el 10 d'agost de 1714).

Les dissensions entre els radicals de la «Junta dels 36» i el conseller en Cap Manuel Flix al capdavant de la «Junta dels 24» van generar una enorme tensió política a l'interior de Barcelona. Carles d'Àustria els havia enviat un comissionat secret, però ni havia reconegut públicament a aquell govern de la «Junta dels 36», ni de bon tros acceptat la continuació de la guerra que els Tres Comuns de Catalunya havia proclamat contra Felip V, fet que vulneraria l'«Armistici de l'Hospitalet». A més el desastrós fracàs de l'expedició del diputat militar havia frustrat els plans dels radicals esvaint l'oportunitat de colpejar a l'exèrcit borbònic en el seu moment de màxima debilitat i dilapidat ingents recursos econòmics que tant havia costat recaptar. Desacreditats políticament, sense ser reconeguts oficialment per part de Carles d'Àustria i sense capacitat militar ofensiva, els partidaris de la guerra estaven a un pas del fracàs mentre que a La Haia l'ambaixador Dalmases esperava l'última autorització per anar a París a negociar la submissió de Catalunya.
El moment decisiu s'acostava doncs el desembre de 1713 expirava el mandat de sis mesos que s'havia concedit a la «Junta dels 36», moment en el qual havia de dissoldre's. En canvi una mica abans, a finals de novembre, finalitzava també el mandat anual dels consellers de Barcelona de 1712-1713 encapçalats per Manuel Flix i Ferreró, partidari de negociar la submissió amb Felip V. Davant la proximitat de la data per renovar el consistori municipal el Consell dels 100 de Barcelona va acabar fallant salomònicament que, malgrat l'estat de guerra, si era procedent triar nous consellers de Barcelona, però a canvi es mantindria la composició de la «Junta dels 24» nomenada pel conseller en Cap sortint Manuel Flix i Ferreró. Seguint el tradicional ritual marcat durant segles el 30 de novembre de 1713 es va realitzar el sorteig dels sis nous magistrats municipals pel període de 1713-1714, resultant Rafael Casanova extret per conseller en Cap de Barcelona, la màxima autoritat política i militar de la ciutat. El càrrec duia afegit el títol de governador militar de la plaça i coronel de la milícia gremial —la Coronela de Barcelona—, que era el component més nombrós de la guarnició i que tributava obediència únicament i personal al conseller a Cap. Quasi immediatament, el 3 de desembre, les tropes borbòniques van requisar la casa de Sant Boi de Llobregat, vila que ocupaven des de l'agost del 1713.
Historiadors com Salvador Sanpere i Miquel (1905) han especulat amb la possibilitat que l'extracció de Rafael Casanova no fos, per a res, aleatòria sentenciant «!Sempre intel·ligents i patriòtiques les bosses insaculatòries!». Alternativament el seu biògraf Carles Serret i Bernús assenyala que no hi ha prova documental que pugui demostrar de manera fefaent si va existir manipulació, o no, en el sorteig; no obstant això, apunta, cal tenir en consideració que Rafael Casanova era aleshores l'únic, d'entre els possibles candidats, amb l'experiència d'haver governat la ciutat durant un setge militar, ja que durant el setge borbònic de Barcelona de 1706 havien governat Barcelona amb mà dura fins que, finalment, l'armada anglesa va aparèixer salvadora a l'horitzó provocant la fugida de Felip V i les seves tropes. Un altre dels avantatges de Rafael Casanova era que gaudia de bona ascendència amb l'emperador Carles d'Àustria, qui li havia tributat homenatge en repetides ocasions.
També el seu altre biògraf Ramon Tarter i Fonts coincideix que no hi ha prova documental que demostri si va existir manipulació o no en el sorteig, però que s'ha de tenir present que Manuel Flix i Ferreró, el conseller en Cap que finalitzava el seu mandat, s'havia guanyat l'afecte dels barcelonins en avantposar la protecció dels civils enfront dels deliris dels radicals. Aquests necessitaven situar al capdavant de Barcelona un Ciutadà Honrat que gaudís de prestigi i de reputació entre la població, i que alhora fos un pròcer capaç de governar-la fins, si era necessari, l'última extremitat. De tot això Rafael Casanova n'havia donat mostres més que suficients durant el setge de 1706 amb la qual cosa, conclou el seu biògraf, els radicals haurien acordat el seu nomenament sol·licitant-li que acceptés la responsabilitat de posar-se al capdavant del principal bastió de la guerra contra Felip V. Un altre indici de manipulació del sorteig seria, segons el biògraf, que pel càrrec de conseller segon —el que tenia per responsabilitat el proveir dels vitals subministraments a la ciutat— en va sortir escollit, precisament, el mercader Salvador Feliu de la Penya, el que més capitals tenia ja compromesos amb la guerra i que al torn era també membre de la «Junta dels 36» que estava a punt de dissoldre's; mentre que el nou conseller quart Francesc Anton Vidal era parent del conseller en Cap sortint Manuel Flix i Ferreró i que el nou conseller quint Josep Llaurador i Satorre era precisament el cunyat de Ramon Frederic de Vilana-Perles, el primer ministre de Carles d'Àustria a Viena.

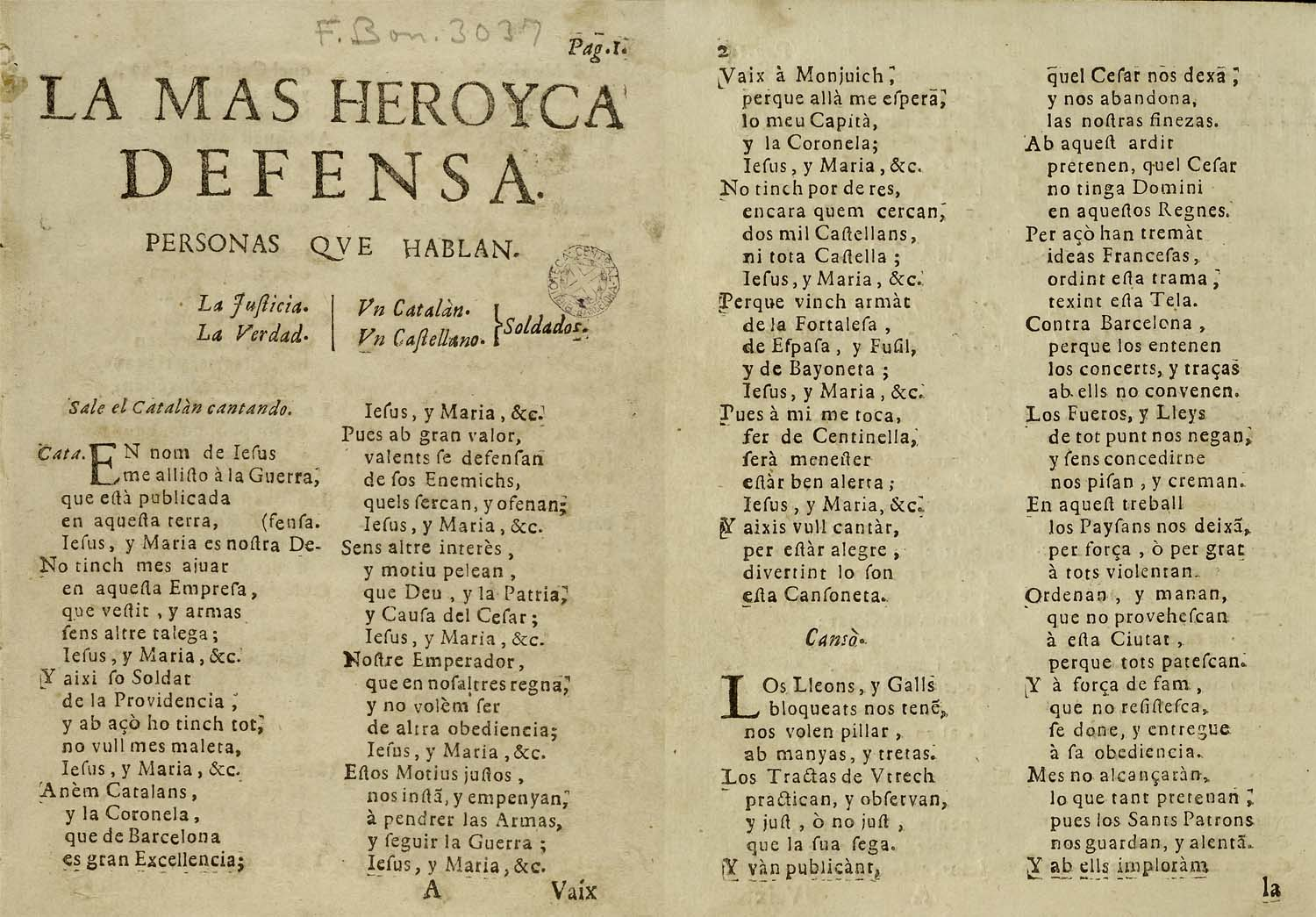
Ègloga propagandística destinada al poble que en forma de peça teatral dialogada argumentava la justícia de la guerra.

El nou govern de Rafael Casanova va suposar un canvi total respecte a l'anterior de Manuel Flix i Ferreró. Si fins llavors Antonio de Villarroel havia gaudit de plena autonomia militar com general comandant de l'exèrcit, i havia plantejat una estratègia defensiva que buscava guanyar temps amb el menor vessament de sang, el nou conseller en Cap Rafael Casanova li va exigir que immediatament ordenés llançar atacs continus, cada nit, contra el cordó de bloqueig per desgastar les tropes borbòniques, accedint-hi el general comandant. Al cap de pocs dies es va desfermar un nou conflicte per la supremacia militar; davant la negativa del governador de Montjuïc a obeir les ordres del conseller en Cap de Barcelona al·legant que ell, com a militar, només havia d'obeir al general comandant de l'exèrcit Villarroel, Rafael Casanova va ordenar que el coronel Pau Tohar, governador de la fortalesa, fos arrestat i empresonat, manant així mateix ordres a tots els portals de la ciutat que no havien d'executar cap ordre militar que no hagués expedit ell en persona.
L'enfrontament entre el govern de Rafael Casanova i el general comandant militar Villarroel era ja total; finalment el Consell dels 100 reunit en plenari va fallar salomònicament resolent que, efectivament, Rafael Casanova era el governador de la plaça i armes de Barcelona, i també de la fortalesa de Montjuïc, més s'acceptava que les atribucions de governador de Montjuïc havien estat delegades en el general comandant, el qual havia de retre comptes davant el conseller en Cap Rafael Casanova.

### Catalunya desperta: el gran aixecament del gener de 1714

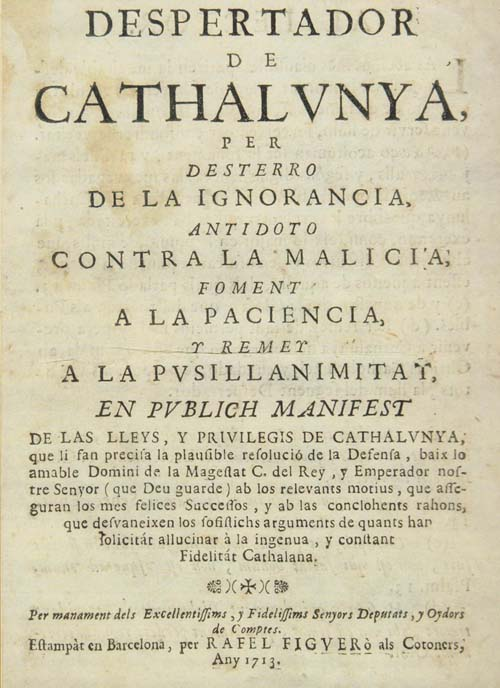
Despertador de Cathalunya
Opuscle propagandístic publicat el desembre de 1713 pels nous diputats radicals de la Generalitat de Catalunya que legitimava la continuació de la guerra i exhortava a sumar-se a la lluita.

El següent pas fou posar en ordre al servei diplomàtic i acabar amb l'operació de l'ambaixador Dalmases. El consistori municipal va informar als ambaixadors del canvi de govern mentre que el mateix Rafael Casanova va escriure una duríssima carta a l'ambaixador Dalmases retirant-li tota atribució diplomàtica advertint-lo què en quinze dies es presentés a Barcelona per retre comptes del que havia obrat. L'ambaixador Dalmases, angoixat, no respondria fins al 2 de febrer demanant disculpes i rendint obediència al nou conseller en Cap Rafael Casanova (llegiu la carta íntegra), però no sense abans haver aconseguit que intercedís per ell Ramon de Vilana Perlas, el primer ministre de Carles d'Àustria, qui li havia concedit nous poders en nom de Carles d'Àustria.
Havent consolidat la seva supremacia política a Barcelona, avortat qualsevol temptativa diplomàtica de negociar la submissió, i havent posat sota ordre a l'estat major de l'exèrcit, el govern de Rafael Casanova se centrà a passar a l'ofensiva. Per mar va organitzar l'esquadra marítima decretant les ordenances militars que havien de regir-la i nomenant Miguel Vaquer comandant suprem qui estava als ordres, no de Villarroel, sinó dels consellers de Barcelona, i per terra va organitzar una altra expedició al front exterior.
Després del desastre de l'expedició del diputat militar comandada pel general Nebot, a finals de desembre de 1713 el nou conseller en Cap va ordenar al marquès del Poal que organitzés una nova expedició amb l'objectiu de propagar la guerra per tot l'interior de Catalunya —«despertés Catalunya»-, establís zones de resistència prenent com a quarter general la Fortalesa de Cardona, i hostilitzés les rutes que subministraven d'aprovisionaments a les tropes borbòniques que bloquejaven Barcelona provocant així que aquestes haguessin de desviar efectius del cordó de bloqueig que asfixiava la ciutat. L'operació estava seriosament compromèsa per la manca de cavalls, però resultà tot un èxit del govern de Rafael Casanova quan esclatà un aixecament general a principis de gener de 1714, la revolta de les quinzenades. El motiu del gran aixecament no va ser altre que el cobrament de les quinzenada —un impost de guerra— que havia ordenat l'intendent de l'exèrcit borbònic José Patiño en rebre aquest ordres del ministre Jean Orry de recaptar a qualsevol preu impostos a Catalunya per evitar la imminent bancarrota que amenaçava les arques de Felip V.

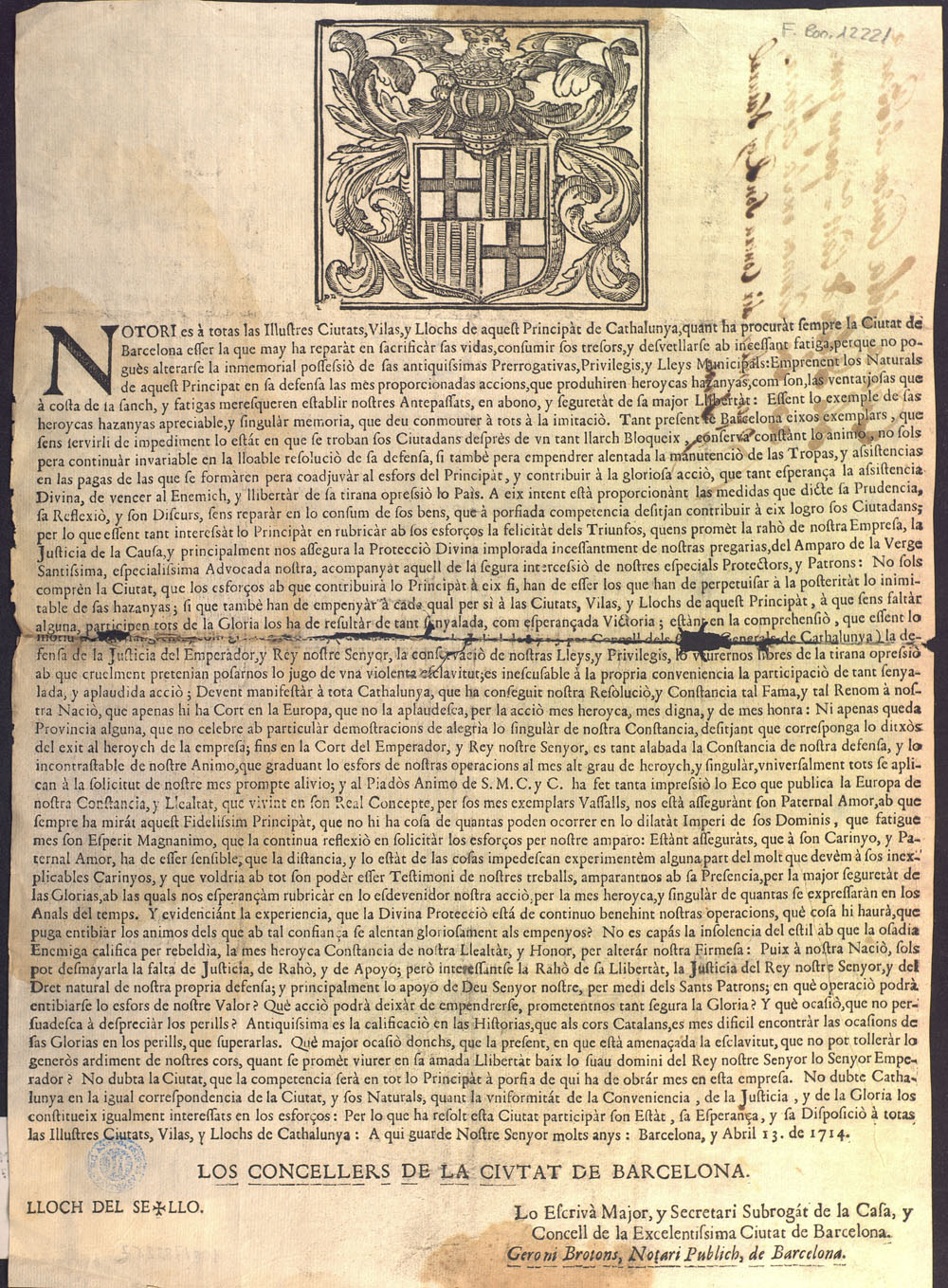
«Heroycas hazanyas», «heroica empresa», «nostres Antepassats», «sacrificar les vides», «resolució de la defensa», «Glòria», «Protecció Divina», «llibertar de la tirana opressió lo País», «Justícia de la Causa», «Lleys y Privilegis”, «Renom de nostra Nació», «Llealtat i honor», «Rahó de la Llibertat», «Principat de Cathalunya».
Propaganda dels consellers de Barcelona.

Que el rei decretés impostos a Catalunya suposava una gravíssima vulneració de les Constitucions catalanes, ja que aquestes consagraven que aquesta potestas només la podien exercir les Corts de Catalunya, no el rei. Davant l'evidència de ser falsa la promesa que Felip V respectaria les seves constitucions la pagesia catalana va esclatar a Sant Martí Sarroca i l'aixecament es propagà per tota la ruralia de l'interior: la crida al sometent al crit de «Via fora, lladres !» fou seguida per multitud de viles generalitzant-se els assassinats a les petites guarnicions allí destacades i les emboscades contra els destacaments borbònics que protegien als recaptadors de l'impost. L'historiador borbònic Vicente Bacallar no va dubtar a acusar el ministre Orry d'haver provocat tal desastre assenyalant que «Jean Orry va gravar tant com va poder, amb mai vistos impostos, el Principat».
Pópoli va haver de retirar prop de 10.000 homes del bloqueig de Barcelona per sufocar l'aixecament i recuperar el control de Catalunya. Les notícies de l'aixecament arribaren a l'interior de la ciutat el 14 de gener i els consellers de Barcelona plantejaren novament fer un atac frontal des de l'interior de la ciutat contra el cordó borbònic. El 19 de gener Rafael Casanova es reuní amb el gremi de botiguers de tela i els exposà que moltes viles i llocs del Principat s'havien aixecat en armes contra els enemics per «sacudirse dels yugo en que estan y estam» i que calia que «per nostra part els ajudem en quant se puga» per la qual els cosa demanava quants milicians podrien estar «equipatjats en armas» per prestar ajuda; les reunions es feren amb tots els gremis que aportaven companyies a la Coronela de Barcelona.
Finalment però s'acordà —de comú acord amb Villarroel— que només sortiria de la ciutat un destacament comandat per coronel de fusellers Ermengol Amill i que els milicians de la Coronela conservarien tots els seus efectius per la custòdia de les muralles i defensa de Barcelona. Al mateix temps el govern de Casanova va aconseguir convèncer el general Josep Moragues perquè tornés a agafar les armes i intentés la reconquesta de la Fortalesa de Castellciutat, que ell mateix havia rendit mesos abans, mentre que des de la Fortalesa de Cardona el cos de l'exèrcit català a les ordres del marquès del Poal va sortir a camp obert plantejant batalla. Després del combat de Balsareny tot un regiment d'infanteria borbònica, el Regiment de Lleó, va acabar capitulant i lliurant-se presoners. La columna de més de dos-cents homes, presos i desarmats, era conduïda captiva a la Fortalesa de Cardona però en el camí, en arribar a un coll, van ser massacrats i exterminats. Mateixa sort van córrer els homes del Regiment de Burgos, els cossos dels quals van acabar sepultats en una gran fossa comuna al Lluçanès, mentre que Arbúcies una columna formada per dos regiments fou delmada pels veïns.
Però tot i així, després de deixar rere seu una corrua de viles en flames, masies saquejades i civils penjats, els destacaments borbònics dels mariscals de camp José Carrillo de Albornoz i Feliciano Bracamonte, i dels brigadiers Diego González i José Vallejo van aconseguir esclafar l'aixecament, per bé que la inseguretat a la rereguarda borbònica va continuar drenant efectius per assegurar el control de la Catalunya interior, fet que reduí críticament els efectius destinats al bloqueig de la capital aconseguint guanyar uns mesos més de temps. De tot això en fou testimoni el notari Aleix Claramunt, partidari de Felip V que havia fugit de Barcelona el juliol de 1713 per amagar-se a casa d'uns parents seus a la vila de Samalús. Allí fou descobert per dos eclesiàstics que després de «dirme butifler traÿdor», el van amenaçar de mort, va fugir novament i es va amagar a Granollers, detallant els desastres que presenciava a la Catalunya interior: «no han succeït sinó robatoris, incendis de moltíssimes poblacions i viles de gran circumstància, saquejos, morts penjats pels arbres i degollaments» lamentant-se en el seu diari personal de «la gran ceguesa que és aquesta tragèdia».

### Estratègia diplomàtica espanyola per reduir als catalans

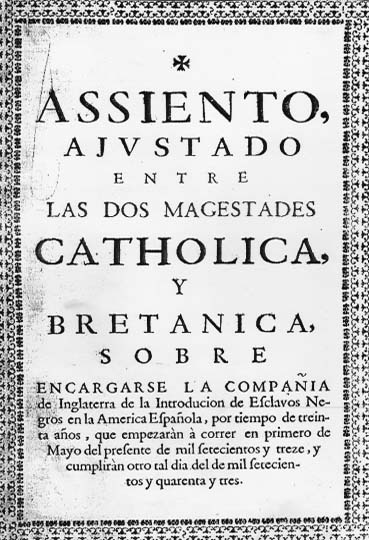
Tractat d'asiento de negros signat a Madrid el 26 de març de 1713.

Paral·lelament a Londres s'havia dissolt el parlament el 8 d'agost de 1713. El Partit Tory es va presentar a les noves eleccions com el «Partit de la Pau» usant el Tractat d'Utrecht —fet públic el 13 de juliol—, com gran reclam electoral. Els comicis celebrats durant els mesos d'agost, setembre i octubre de 1713 van donar una aclaparadora majoria als tories —inclús major que la de 1710—, obtenint als comtats electorals d'Anglaterra i Gal·les fins a 354 representants per 148 del partit whig. Tanmateix, l'aclaparadora victòria no va servir per mitigar les lluites intestines dins del Partit Tory, dividit tant per la successió de la reina Anna de la Gran Bretanya —no tenia fills— entre la facció hannoveriana i la facció jacobita, com per les picabaralles personals entre el Lord Tresorer Robert Harley i secretari d'estat Henry Bolingbroke, tots dos aspirants a liderar el nou govern.
El 9 de setembre de 1713 el diplomàtic espanyol a Londres, Patricio Laules, es va reunir amb Bolingbroke exposant les dificultats per signar el Tractat de comerç entre Espanya i Gran Bretanya. Després de la victòria electoral a Bolingbroke li urgia presentar-se amb el tractat signat davant els mercaders de la Cambra dels Comuns abans que aquesta s'obrís al mes següent —el 12 de novembre de 1713—, però el diplomàtic espanyol li respongué recordant que la Gran Bretanya s'havia compromès com a garant de l'aplicació del «Conveni per a l'evacuació de Catalunya», però que Carles d'Àustria estava emparant la continuació de la guerra a Catalunya. Així mateix li va assenyalar les dificultats que per al comerç representaven els atacs pirates dels rebels catalans i mallorquins, assegurant que si no acabaven amb la seva rebel·lió podrien aliar-se amb els «algerians i altres moros» hostilitzant amb la seva pirateria tot el comerç mediterrani, raó per la qual cosa seria convenient que l'armada britànica passés al mediterrani per reduir a Barcelona i Mallorca a l'obediència de Felip V. El 5 de novembre a Utrecht el negociador britànic John Bristol va aconseguir in extremis que els negociadors espanyols, el marquès de Monteleón i el duc d'Osuna, signessin un preacord del tractat encara, arribat el 12 de novembre, Bolingbroke va aconseguir un ajornament per a la constitució del parlament britànic. El 24 de novembre a Londres, després de reunir-se novament amb el diplomàtic espanyol Patricio Laules, Bolingbroke va acordar enviar a Utrecht a Manses Guilligan, el seu home de confiança a la Companyia dels Mars del Sud, perquè resolgués el tractat de comerç.

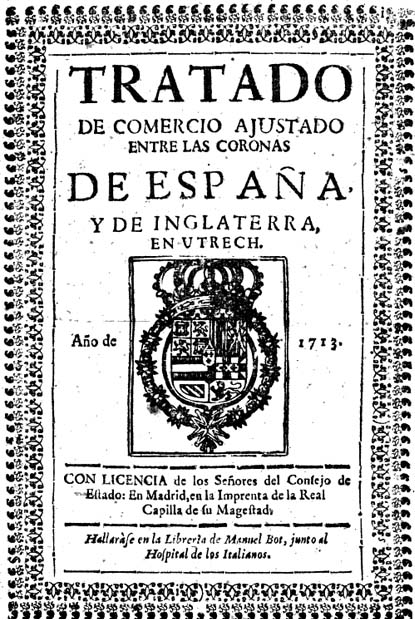
El Tractat de comerç entre Espanya i Gran Bretanya va ampliar les prebendes comercials als britànics.

Guilligan va arribar a Utrecht el 2 de desembre i després de diverses reunions es va arribar a un consens. Quan tot semblava resolt el 7 de desembre de 1713 el marquès de Monteleón i el duc d'Osuna van rebre una Reial Ordre de Madrid que els obligava a enviar el document a Felip V abans de signar-lo. Guilligan i Bristol van esclatar de còlera recordant que a Bolingbroke li urgia presentar el tractat abans que es constituís el parlament britànic; davant l'exasperació britànica Monteleón i Osuna van acabar per cedir i el 9 de desembre de 1713 es va signar el tractat de comerç entre Espanya i Gran Bretanya, encara que els ambaixadors espanyols van incloure una clàusula en la qual s'especificava que el tractat quedaria sense efecte si Felip V no l'aprovava. El 22 de desembre l'enviat espanyol a Londres Patricio Laules va informar a la cort de Madrid, després de reunir-se novament amb Bolingbroke, que la reina Anna havia ordenat a l'esquadra britànica passar al mediterrani encara que, precisava, «segons crec jo, no es mourà fins que el tractat de comerç no s'hagi acabat»; així mateix detallava que Bolingbroke havia nomenat al ministre Bingley com a nou ambaixador a Madrid i l'almirall James Wishart per comandar la flota del Mediterrani i l'estratagema diplomàtica per reduir els catalans:
| « | El ministre [Bingley] i l'almirall [Wishart] són dos dels tories més grans d'Anglaterra que posaran les instruccions en la pràctica amb tot vigor. El recurs que hem convingut és que quan l'esquadra aparegui davant de Barcelona els preguntarà a favor de qui els catalans i mallorquins fan la guerra; si responen que és a favor de l'arxiduc [Carles d'Àustria] serà una infracció del Tractat d'Evacuació, del qual Sa Majestat Britànica és garant d'aplicació, raó per la qual l'esquadra els bloquejarà i els atacarà per mar al costat de les tropes del rei [Felip V]; si al contrari diuen que és per defensar els seus Privilegis els atacaran per pirates, ja que només tenen dret a fer la guerra en qualitat de súbdits del rei [Felip V] o l'arxiduc [Carles d'Àustria]. Així doncs, sigui quina sigui la raó que al·leguin, seran atacats. | » |

El 21 de gener de 1714 Felip V va ratificar el tractat de comerç, la reina Anna de la Gran Bretanya va fer el mateix el 7 de febrer, el parlament britànic es va constituir el 16 de febrer i l'almirall Wishart va rebre les instruccions militars per dirigir-se contra Mallorca i Barcelona el 28 de febrer de 1714.

### La nova «Junta dels 24» de Barcelona
| «Junta dels 24» (Junta de govern de Barcelona) |                                  |                                |                             |
|                                                |                                  |                                |                             |
|                                                | Junta 9ª (Junta de Guerra)       | Junta 8ª (Junta de Provisions) | Junta 7ª (Junta de Medis)   |
| Presideix                                      | Conseller en Cap Rafael Casanova | Conseller segon Salvador Feliu | Conseller tercer Ramon Sans |
| 2º                                             | Manuel Ferrer i Sitges           | Joan Pau Llorens               | Fèlix Teixidor              |
| 3º                                             | Cristòfor Lledó                  | Francesc Mascaró               | Francesc Argemir            |
| 4º                                             | Baró d'Almenara                  | Joan Francesc Comelles         | Francesc Monnar             |
| 5º                                             | Comte de Rodonyà                 | Marià Duran i Mora             | Comte de Sant Martí         |
| 6º                                             | Comte de Claramunt               | Josep Antoni Roig              | Josep Duran i Mora          |
| 7º                                             | Baró de la Manresana             | Josep Besora                   | Joan Albareda               |
| 8º                                             | Marquès de Sant Martí            | Joan Llinàs                    |                             |
| 9º                                             | Manuel Flix i Ferreró            |                                |                             |
|                                                |                                  |                                |                             |

Havent finalitzat el mandat de sis mesos de la radical «Junta dels 36» nomenada per la Junta General de Braços, tot el poder executiu recaigué novament en els diputats de la Generalitat; aquests, també de la facció radical, nomenaren una nova junta assessora, la «Junta del 18» formada pels que abans havien format part de la «Junta dels 36». Tanmateix, l'únic bastió de poder real que tenien els resistents era la ciutat Barcelona. Allí i després de dos mesos en el càrrec el nou govern de Rafael Casanova havia aconseguit subvertir totalment la situació respecte de l'anterior conseller en Cap el moderat Manuel Flix, però la seva acció es trobava limitada per la «Junta dels 24», formada majoritàriament per moderats afins a Manuel Flix.
Aleshores a finals febrer de 1714 es va produir un intent de cop d'estat perpetrat per un membre radical de l'anterior «Junta dels 36» i inspector general de l'exèrcit Ramon de Rodolat auxiliat per Ambrosi de Torrel i Freixa. Aquests pretenien enderrocar el govern municipal amb la col·laboració d'oficials de la Coronela de Barcelona, però els oficials alertaren del complot i aquells foren detinguts abans que poguessin dur-lo a terme. Rodolat fou destituït i nomenat nou inspector general de l'exèrcit el vescomte d'Oliver. La resposta no es feu esperar i el 26 de febrer la Generalitat de Catalunya cedia totes les seves competències militars als Consellers de Barcelona.
Aquest procés és el que l'historiador Salvador Sanpere i Miquel (1905) va anomenar «cop d'estat municipal», interpretant que els consellers havien realitzat un cop d'estat contra la Generalitat de Catalunya. L'historiador Martí i Fraga (2010) ha refutat aquesta interpretació, asseverant que la interpretació de Sanpere es basa en la impressió que d'aquests successos va tenir el coetani Francesc de Castellví, qui no va tenir accés als dietaris ni de la Generalitat, ni del Consell dels 100 de Barcelona, de l'estudi dels quals es desprèn que aquest cop d'estat no va tenir lloc, sinó que van ser els mateixos diputats de la Generalitat de Catalunya, els radicals Francesc de Perpinyà i Antoni Grases i Des, els que valent-se de l'intent de cop d'estat de Rodolat com a excusa, resolgueren concentrar tot el poder i autoritat en els consellers de Barcelona. Així el 27 de febrer de 1714 es va trencar el pacte amb els moderats i la «Junta dels 24» de Barcelona va ser renovada completament sent purgats d'ella la majoria de moderats a canvi d'incorporar-hi a l'anterior conseller en Cap Manuel Flix i Ferreró; altrament les vacants deixades pels moderats foren cobertes per radicals que formaven la «Junta dels 18» i que anteriorment havien format part de la «Junta dels 36».

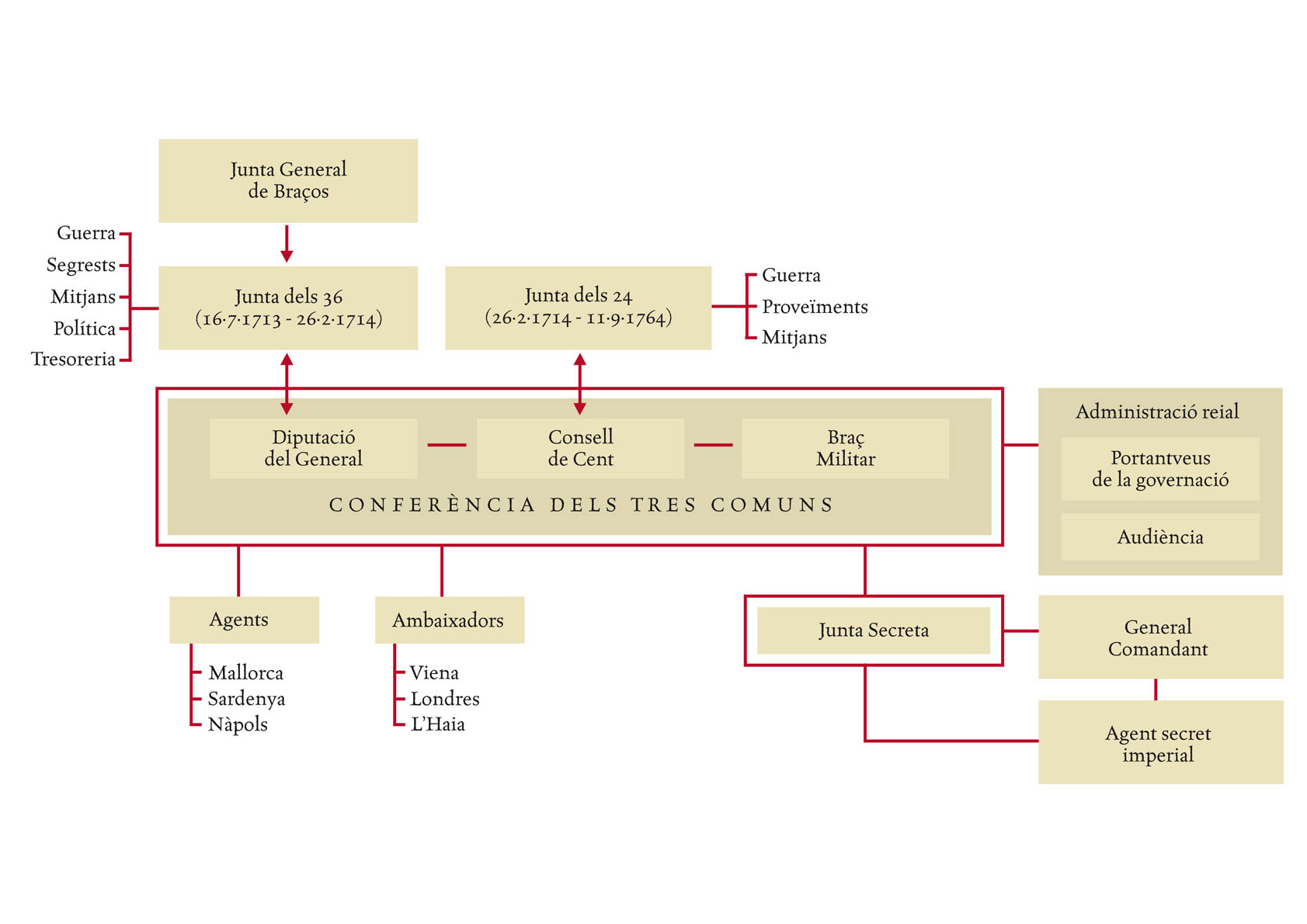
Estructuració política dels Tres Comuns de Catalunya i de les juntes de govern entre juliol de 1713 i setembre de 1714.

La nova «Junta dels 24» es va dividir en tres subjuntes: la Junta de Mitjans, presidida pel conseller tercer Ramon Sans i encarregada d'aconseguir recursos econòmics mitjançant el segrest de botiflers i confiscació dels seus béns; la Junta de Provisions, presidida pel conseller segon Feliu de la Penya, amb la comesa de proveir la ciutat i de la qual formaven part els poderosos mercaders Josep Antoni Roig, Francesc Mascaró i Joan Francesc Comellas, i finalment la Junta de Guerra, constituïda per 9 membres entre els quals el comte de Claramunt, el comte de Rodoñá, el marquès de Sant Martí, o l'inefable Manuel de Ferrer i Sitges. Aquesta Junta de Guerra —«Junta 9a—» estava presidida pel conseller en Cap de Barcelona Rafael Casanova i va passar a dirigir totes les operacions militars al Principat després de rebre les competències transferides pels diputats de la Generalitat de Catalunya.
Per contra la «Junta Superior i Secreta», on es resolien les decisions estratègiques principals i es rebien les notícies secretes enviades per les corts europees, es va mantenir tal com estava donat que en ella ja hi concorrien el conseller en Cap Rafael Casanova, el baró d'Almenara, Félix Teixidor —membres també de la «Junta dels 24»—, l'arxidiaca d'Andorra, el marquès de Barberà del Braç militar de Catalunya i el comissionat secret austríac Francesc Verneda.
Així es va culminar el procés mitjançant el qual els radicals van assumir tot el poder polític desbancant als moderats i el conseller en Cap de Barcelona —l'alcalde de Barcelona— es va convertir en el màxim mandatari polític, i militar, de Catalunya. A partir d'aquest moment tots els comandants militars que lluitaven fora de Barcelona, el marquès del Poal, el general Josep Moragues, el sanguinari coronel de miquelets Ermengol Amill, el coronel Busquets, el coronel Vilar i Ferrer, el coronel Pere Brichfeus, el coronel Antoni Vidal, etc. van passar a obeir, no al general comandant Villarroel, sinó directament als consellers de Barcelona amb Rafael Casanova al capdavant de la «Junta 9a de Guerra». A diferència d'allò ocorregut el gener, quan durant el gran aixecament a l'interior del país els consellers de Barcelona s'havien vist limitats per la Junta 24a anterior a l'hora de mobilitzar per a una acció fora de la ciutat, la nova Junta 24a ordenà el mateix 28 de febrer formar el Batalló Nou, un cos de 1.000 homes extrets d'entre els milicians de la Coronela de Barcelona. Fou Rafael Casanova qui convocà els capitans de la milícia i els notificà la decisió, així com que s'havia estipulat el nombre d'homes que per justa proporció havia d'aportar cada col·legi i confraria, tot i que es deixava a cada gremi decidir els noms dels homes triats.

### Febrer de 1714: Confiança cega en la victòria

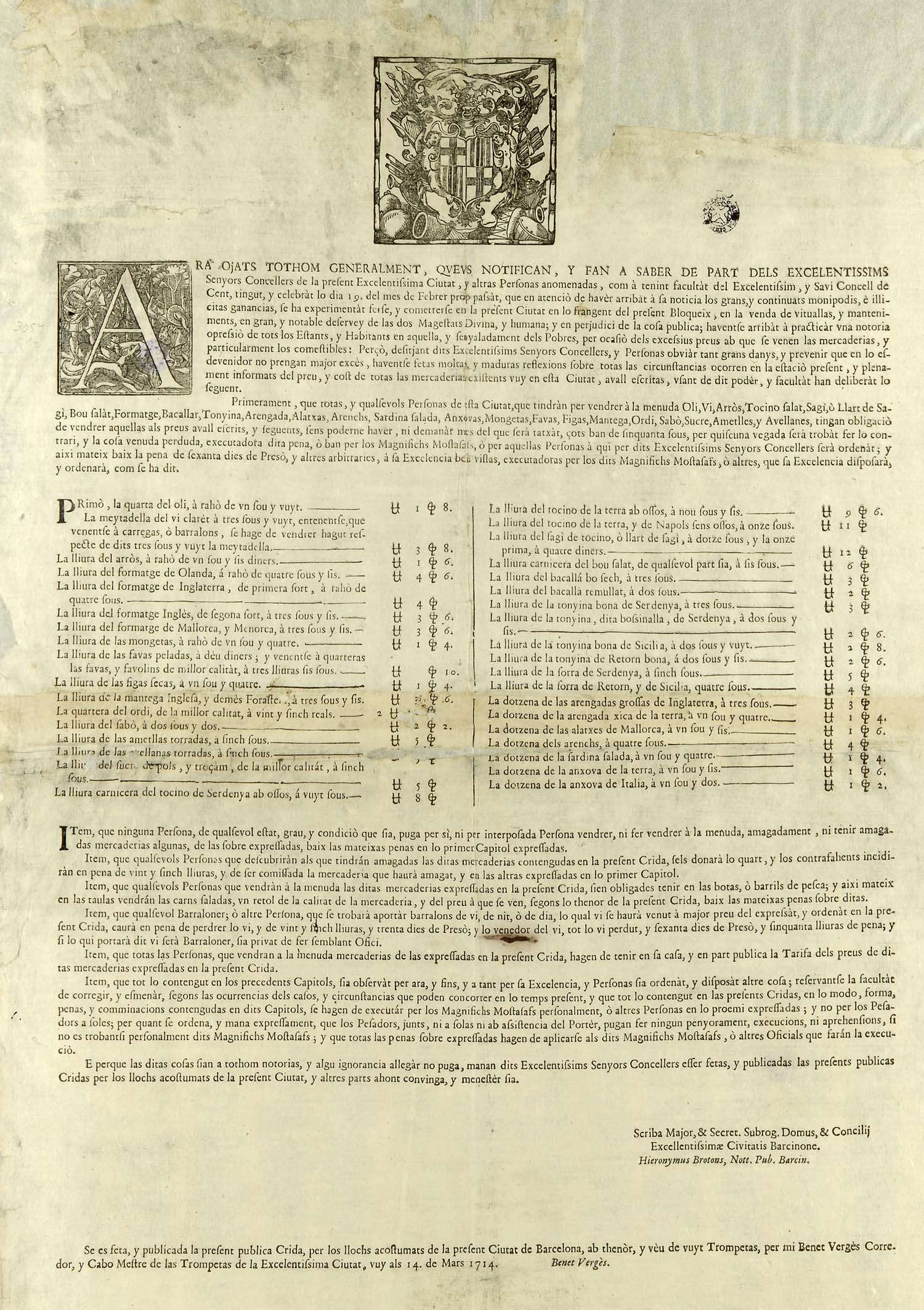
Decret del 14 de març de 1714 en què es denunciava l'existència d'un monipodi per obtenir il·lícites guanys i s'establia un control de preus.

Pel febrer del 1714 la situació al front militar s'havia tornat crítica per Felip V. El seu exèrcit s'havia vist obligat a passar el dur hivern de 1713-1714 en improvisades barraques suportant fred i pluja davant de les muralles de Barcelona. Les tropes, amagades rere el cordó de bloqueig, quedaven exposades als miquelets, a qui Villarroel havia ordenat sortir de Barcelona i establir-se en el seu camp circumdant concedint-los lliure llicència per assaltar indiscriminadament el cordó de bloqueig d'on s'havien d'aprovisionar i on causaven el terror amb els seus atacs nocturns. Esgotades les arques de Felip V, l'intent de cobrar impostos a Catalunya només havia provocat un gran aixecament de la pagesia catalana a l'interior del país que havia reduït encara més el contingent que bloquejava a Barcelona i instal·lat la inseguretat en la rereguarda borbònica debilitant les rutes dels combois de subministrament.
El nerviosisme es va apoderar de la cort de Madrid on no s'entenia com transcorreguts set mesos el duc de Pópoli no havia aconseguit cap avenç. El duc va respondre amb ràbia als cortesans de Madrid recordant-los que durant tot l'hivern les seves tropes només havien menjat pa i ordi, que no havien cobrat des del mes de juny i que després de l'hivern presentaven un estat deplorable, molts vestits només amb parracs i sense sabates essent «universal la nuesa, en què es troba així la infanteria, com la cavalleria». Davant tal panorama les desercions borbòniques estaven augmentant sent cada vegada més els que intentaven escapar cap a l'interior de Barcelona amb el greu risc que el seu exèrcit acabés desintegrant en un «desbandada general». En realitat les quatre galeres de la feble armada espanyola mai havien aconseguit bloquejar completament el port on periòdicament entraven petites naus que alimentaven a la ciutat amb subministraments, armes i municions procedents del regne de Mallorca i del regne de Sardenya, territoris controlats per l'emperador Carles d'Àustria. Aquest ja havia iniciat les negociacions de pau amb Lluís XIV fet va portar a la «Junta Superior» i a la «Junta dels 24» a encegar-se amb l'esperança que un imminent tractat de pau amb França provocaria la retirada de les tropes franceses i, per tant, la inevitable derrota de Felip V en el seu intent per dominar Catalunya.

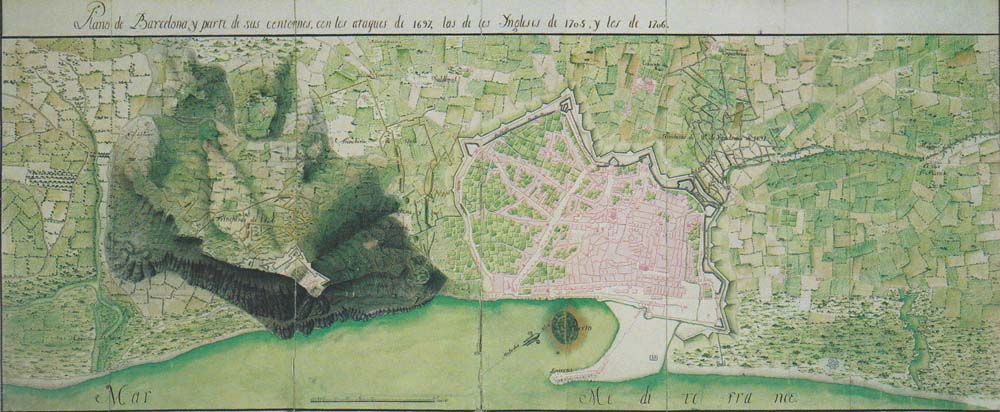
Camp davant de Barcelona i muntanya de Montjuïc amb la fortalesa al cim.
Per evitar qualsevol acostament a les muralles el General comandant Antonio de Villarroel va establir una defensa perifèrica aprofitant l'avantatge estratègica que li oferia el intricat del terreny: hortes i vinyes, camps fruiters, alts tancats de pedres i arbusts, séquies de reg, barraques de camperols i petites masies conformaven una zona laberíntica propicia per a les accions dels miquelets catalans, sempre sota la cobertura de l'artilleria barcelonina comandada pel general Basset.

Però mentre els dirigents polítics sentien que la salvació de Catalunya estava a tocar, entre els barcelonins en canvi el descontentament havia augmentat en haver-se deteriorat la qualitat del pa, haver-se multiplicat els preus i estendre's la carestia de pertrets, una situació que colpejava més cruament els pobres, vídues i orfes dels morts en combat. Finalment el conseller en Cap de Barcelona Rafael Casanova va acabar esclatant i va acusar al conseller segon Salvador Feliu de la Penya d'incompetent i a la resta de mercaders de la seva confiança d'haver format un monipodi per lucrar-se personalment amb il·lícits guanys a costa de la ciutat. Rafael Casanova va ordenar fixar per decret els preus de tots els subministraments bàsics i va destituir diversos dels homes de confiança de Feliu de la Penya. El seu coetani Francesc de Castellví va descriure a Rafael Casanova de la següent manera: «Era el conseller diligent en el servei, però ardent en l'explicació».
Els mercaders van protestar recordant que en cada comboi de subministraments posaven en joc tota la seva fortuna personal, que ells estaven alimentant tota una ciutat envoltada per terra i bloquejada per mar, i que tan arriscada empresa política es mantenia només gràcies als seus capitals. Això no va servir per aturar el decret i després de l'acusació de pretendre enriquir-se a costes de la ciutat els mercaders es van convertir en acèrrims detractors de Casanova. Aquests van contraatacar llançant una campanya de difamació en contra seva fent córrer la veu que havia posat a la seva dona fora de perill fora de Barcelona, i que els seus dos fills servien en l'exèrcit borbònic. Francesc de Castellví va constatar que la mentida va ser repetida tantes vegades que ho haurien jurat com a cert fins a «deu mil testimonis». Tanmateix, la veritat certa era que Casanova era vidu, que la seva dona havia mort nou anys enrere, i que el seu únic fill de 13 anys servia de cadet voluntari amb les tropes del marquès del Poal. L'enfrontament amb els mercaders va dividir la «Junta dels 24». Encara que Casanova comptava amb el suport de Manuel de Ferrer i Sitges i la resta de l'aristocràcia, la seva autoritat es fonamentava en la reputació aconseguida després del setge borbònic de 1706, però difamat pels mercaders i davant el creixent descontentament social va haver de recolzar-se cada vegada més en beats religiosos per reforçar la seva autoritat.

### Tractat de Rastatt: nou èxit diplomàtic espanyol

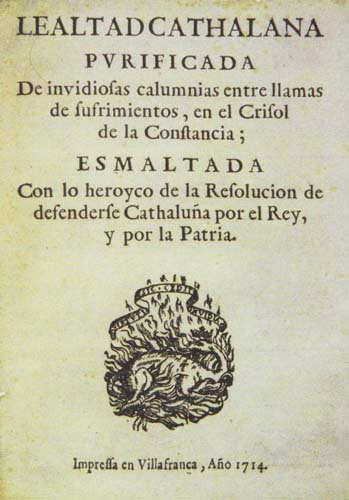
Lealtad Cathalana (1714)
El 1714 la radicalització política catalana accentuà uns plantejaments que Josep Fontana considera «netament republicans». L'opúsculo Lealthad Catalana, publicat aquest any, sostenia que a la Nació només la representen les corts, soles, com a reunió dels tres braços, sense la necessària presència del rei: «Només les resolucions que es prenen en corts d'un regne o província són les que s'atribueixen a la nació [...], que només es representa en les seves braços units. Tota la nació Cathalana, junta en els seus braços, va resoldre el defensar-se per el rei en el domini estava…», afegint que no només per la llibertat de «Cathaluña lluita per Barcelona, però també per la Corona d' Aragó (...) però també per tot Espanya», defensant-se de les acusacions de rebel·lia, justificant la defensa dels seus privilegis i ressaltant l'heroïcitat de la lluita de «la Província contra dos Poderosos, i Capitals Enemics, com són França i Castella (...) els que més han contribuït per tiranitzar-la i fer esclava»

La Pau d'Utrecht havia postergat la solució del «Cas dels catalans» per a un tractat posterior, una «Pau Universal» en la que es fonamentava l'estratègia dels dirigents radicals: continuar la guerra fins que un gir polític a Anglaterra o a l'Imperi permetés una negociació diplomàtica que assegurés les Constitucions de Catalunya. Per la seva part Carles d'Àustria havia anat postergant les converses de pau esperançat en què les eleccions britàniques suposarien un gir en la política exterior britànica i, inclús, que reprengués les seves accions militars. Tanmateix, l'octubre de 1713 l'aclaparadora victòria electoral del Partit Tory, el «partit de la pau», evidencià que la final de la guerra estava sentenciat.
Així, el desembre de 1713 Àustria i França van iniciar les negociacions de pau a Rastatt, encara que només començar el representant francès va advertir als austríacs de «la necessitat de desistir de les seves pretensions pel que mira a Catalunya». Els austríacs van continuar pressionant però els francesos van respondre «que això depèn únicament de la voluntat del duc d'Anjou [Felip V], qui es negava a tot respecte a Catalunya». Davant les pressions del seu avi, Felip V va formular una contraproposta: accediria a la petició dels austríacs, si aquests accedien a lliurar la província holandesa de Limburg a la Princesa dels Ursins —la dama de companyia de la dona de Felip V—, una proposta impossible que els holandesos mai arribarien a acceptar. El negociador austríac va informar al primer ministre Ramon de Vilana Perles que «no paro de treballar tant com m'és possible en favor i benefici de la constant Nació Catalana», però «és un pont molt difícil d'arreglar».
Davant el bloqueig, els austríacs van cedir i van presentar als francesos una nova proposta: es reconeixia el domini de Felip V sobre Catalunya, però aquest havia restituir les seves Constitucions tal com estaven a 1700, just abans que s'iniciés la guerra successòria per la mort de Carles II. Llavors Lluís XIV va pressionar al seu net perquè accedís a la restitució, però aquest li va respondre que «no és per cap principi d'odi, ni per cap motiu de venjança, que he refusat sempre aquesta restitució, sinó perquè seria disminuir la meva Autoritat i exposar-me a contínues revolucions». Lluís XIV va tornar a insistir perquè el seu net es mostrés més flexible però aquest li va respondre per carta el 2 de febrer exposant els seus motius per voler castigar els catalans: «Després de tot el que he escrit, havia cregut haver donat a conèixer prou a Vostra Majestat quins són els meus motius per castigar els catalans per la seva infidelitat. El resultat de les consideracions que jo pogués tenir en això, no servirien més que per augmentar la seva mala disposició, ja que és cert que tot el que aquest poble ha obligat els seus sobirans a concedir, per la seva revolució, no ha servit més que per disposar- a noves rebel·lions, sempre que han trobat l'ocasió».
En un carreró sense sortida davant les pressions de Carles d'Àustria en favor dels catalans d'una banda, i la total oposició de Felip V de l'altra, el negociador austríac i el francès —el Príncep de Savoia i el Duc de Villars—, van decidir abandonar la taula de negociacions el 6 de febrer de 1714. La decisió de tots dos diplomàtics pretenia pressionar les dues corts, ja que tant França com Àustria necessitaven portar la pau als seus territoris. Passades tres setmanes, el 27 de febrer, es van reprendre les converses de pau fixant una solució de compromís: Felip V i el «Cas dels catalans» quedaven fora de les negociacions.
El 6 de març es va acordar el tractat i l'endemà al matí es va rubricar: França reconeixia a Àustria el domini sobre el Flandes espanyol (augmentats amb Tournai, Ypres, Menin i Furnes) i els regnes espanyols d'Itàlia —Regne de Nàpols, regne de Sardenya, ducat de Milà i els estats de Toscana,— mentre que França conservava Landau, Estrasburg i Alsàcia, però lliurava a Àustria les ciutats de Brisach, Kehl i Friburg. Així mateix a Carles d'Àustria se li reconeixien formalment els títols de monarca d'Espanya, una concessió formal que encara que no resolia cap manera el «Cas dels catalans», però que va treure de polleguera al jove rei 26 anys Felip V.
Dies després, el 19 de març, Lluís XIV va tractar de tranquil·litzar al seu net recordant-li que es tractava d'una mera concessió formal sense cap efecte i que ell mateix feia servir també els títols honorífics d'arxiduc d'Àustria i comte del Tirol, sense tenir cap domini sobre aquests territoris; l'important era el que li anunciava, i és que estaven a punt d'arribar a Barcelona 4 brigades d'enginyers francesos sota el comandament de Dupuy-Vauban, i que així mateix havia ordenat la mobilització de 15 batallons d'infanteria més per, si calia, iniciar un veritable setge militar contra Barcelona, encara que li confiava que «no crec que esperin a tal extrem, ni difereixin per més temps sotmetre's, tan aviat s'assabentin de la conclusió de l'últim tractat».

### Confusió sobre el Tractat de Rastatt a Barcelona
Nascut a Oliana en 1663, era notari regi a Barcelona. Implicat en la conjura austriacista de 1704, el virrei Velasco va empresonar. Alliberat en 1705 després de la presa de Barcelona per les tropes de Carles d' Àustria, aquest el va nomenar Protonotari —secretari d'Estat— de la Corona d'Aragó, i en 1710 li va concedir el marquesat de Rialp. Ferm partidari d'augmentar el poder regi, en 1711 els constitucionalistes el van atacar pel polèmic Afer Grases. Poc després Carles d'Àustria va abandonar Barcelona, nomenant conseller de l'emperadriu. Sense intervenció en el Tractat d'Utrecht, el 1713 va seguir el camí de l'evacuació. Arribat a Viena va ser nomenat Secretari d'Estat i del Despatx Universal de l'Imperi Germànic —primer ministre. Va enviar a Barcelona Francesc de Verneda, el seu cunyat, com a comissionat secret i durant la negociació del Tractat de Rastatt i va pressionar al Príncep de Savoia perquè trobés una solució al «Cas dels catalans».
Signat el tractat, l'emperador es va veure en la tessitura d'haver d'informar als catalans. Ja el juny de 1713, quan va resoldre l'evacuació de les seves tropes, l'emperador els havia dissuadit d'obstinar-se a prosseguir el conflicte en solitari, però en la seva obstinació no escoltaren els seus consells declarant la continuació de la guerra. Les seves repetides cartes i les pressions del seu primer ministre Ramon de Vilana Perlas l'arrossegaren, en la mesura de les seves possibilitats, a intentar no desacreditar l'obstinació dels radicals així com a intercedir pels seus privilegis. Ara, amb un tractat que no resolia cap manera la seva situació, havia notificar el fet sense que les funestes implicacions del negociat desacreditassin tant el que havien obrat fins aleshores com, més important encara, menyscabar la seva autoritat si decidien continuar en solitari la seva obstinació. Així, el 28 de març de 1714 i amb triplicades cartes, l'emperador i l'emperadriu van informar als Tres Comuns de Catalunya amb un profús llenguatge, el convenientment ambigu, que havien signat la pau amb França.
Per la seva banda Lluís XIV, disgustat per la intransigència del seu net durant la negociació del tractat, l'aconsellà per carta que considerés la idea de voler reduir als catalans per la força, essent més pertinent que mitjançant la diplomàcia procurés acabar amb la rebel·lió. Havia de ser ell, Felipe V, qui reduís als catalans, i no les armes franceses, assenyalant que negociés amb ells oferint-los el manteniment de, almenys, els seus privilegis municipals. En canvi, si s'entestava en la seva derrota total, li indicava que donada la incapacitat del seu exèrcit per reduir a Barcelona, accediria a enviar-li l'exèrcit francès que li demanava, però que aquest estaria sota el comandament d'un general francès, el duc de Berwick, de manera que la submissió de Catalunya no esdevindria una obra d'Espanya sinó una glòria per a França. Les imposicions de Lluís XIV al seu net ompliren de preocupació la cort de Madrid. Necessitaven les tropes franceses, però no sota el comandament de Berwick. Felip V es veia forçat a triar entre la humiliació d'haver de negociar amb els catalans, o la vergonya que fossin les armes franceses les que sotmetessin a Catalunya. Finalment el ministre Jean Orry i el duc d'Osuna aconsellaren a Felip V oferir una negociació als catalans.

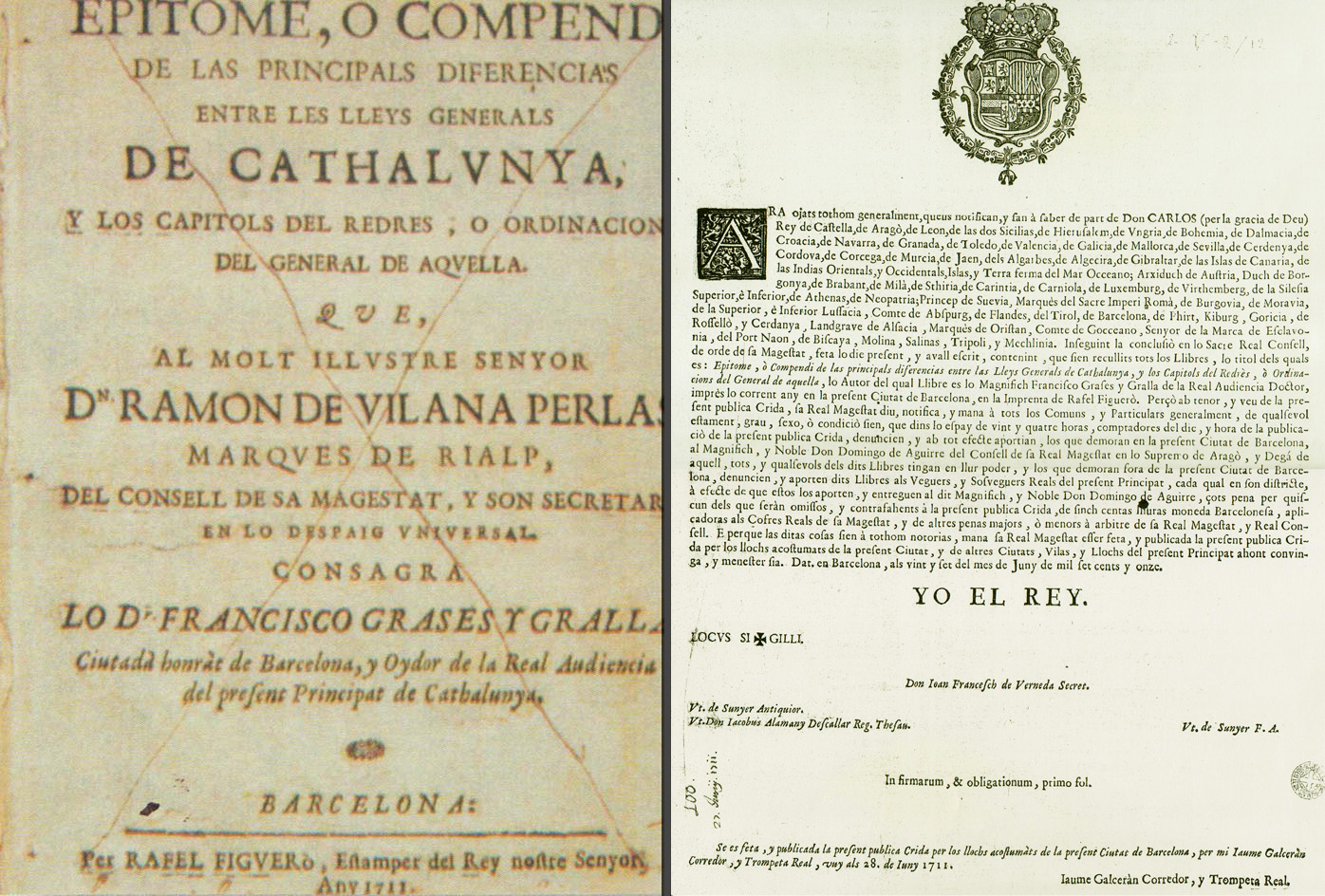
El 1711 l'Afer Grases va provocar l'enfrontament entre austriacistes i constitucionalistes. La polèmica es va desencadenar quan el jutge del Senat de Catalunya Francesc Grases va publicar un «epítom» dedicat a Ramon de Vilana Perlas en el qual argumentaven tendències absolutistes de Carles d'Àustria, especialment justificades «quan l'estat de les coses o la velocitat d'ocasions, no permetin dilació de resoldre». Els Tres Comuns de Catalunya van esclatar en còlera i van aconseguir que el mateix rei prohibís el llibre, essent requisats els exemplars i després censurats. Poques setmanes després Carles d'Àustria va marxar de Catalunya per no tornar mai més.

Felip V va informar al duc de Pópoli que li arribaria una brigada d'enginyers francesos i artilleria pesant, però que no podia enviar-li les tropes d'infanteria que li havia sol·licitat donades les condicions que li imposava el seu avi: s'anava cap a sortida negociada. Per preparar el terreny el duc de Populi va abandonar totes les operacions que durant un any havia seguit per a conquerir Montjuïc, i va ordenar que s'assaltés el convent dels Caputxins situat al camp davant de Barcelona. Presa la posició, va ordenar que s'hi instal·lés una de les bateries de morters francesos acabes d'arribar des de la qual, el 3 d'abril, es va començar a bombardejar, no contra les muralles de la ciutat, sinó contra les cases dels civils per acovardir al poble i així augmentar el descontentament social per pressionar el govern dels rebels. El 14 d'abril 15 batallons francesos d'infanteria que ja estaven de camí cap a Barcelona van rebre contraordres de suspendre la marxa, mentre que a la cort de Madrid Felip V va donar plens poders al ministre Jean Orry per negociar la submissió dels catalans a canvi dels seus privilegis municipals, però puntualitzant que «només en allò que no perjudiqui la meva Real autoritat». Orry confiava que després del furiós bombardeig i informats d'haver-se frustrat la seva estratègia en el Tractat de Rastatt, seria tal el seu abatiment que els trobaria a punt per negociar la submissió.
Després de sortir de Viena el 28 de març de 1714, les cartes imperials van travessar tot Itàlia fins a Nàpols, on van ser embarcades en dues fragates arribant a Mallorca el 19 d'abril. Només atracar al port el virrei de l'illa —el marquès de Rubí— va ser informat de les missives dirigides als Tres Comuns de Catalunya i al general Villarroel. Donada la seva importància, aquest les va confiar al seu cavallerís Joan Miquel Berberena i, després de carregar les naus amb provisions i completar el comboi, van salpar cap a Barcelona on arribaren el 22 d'abril. Va ser llavors quan es va produir el que historiador Sanpere i Miquel va batejar com «L'Equívoc». Per a l'historiador, fruit de la seva desesperació i encegats en la seva pròpia fe, els Tres Comuns de Catalunya no van saber —o no van voler— entendre el que les cartes els deien.

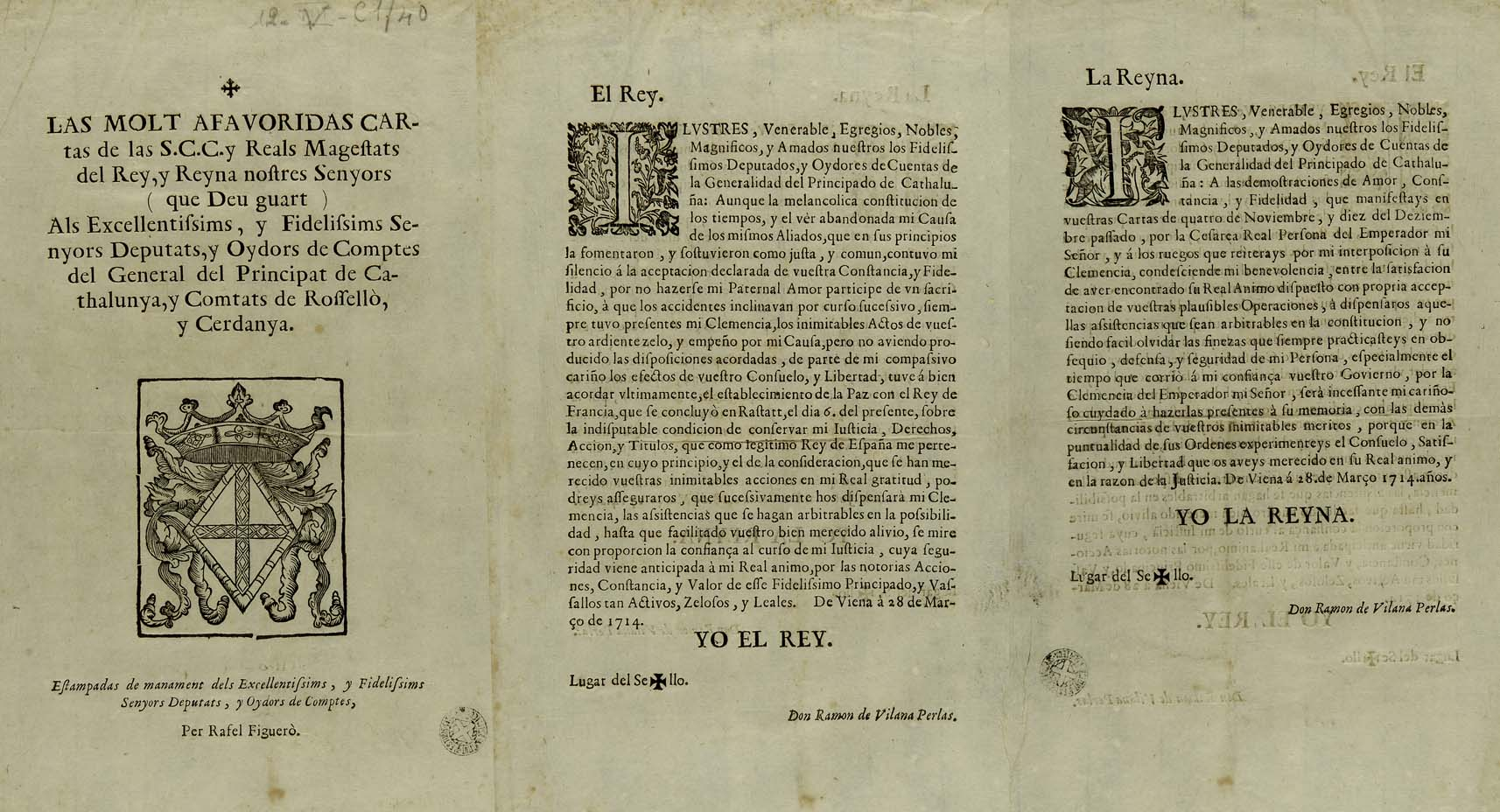
Cartes als diputats de la Generalitat de Catalunya.

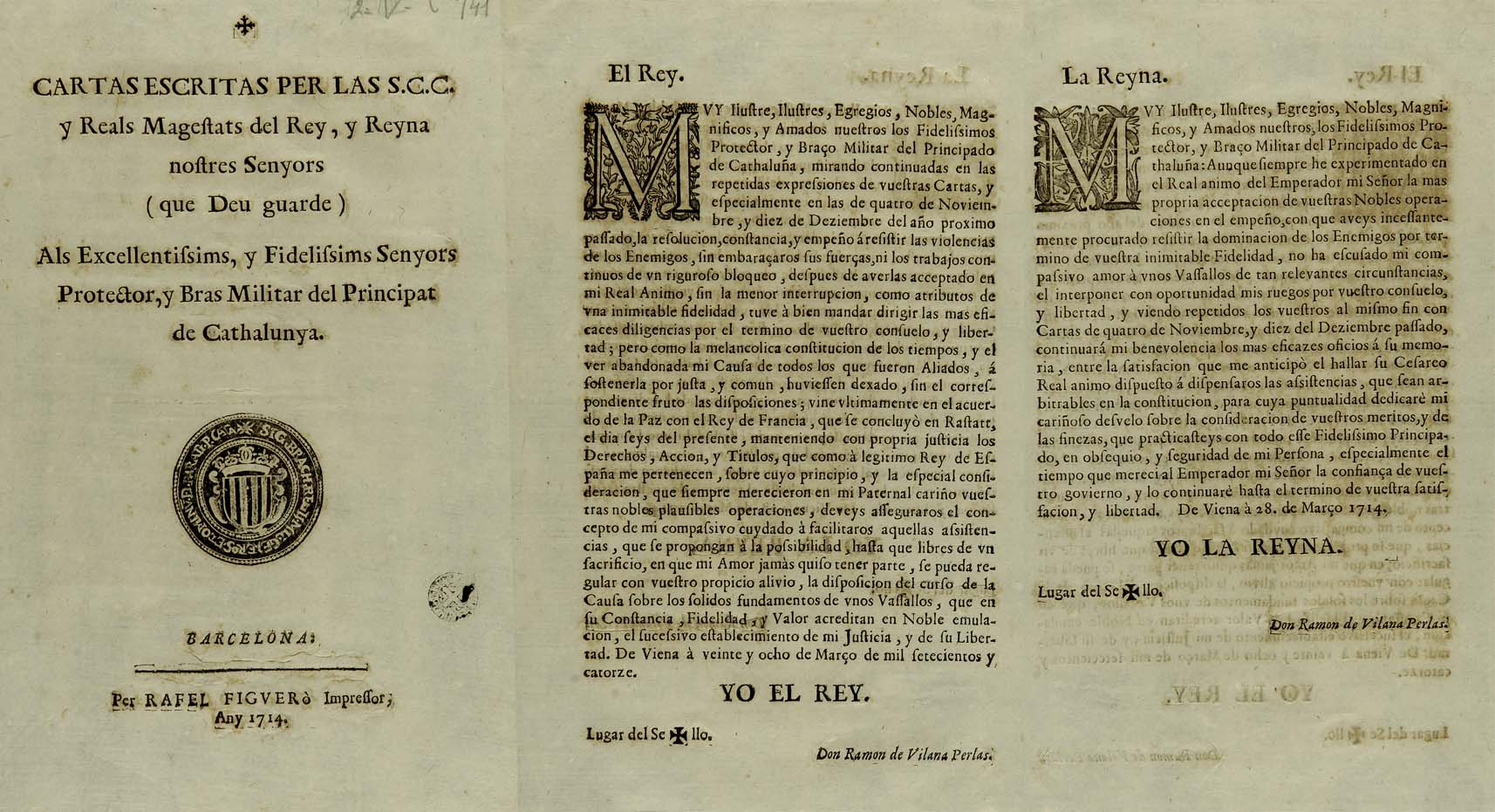
Cartes al Braç Militar de Catalunya.

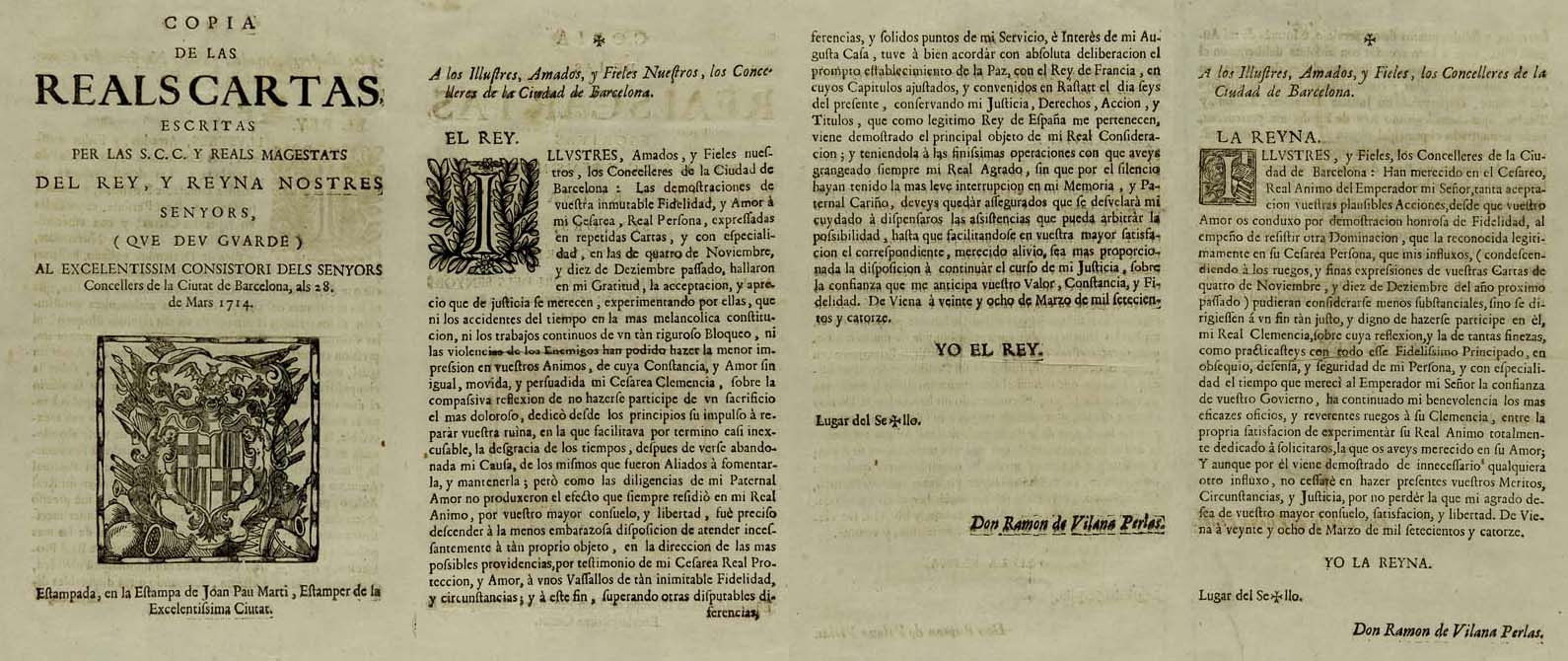
Cartes al Consistori de consellers de Barcelona.

Els radicals, no disposant encara del text del tractat sinó tan sols de la lacònica notificació d'haver-se signat la pau, van veure-hi la miraculosa culminació de la seva estratègia: França havia fet la pau amb l'emperador, a qui reconeixia els seus títols de monarca espanyol, i aquest no només aprovava tot el que ells havien obrat fins aleshores, sinó que a més els reconeixia públicament com als seus «fidelíssims vassalls», podent per fi treure's de sobre la insidiosa acusació de «pertinaços rebels i sediciosos». Les paraules de Manuel de Ferrer i Sitges havien resultat profètiques i en estar signada la pau amb França, aquesta quedava obligada a retirar les tropes d'un territori de l'emperador, del seu «fidelíssim Principat de Catalunya». I ja sense les tropes franceses, al duc de Pópoli li resultaria del tot impossible mantenir un mínim bloqueig contra Barcelona, de manera que des d'aquell precís instant es consideraren alliberats.
I per si quedava cap dubte, els frares es van afanyar a indicar que el Tractat de Rastatt s'havia signat el 6 de març, festivitat de Sant Oleguer, sant patró de Barcelona, les cartes havien arribat a la ciutat el 22 d'abril, vigília de la festivitat de Sant Jordi, protector i sant patró de Catalunya, i justament en aquest dia es complien exactament els 9 mesos des que es fes la petició d'auxili a Mare de Déu de la Mercè, copatrona de Barcelona i redemptora de captius: tot això no podien ser meres coincidències sinó la demostració palpalbe que la Divina providència havia beneït les seves oracions. El conseller en Cap Rafael Casanova va ordenar que per a l'endemà, festivitat de Sant Jordi —23 d'abril de 1714— se celebressin grans oficis religiosos per tota la ciutat, els quals comptaren amb la concurrència massiva i joiosa del poble, mentre se celebrarà un fastuós Tedeum a la catedral de Barcelona en llaor del Santíssim Sagrament de l'Eucaristia i 1.000 misses per les ànimes del purgatori com a acció de gràcies per l'alliberament de la ciutat. El que havia començat com una bogeria estava a punt d'acabar, finalment, amb el miracle pel qual tant havien implorat amb les seves pregàries.

### Desengany i ocultació del Tractat de Rastatt
Ara bé, tot i haver-se lliurant als més delirants mostres d'entusiasme l'historiador Sanpere i Miquel apunta, també, a una altra possible interpretació dels fets ocorreguts assenyalant que, ja des del 3 d'abril, el conseller en Cap Rafael Casanova, informat per l'espia que havia infiltrat al camp borbònic, sabia de la mobilització de l'exèrcit francès continental. Que a més, en carta enviada el 27 de març des de Frankfurt per l'ambaixador Dalmases, ja restituït en la seva comissió, i que va ser rebuda per la «Junta Superior Secreta», aquest certificava que «pel secretari imperial Bendenrieter von Adelshausen (que es troba aquí i va partir ahir de la posta de Rastatt, el qual ha assistit a les dites conferències i tractat) que en aquest no s'ha parlat ni convingut cap cosa ni de Barcelona ni de Catalunya». I apuntant finalment que havent-se signat el tractat el 6 de març, transcorreguts ja gairebé dos mesos des de la signatura d'aquest, i davant la palmària evidència que durant tot aquest temps les tropes franceses no només no havien marxat de Barcelona, sinó que a més no havien ofert el menor indici d'anar a fer-ho, es pregunta l'historiador si la «Junta Superior Secreta» i la «Junta dels 24» van ser, realment, tan càndids com per creure allò que públicament afirmaven creure's.
Sigui com sigui el mateix 24 d'abril es va comissionar al coronel Sebastià Dalmau, coneixedor de la llengua francesa, perquè amb el pretext de donar l'enhorabona per la pau al comandant del contingent francès el tinent general marquès de Guerchy, entrés a parlamentar en el seu campament. La trobada es va produir l'endemà i se li va designar com a interlocutor, per mantenir la prelació jeràrquica, al coronel Monteil. Aquest el va treure ràpidament de dubtes, si en tenia, sentenciant que les tropes franceses, lluny de retirar-se, estaven esperant l'arribada de nous contingents «per fer la guerra contra una ciutat rebel al seu legítim rei». Amb això, conclou l'historiador, tot i ser cert que els Tres Comuns s'haguessin cregut alliberats per una nació estrangera a canvi de res, a partir d'aquest mateix moment van quedar totalment desenganyats.

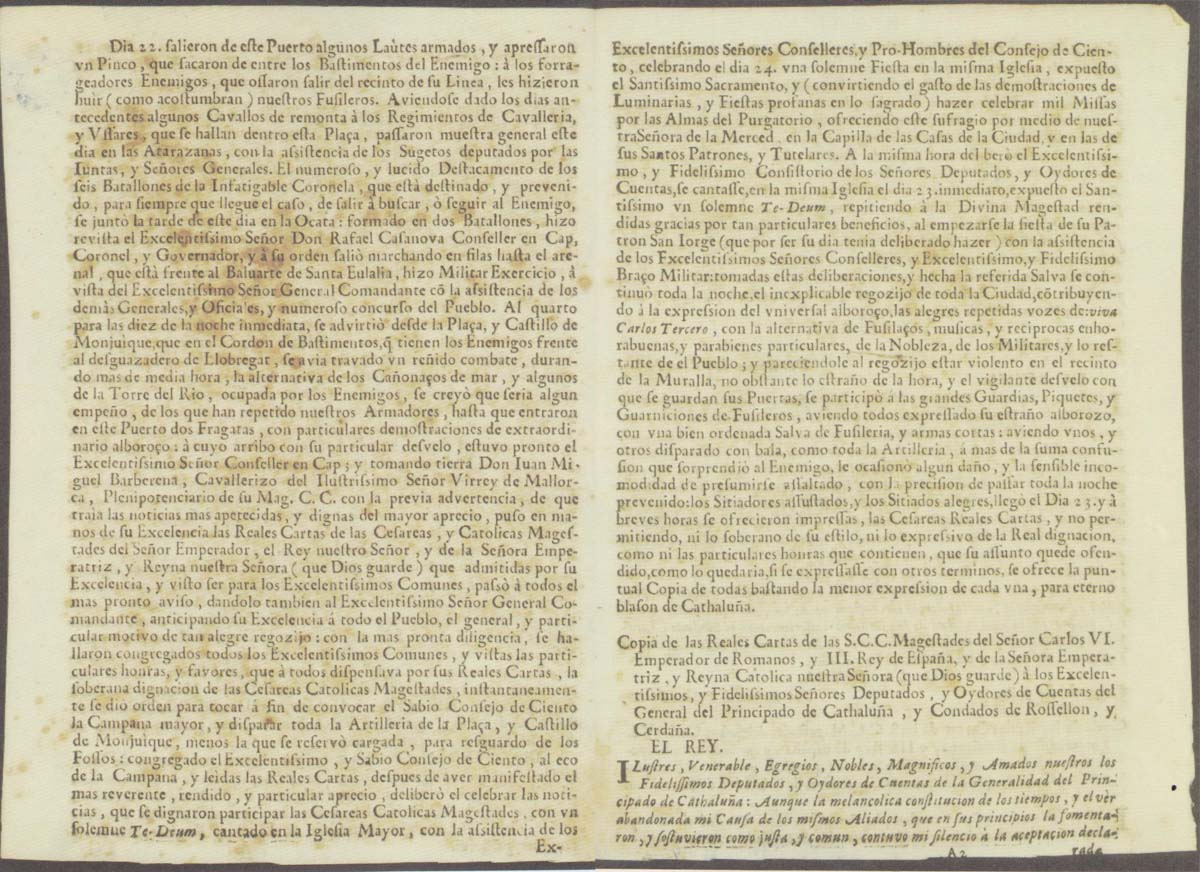
El 26 d'abril els consellers de Barcelona van ordenar l'impressor Rafael Figueró que publiqués un especial de la Gazeta de Barcelona detallant la bona nova de les cartes reials enviades de Viena.

El 25 d'abril de 1714 tots els cabdills radicals —el conseller en Cap Rafael Casanova, el governador de Catalunya marquès de Torrellas i el seu lloctinent Francesc de Sayol, el conseller segon Feliu de la Penya amb tots els mercaders de la Llotja de Barcelona, els aristòcrates comte de Claramunt, comte de Rodonyà, marquès de Sant Martí i Manuel de Ferrer i Sitges, els diputats de la Generalitat Francesc de Perpinyà, Josep de Vilamala i Tomàs Antic, l'obstinat protector del Braç Militar de Catalunya el comte Joan de Lanuza i el marquès de Barberà—, tots, van tenir en aquell moment la certesa que havien estat abandonats a seva sort.
Tot i això, mentre des de les muralles contemplaven com els dos exèrcits borbònics es disposaven per acabar d'aixafar-los, es van adonar que darrere seu que encara comptaven amb una última carta al seu favor: el poble barceloní continuava celebrant eufòric el seu alliberament. I perquè a ningú li quedés el menor dubte l'endemà, 26 d'abril, la «Junta Superior Secreta» va ordenar l'impressor Rafael Figueró que publiqués un número especial de la Gazeta de Barcelona anunciant la bona nova que havien portat les cartes imperials i que, a més, imprimís còpies d'aquestes perquè fossin repartides i convenientment interpretades des dels púlpits de les esglésies i les tavernes de tota la ciutat. Encara més, la nit següent va partir silenciosament del port de Barcelona una balandra amb mil exemplars per escampar per Catalunya.
No obstant això, ocult en el seu domicili a l'interior de Barcelona, un partidari de Felip V no va dubtar a anotar en el seu diari personal l'engany i la manipulació: «Arribaren d'Itàlia cartes que, a la veritat, servien del major desengany però es va publicar molt al contrari, i els que es preaven de majors estadistes no deien altra cosa sinó que tot anava bé i que convenia el secret».

### Rebuig a l'oferta de negociació borbònica
L'historiador Salvador Sanpere i Miquel va identificar els cinc grups que van constituir la facció radical. Tots ells van conformar un discurs de la resistència, a vegades contradictori, amb l'únic punt en comú de continuar la defensa sense atendre mai cap negociació que suposés acceptar una claudicació:
1. Austriacistes, dinasticistes lleials a Carles d' Àustria que fonamentaven el seu discurs en la il·legitimitat francesa de la Casa de Borbó. Representats a Barcelona pel Canceller de Catalunya Llorenç Tomàs i Costa, després enfrontar-se amb els constitucionalistes per l'Afer Grases i la marxa de Carles d'Àustria a Viena eren la facció més minoritària.
2. Constitucionalistes o “partit foralista”, intransigents davant qualsevol conculcació de les Constitucions Catalanes, un grup format per juristes com el conseller en Cap Rafael Casanova que basava el seu discurs en la lluita contra el despotisme ministerial i l'absolutisme borbònic.
3. Mercaders com el conseller segon Salvador Feliu de la Penya, Amador Dalmau o Oleguer Argemir, que havien bastit la seva fortuna mitjançant el comerç i veien amenaçada la seva posició davant el mercantilisme francès que portava la Casa de Borbó.
4. Aristocràcia «de la terra», la mitjana i baixa aristocràcia rural que havia escalat posicions gràcies a Carles d'Àustria; encapçalats per homes com Manuel de Ferrer i Sitges, el Protector del Braç militar de Catalunya Joan de Lanuza, o els diputats de la Generalitat, van formar un discurs embriagat d'odi cap a Castella i l'uniformisme legislatiu enaltint el patriotisme, el «Honor Català», el ser «Patricis», i la defensa de la terra.
5. Religiosos tradicionalistes encapçalats pel vicari Rifòs, defensors del tomisme i que abominaven del regalisme francès que la Casa de Borbó volien implantar a Espanya; van aportar a la contesa una dimensió moral argumentant que era una «Guerra justa» en defensa de la veritable fe catòlica.

El ministre Jean Orry va arribar a Barcelona el 28 d'abril. Només arribar va ser informat de la trobada esdevinguda tres dies abans amb el coronel Dalmau i, aprofitant l'ocasió de tenir un interlocutor, va instar el coronel Monteil que demanés una nova trobada. El coronel Dalmau va accedir-hi i el 29 d'abril va ser convidat a dinar al costat del tinent general marquès de Guerchy i 20 oficials francesos. Després de dinar va aparèixer com d'improvís el ministre Jean Orry qui, després de les presentacions de rigor, va portar al coronel Dalmau a una reunió en privat. Allà li va exposar quina era la seva missió i els seus poders per entrar en tractat, prometent-li que si negociaven podien esperar avantatges, però que si persistien en la seva obstinació, va advertir, disposaven de 50.000 bombes que arrasarien la ciutat. El coronel Dalmau li va respondre que llançant bombes contra el poble no debilitaria al govern sinó que tot el contrari enaltiria més els ànims al seu favor i després informar-lo que no disposava de cap poder per negociar es comprometé a comunicar-ho a la «Junta dels 24». Orry va donar de termini fins al dia 7 de maig, període durant el qual haurien una treva tàcita, però que si no hi havia cap resposta s'entendria per rebutjada.
El coronel Dalmau tonrà a la ciutat i va informar a la «Junta dels 24» que van aprovar la seva conducta però, tot i les instàncies del mateix coronel per a fer-ho, van rebutjar donar cap resposta a la proposició borbònica. Transcorreguts tres dies sense resposta Jean Orry començà a impacientar-se. El 2 de maig va instar el marquès de Guerchy a sol·licitar la presència del coronel Dalmau; aquest es presentà i Orry li va oferir la concessió d'alguns privilegis si accedien a la submissió. Dalmau va respondre que mai no renunciarien voluntàriament a les constitucions. Les converses es reprengueren el 4 de maig amb el mateix infructuós resultat sentenciant Dalmau que tots, la «Coronela, soldats i habitants dins de Barcelona, estan plens de goig considerant que els va arribar l'hora d'aconseguir immortal crèdit en la resistència d'una sagnant hostilitat en defensa de la plaça, mantenint-la constant sota el domini del seu legítim Rei i Senyor natural D. Carlos III». Ja sense esperances, Orry li va recordar que el termini per sotmetre's expirava en tres dies, però aquell mateix 4 de maig va escriure a Felip V informant del fracàs de les negociacions i de la necessitat que vingués l'exèrcit francès per sotmetre a Barcelona mitjançant un setge militar.
El cert és que ja des del 29 d'abril la «Junta Superior Secreta» havia descartat completament la negociació. Les cartes imperials havien augmentat la moral del poble creient que la guerra estava guanyada; amb aquesta propaganda els radicals van aconseguir, per segona vegada, fer fracassar una operació per trobar una sortida negociada al conflicte. Tot el contrari, mentre va durar la treva es van incrementar els treballs per reconstruir les defenses mentre sol·licitaren al Vicari General Josep Rifòs que formés una «Junta de Teòlegs» perquè ratifiqués moralment la seva determinació de portar a Barcelona fins a l'últim sacrifici si era necessari. La «Junta de Teòlegs» la van formar el trinitari Esteve Segarra, el provincial dels mínims Pau Andreu, el provincial dels carmelites Francesc Bataller, l'agustí Antonio Recorda, el mercedari Salvador Feliu, el dominic Tomàs Sabater, el carmelita descalç Josep de Jesucrist, el trinitari descalç Andreu de Sanpere, el superior dels misionistes Josep Jofreu, el catedràtic de teologia Maurici Andreu, el rector Francisco Galvany i el vicari de Santa Maria del Mar Esteve Mascaró. Els prelats van inquirir als capellans de les parròquies perquè, mitjançant els confessionaris, escatissin quin era l'estat d'ànim del poble i la seva fe en la causa.
El 9 de maig la «Junta de Teòlegs» va convocar els presidents dels Tres Comuns de Catalunya al convent de les Agustines per lliurar el seu veredicte. El trinitari Segarra els va exposar que atenent al dret natural, i després profunda reflexió, concloïen que els Tres Comuns de Catalunya havien declarat una «Guerra justa». Així mateix, i segons es desprenia de les investigacions dels confessionaris, van informar que el poble estava disposat a lluitar fins a l'última extremitat defensant la ciutat en una causa que creien emparada per Déu. Finalment la «Junta de Teòlegs» es va comprometre a aplacar la Justícia Divina mitjançant pregàries i penitències, prometent que gràcies a la intercessió dels Sants Patrons de la Pàtria aconseguirien la victòria final.

### Maig de 1714: «Lluitar fins a la darrera gota de sang»

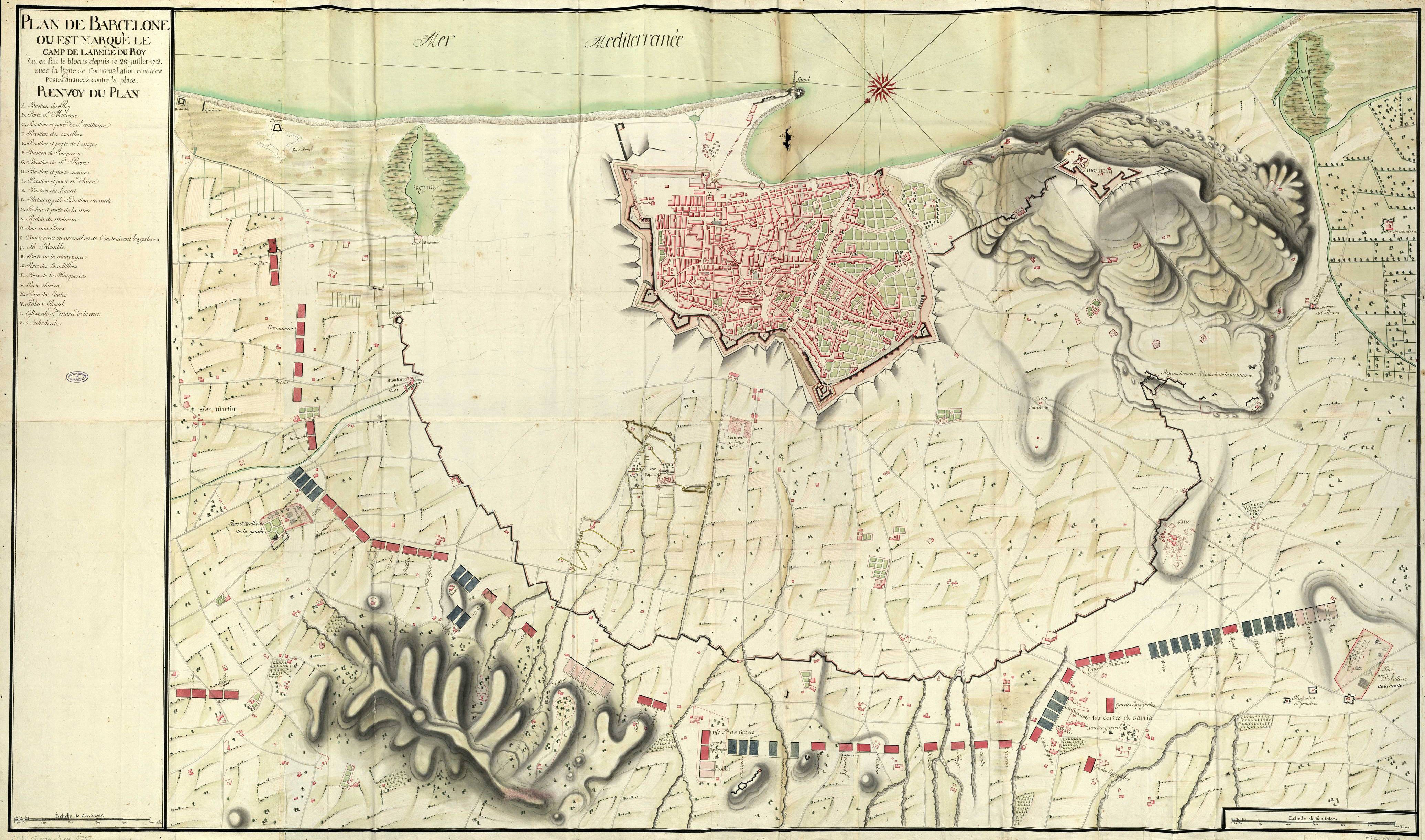
Pla i camp davant de Barcelona amb el cordó de bloqueig i la línia de circumval·lació on s'apostaven els regiments borbònics.

Després que el Tractat de Rastatt no hagués resolt el Cas dels catalans l'estratègia preconitzada per Manuel de Ferrer i Sitges havia quedat frustrada. Llançant-se al buit, els dirigents polítics radicals —el consistori de consellers al capdavant de la «Junta dels 24» de Barcelona, els diputats de la Generalitat i els membres del Braç militar— tancaren files aconseguit el suport dels eclesiàstics en la determinació de lluitar «fins a l'última gota de sang». Tanmateix, els calia assegurar-se també el darrer bastió de poder —i el més difícil d'aconseguir—, el dels militars. I més concretament el del general comandant Villarroel, qui ja havia advertit quan assumí el comandament que només dirigiria la defensa com a militar professional i mentre tingués tropes suficients per a mantenir-la. Per aconseguir l'adhesió dels militar el 16 de maig de 1714 la «Junta dels 24» va convocar a consell de guerra a tots oficials majors de l'exèrcit perquè votessin la resolució de lluitar «fins a l'última gota de sang». Aquesta votació va exhaurir la paciència d'Antonio de Villarroel.
En el seu sentir militar i jeràrquic va exposar als consellers el seu cansament per tantes reunions, tantes juntes, tantes votacions, dictàmens, resolucions, i tantes conferències, ja que al «Reial servei no convenia tan gran pluralitat de dictàmens». Els exposà que deplorava haguessin rebutjat la negociació que els havien ofert els borbònics, i que respecte a portar fins a l'últim extrem la defensa de la plaça li semblava horrible que haguessin consultat, abans, a una «Junta de Teòlegs» que al general comandant de l'exèrcit —a ell. I per si no n'hi havia prou el fet de convocar a consell de guerra als seus oficials inferiors era una potestat que només corresponia al general comandant de l'exèrcit —a ell—, car encara que no hagués rebut la patent oficial de Carles d'Àustria el seu primer ministre Ramon de Vilana Perlas el reconeixia com a tal en les seves cartes, de manera que els seus oficials inferiors res no votarien, limitant-se únicament a obeir allò que ell ordenés com a comandant militar suprem designat per Carles d'Àustria.
Davant l'oposició de Villarroel la «Junta dels 24» va sol·licitar la mediació de Joan Francesc de Verneda perquè fes valer el seu paper com a comissionat de Carles d'Àustria a Barcelona; aquest aconseguí de convèncer Villarroel perquè accedís al consell de guerra, encara que aquest advertí que no votaria, «ni he de votar, doncs que ja he obeït les ordres de Sa Magestat en aquesta part». Finalment el consell de guerra tingué lloc a les 7 del matí del 19 de maig al saló del Consell dels 100 Un cop congregats els oficials militars el consistori de consellers els lliurà la següent proposició:
| « | Havent de regular-se la defensa d'aquesta plaça amb la glòria corresponent al fet de l'empresa, i amb l'honra que correspon a tant oficial de guerra de que es compon el nombre d'aquestes tropes, es convoca als generals i coronels perquè amb la seva gran experiència militar i l'honor que els acompanya a tots, expressi cadascun el seu dictamen fonamentant en el mateix les raons que el mouen en seu sentir; i per fonamentar amb més cabal el vot de cadascun, es manifestarà al consell l'estat de les nostres tropes, les de l'enemic, i el del país segons ho permetin les més verídiques notícies que es tenen, perquè sobre aquest coneixement pugui cadascun votar més assabentat, assentant sempre sobre el sòlid principi que la defensa ha es ser efectiva i inalterable fins a la darrera gota de sang en tots els habitants d'aquesta plaça. En aquesta suposició, creguda en el sentir de la ciutat molt unida a la singular constància, honra i valor de tots els que componen el consell, i en la que la Ciutat té determinat que la deliberació signada de tots ha de passar a les mans de la seva Majestat perquè per ella quedi perfectament informat del nostre estat, i d'aquí resultin beneficis de nous esforços que (a més dels grans socors que de segur esperem) es promet la Ciutat ha de rebre del Paternal Amor que conserva per aquest Principatt, votarà cadascú el que li aconselli el seu coneixement. | » |

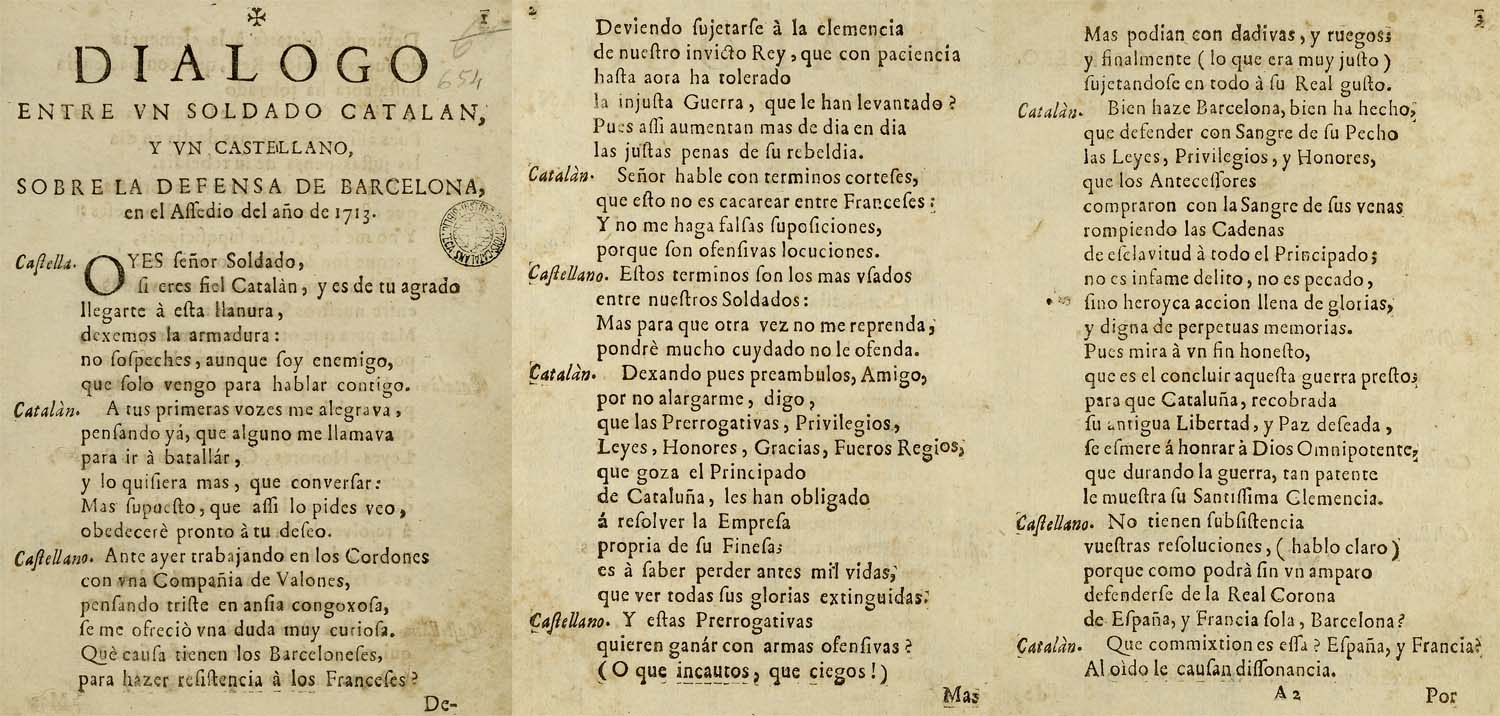
Propaganda de la «Junta dels 24» legitimant la guerra:
L'opuscle «Diàleg entre un soldat català i un castellà sobre la defensa de Barcelona» acabava reivindicant a Carles d'Àustria com a legítim monarca de tot Espanya, detallava la il·legalitat del testament de Carles II al nomenar per successor a Felip de Borbó, i la justícia que emparava als catalans lliurant una «Guerra justa».

Després d'exposar l'estat de les tropes dins de la plaça i les de l'exterior, i detallar els efectius estimats de l'enemic, tots els oficials van votar favorablement la resolució de «sacrificar les vides abans d'assentir a cap capitulació amb l'enemic». La «Junta dels 24» també havia informat a les tropes que lluitaven fora de Barcelona convocant-los a un consell de guerra a Olesa de Montserrat; allí els comissionats de la ciutat enviats a aquest efecte van recollir els vots dels oficials superiors a les ordres del marquès del Poal, qui es van comprometre a reclutar una força de 6.000 homes amb la qual es llançaria al socors de Barcelona quan se li ordenés.
A la Catalunya interior la guerra era sentida com una guerra contra Castella exhortant-se a tots els catalans a «defensar la pàtria» i a acabar amb «la invasió enemiga» mentre es cantaven cançons que resaven «donarem batalla als cruels castellans, visca Catalunya i visca la Llibertat» (llegiu cançó íntegra). Tanmateix, dins de Barcelona la situació era ben diferent. No només hi havia refugiats austriacistes vinguts de tots els regnes d'Espanya sinó que tot un regiment d'infanteria de l'exèrcit català —el de la Immaculada Concepció— el formaven, precisament, castellans exiliats; i fins i tot el mateix general comandant del seu exèrcit, Antonio de Villarroel, també era castellà. La «Junta dels 24» va modular la propaganda publicada dins de Barcelona posant l'accent en el factor polític per aconseguir unir a tots els espanyols sota el nom de Carles d'Àustria per alliberar a tot Espanya del jou borbònic. En aquesta direcció va publicar el 20 de maig una resolució en què s'apel·lava a «naturals i estrangers» a lluitar contra el «domini despòtic» fins a aconseguir «alliberar tota la Monarquia d'Espanya», concloent que es mantindria la defensa la ciutat «fins que ja no quedi sang que vessar en els seus habitants». Però malgrat els esforços, la propaganda no va poder evitar que a partir d'aquest dia comencés un reguitzell de desercions cada vegada més significatives com ara la del cap dels enginyers Francisco de Santa Cruz, la del coronel González de las Heras, o la del general en cap de la infanteria Bartolomé de Ortega. Tres dies després, el 23 de maig, el duc de Pòpuli va ordenar que s'iniciés el gran bombardeig que durant tot un mes, dia i nit, va matxucar Barcelona fins a deixar un terç de la ciutat en runes.

### Catalunya en flames: «sembla el Judici Final»

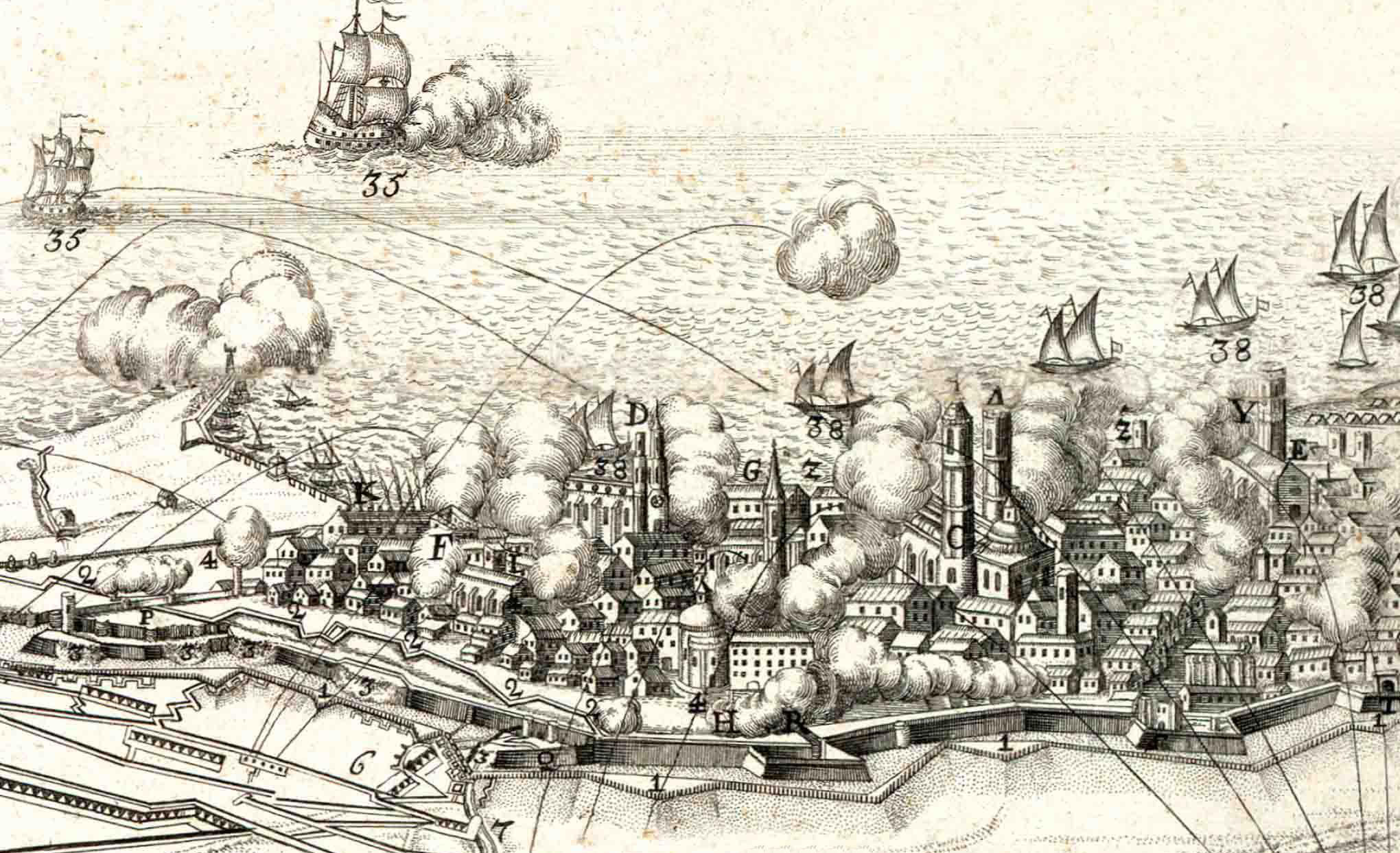
Representació del bombardeig sobre Barcelona durant 1714. Fragment del gravat «Barcino Magna parens» imprès a Viena per Joan Van Ghelen el 1718 a petició del Consell d'Espanya.

Al duc de Pòpuli li havia arribat el cos d'artillers francès, els quals portaven 32.000 bales de canó, 6.000 pots de metralla, 8 morters, 20 canons de vint lliures i 12 canons de trenta-sis lliures. El bombardeig va sembrar el terror i confusió dins la ciutat. El capità de la 2 companyia del III batalló de la Coronela de Barcelona, Francesc de Castellví ho descriure amb les següents paraules: «No hi ha expressió que pugui explicar el tràgic i llastimós teatre que va representar al viu l'adolorida confusió de Barcelona. Augmentava la torbació que cada quart d'hora es disparessin tots els morters; els pares, en la torbació, van perdre als seus fills, i els parents més propers abandonar els seus malalts». Acorralats dins de Barcelona la pluja de bombes va provocar el pànic entre els civils que començaren a amuntegar-se als portals desesperats per fugir; finalment els consellers ordenaren obrir els portals i una torba de dones, nens i ancians va fugir espaordida cap a les faldes de la muntanya de Montjuïc i les platges. Després de diversos dies de bombardeig, els civils van acabar per establir permanentment dos camps de refugiats en improvisades tendes. Tal com ho va veure Castellví, «causava admiració veure la ciutat transformada en un desert, les portes de les cases obertes, les parets destruïdes i desemparades les habitacions». Els consellers ordenaren formar esquadrons de vigilància per evitar el saqueig i no dubtaren en sentenciar a la forca a aquells qui, arrossegats per la fam i la desesperació, foren sorpresos rapinyant. Durant el bombardeig del 26 de maig una bomba incendiària deixà arrasada la impremta de Rafael Figueró, editor de la Gazeta de Barcelona; els consellers ordenaren que immediatament es traslladés a un altre edifici i reprengués la publicació propagandista al més aviat possible.

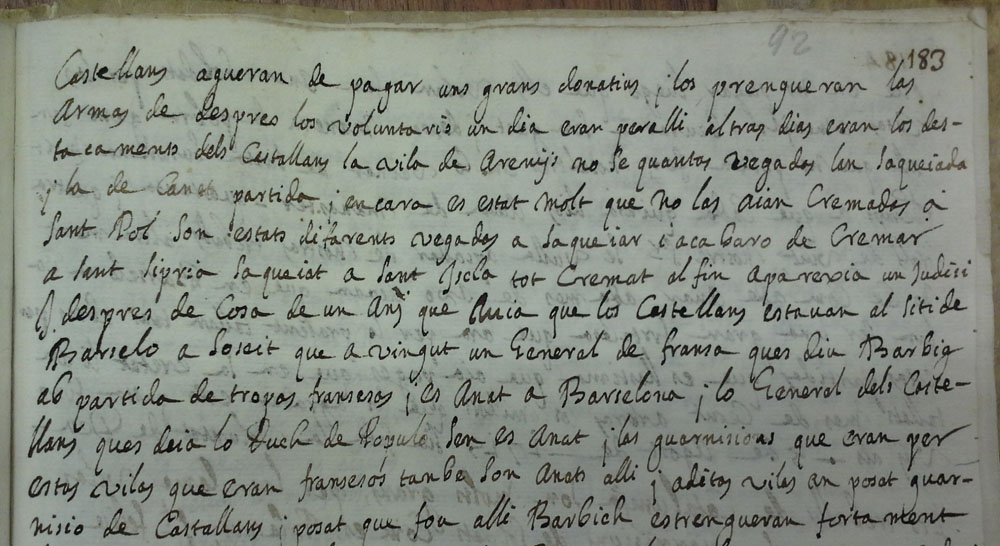
Memòries de 1714 de Francesc Gelat, pagès de Santa Susanna.
«Esto passa fins vui, 25 de mars de 1714 [..] La persequció que an tingut los destacaments de castallans i fransesos contra los voluntaris causa terror, perquè tot venia a càure en dany dels poblats i casas, perquè allà ahont abitàvan voluntaris o saquejaven, i cremaven, i si podían agafar alguns amos de las casa, los pasaven per las presons i molts ne penjaven [..] castellans aguéran de pagar uns grans donatius i los prenguéran las armas i després, los voluntaris un dia éran per allí, altras dias éran los destacaments dels castallans. La vila de Arenys no sé quantas vegadas l'an saquejada, i la de Canet partida, i encara és estat molt que no las àjan cremadas, a Sant Pol són estats difarents vegadas a saquejar i acabar-o de cremar. A Sant Siprià saquejat, Sant Iscla, tot cremat. Al fin, apareixia un [[Judici Final|Judisi [Final] ]]».

Paral·lelament a la Catalunya interior la guerra havia arribat a uns extrems de terror mai concebuts. Les tropes del marquès del Poal s'havien distribuït territorialment ocupant el coronel Antoni Puig la vegueria de Girona, els coronels Pere Brichfeus i Francesc Busquets les vegueries de Moià i part d'Osona, el coronel Joan Vilar les vegueries del Berguedà i Manresa, els coronels Miguel Sanjuán i Segimó Torres les vegueries d'Igualda i Piera, el coronel Antoni Vidal i el capità Joan Barceló Carrasquet les vegueries de Tarragona, Montblanc i Ribera d'Ebre, el coronel Jaume Molins la vegueria de Vilafranca del Penedès, el sanguinari coronel Ermengol Amill la vegueria del Vallès i Marina de Llevant, i el mateix marquès del Poal el Lluçanès i part de la vegueria d'Osona. A la conca del Llobregat la inexpugnable fortalesa de Cardona era el seu quarter general, però en les altres vegueries la situació de les tropes catalanes estava totalment exposada als atacs dels destacaments volants borbònics que es feren forts en les capitals de vegueria emmurallades.
Aquests havien vingut aplicant una política que l'historiador Sanpere Miquel va qualificar de «terrorisme militar», saquejant i incendiant les petites viles ja fos perquè emparaven l'exèrcit rebel, ja perquè els ajudaven amb sometents, ja perquè els lliuraven queviures. El terror es va agreujar encara més durant la primavera de 1714 quan van arribar les tropes borbòniques que es retiraven del Flandes espanyol i de Sicília, territoris que Felip V havia lliurat a Carles d'Àustria, i que van ser traslladats urgentment Catalunya. La superioritat numèrica borbònica es va tornar aclaparadora i els destacaments borbònics saquejaven i incendiaven sense distingir ja entre rebels i botiflers. El caos total va provocar que sorgissin bandes de «voluntaris» incontrolats que feien la guerra pel seu compte ajudant segons la seva conveniència tant a les tropes de l'exèrcit rebel com rapinyant per sobreviure allà on poguessin; tal com va anotar en el seu diari Joan Fàbrega, pagès de Súria, «arreu de Catalunya hi ha gent en armes, que els criden voluntaris. I es nomenaven comandants i capitans, i n'hi ha de cavall i de peu, i corren per tot Catalunya, i es fan donar tot el que necessiten, i si no, s'ho prenen, que entre uns i altres no queda res per a les cases i les viles». O com relatava en el seu diari un altre pagès, Francisco Gelat de Santa Susanna, entre saquejos, incendis i penjaments per tot arreu «sembla el Judici Final».

Nascut a Bonestarre el 1665 va ser un dels més sanguinaris miquelets de l'exèrcit català. El juny de 1711 va ascendir al rang de coronel de miquelets del Reial exèrcit de Carles d'Àustria i en iniciar la Guerra de Catalunya el 1713 es posà al servei dels Tres Comuns. Al capdavant del seu regiment consagrat sota el patronatge de Sant Raimon de Penyafort va lluitar fora de Barcelona i fou responsable d'execucions sumàries de presos borbònics i partides de col·laboracionistes botiflers. Capturat després acabada la guerra pogué escapar a l'Imperi Austríac per lluitar al servei de Carles d'Àustria contra els turcs. El 1730 fou nomenat governador de la fortalesa de Crotona on morí el 1732. 
D'altres, veient que la victòria borbònica era inevitable i tement més represàlies s'apressaren a presentar-se davant els comandants borbònics jurant que les seves ciutats i viles havien estat sempre «fidelíssimes a Felip V»; tals van ser els casos de Cervera, Centelles, Berga, Tagamanent, VergesVerges, la incendiada Manresa o, per a més inri, Vic, bressol l'austriacisme on es va iniciar l'alçament de 1705. Fins i tot van arribar a alçar companyies de miquelets al servei borbònic per combatre amb les mateixes tàctiques als miquelets que lluitaven al servei dels Tres Comuns de Catalunya. Tanmateix, quan aquests últims capturaven als botiflers que col·laboraven amb els borbònics la impietat era sense igual. Tal com va descriure en els seus propis informes el sanguinari coronel de miquelets Ermengol Amill, quan va capturar al col·laborador alferes Maria al costat dels seus homes, els va passar a tots a ganivet, també als seus dos fills; mateix final varen tenir els col·laboradors Roig d'Esparreguera, «al qual vaig penjar», i Masuet de Llavaneres, a qui matar perquè «era el flagell d'aquesta terra i del Vallès, i gran partidari de la facció de Mataró»; tràgica també fou la mort dels 50 homes a qui va capturar prop de Sant Celoni, «els vaig penjar perquè em destorben», o el cas de Josep Riera de Vallfogona, un altre botifler al qual fins i tot després d'haver mort van anar a buscar el seu cadàver, el van desenterrar, van penjar-ne les despulles i el van esquarterar per traïdor a la pàtria. De la mateixa mena que Amill era el capità Francesc Bac de Roda, fill del coronel de miquelets Francesc Macià Bac de Roda, penjat a Vic el novembre de 1713 pels borbònics; aïrat per venjar al seu pare aquest ja no tenien gens de commiseració amb la població civil catalana saquejant a mansalva amb l'única finalitat de mantenir vius els seus miquelets i continuar matant soldats borbònics i als seus col·laboradors botiflers. Tals eren les seves atrocitats que els comissionats que se li van enviar des de Barcelona tornaren horroritzats denunciant que el fill de Bac de Roda «tenia la consciència ampla» i els seus homes «només anhelen inquietar i robar».
Si per l'historiador Sanpere i Miquel l'estratègia seguida inicialment pels borbònics cabia qualificar-la de «terrorisme militar», la guerra total que es va desencadenar a Catalunya durant la primavera de 1714 va provocar tals atrocitats entre la població civil que aquesta es va veure aixafada «entre dos terrorismes militars», el dels borbònics i el dels rebels. Per la seva banda el marquès del Poal intentava reconduir la situació sol·licitant a Barcelona llistes de botiflers als quals extorquir i confiscar els seus béns, ja que reconeixia en els seus informes que «el país està omís i contrari», que la gent de les viles —terroritzada pels excessos borbònics—, ja no els donaven suport ni amb sometents, ni amb queviures o que, en el pitjor dels casos, els hostilitzaven obertament mitjançant les armes. Al seu torn dins de Barcelona el radicalisme s'exacerbava; l'almirall francès Jean Baptiste du Casse va sol·licitar un intercanvi de presoners i el 20 de juny a les 8 del matí el sergent major Fèlix Nicolau Monjo i Corbera i el capità Marià Bassons —en les funcions de traductor—, van rebre al port a l'alferes de navili Monsieur de Moulin. Finalitzat l'intercanvi l'alferes francès els va retreure la seva obstinació per mantenir un defensa que ja no tenia futur matant a joves francesos en una guerra que Felip V i Carles d'Àustria havia donat per acabada. El sergent major li va respondre «Monsieur, aferrar els interessos a Sa Majestat Imperial haurà estat un bon o un mal partit. Si ha estat bo el cel ens protegirà i, encara que morim, la posteritat lloarà la nostra fermesa i ens compadirà. Si ha estat dolent, no ho millorarà el sotmetre'ns als espanyols així que, al fet pit, ens sepultarem sota les runes de la nostra ciutat».

### Arribada de l'exèrcit francès: principi de la fi

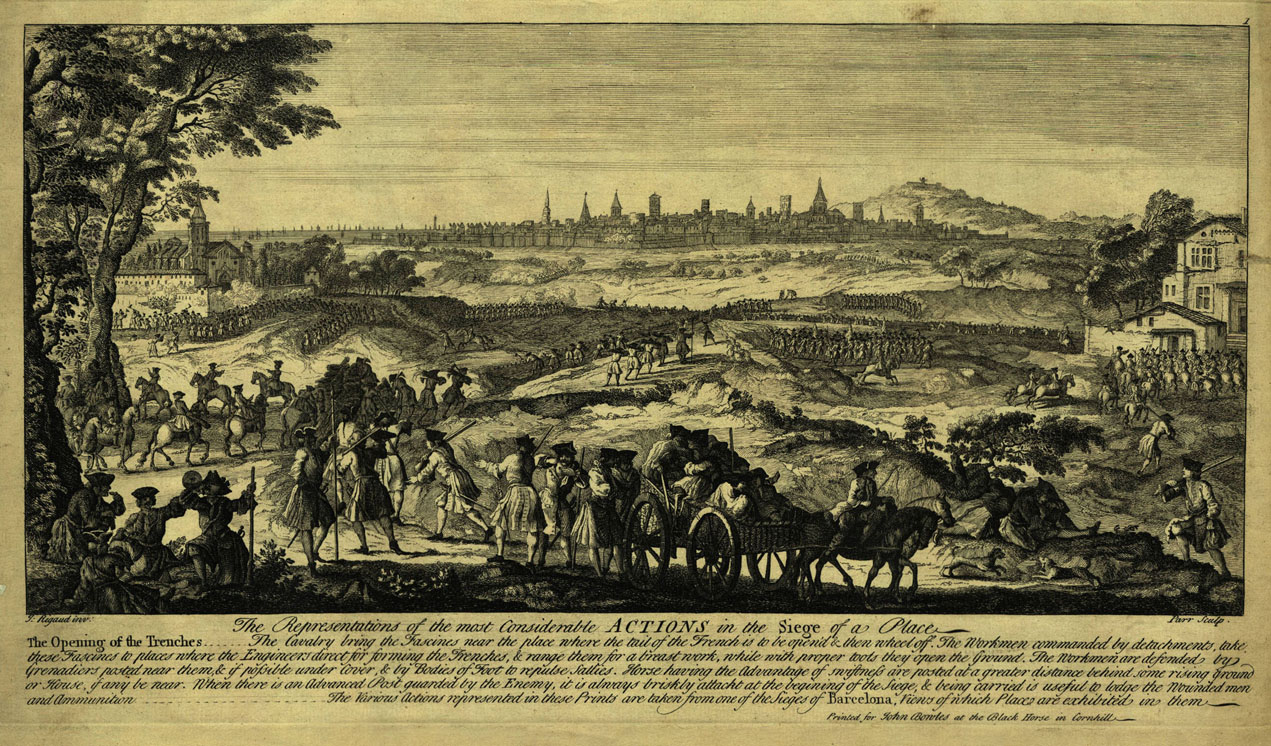
Obertura de la trinxera d'atac davant la muralla de Llevant de Barcelona iniciada durant la nit del 12 al 13 de juliol de 1714.

Després d'onze mesos d'infructuós bloqueig, finalment el 6 de juliol de 1714 el duc de Pópoli fou destituït en el general comandament borbònic essent substituït pel mariscal de França duc de Berwick. El mariscal portava 10 batallons de veterans francesos foguejats en les batalles de Ramillies, Malplaquet, i Denain, i que venien a sumar-se als cinc batallons arribats el 26 de juny, i que calia afegit al cos expedicionari francès que sota el comandament del marquès de Guerchy havia contribuït des del juliol del 1713 al bloqueig de la ciutat.
Totalitzaven al camp davant de Barcelona 40 batallons d'infanteria francesa que, sumats a les tropes espanyoles de Felip V, arribaven als 40.000 homes, tants com tots els habitants de la ciutat de Barcelona, i que calia sumar als 30.000 que controlaven la resta del Principat de Catalunya. La plana major que acompanyava el duc la formaven entre d'altres el tinent general Richard de Dillon, el tinent general Philibert le Danois de Joffreville, el tinent general Jacques-Joseph Vipart de Silly, i el tinent general Joseph François de La Croix de Castries, els mariscals de camp Jean-Baptiste Louis Andrault de Maulévrier, François-Marie de Broglie, Charles de Rochechouart, així com els brigadieres Courten, Sauneboeuf, Sanzay, Jousse, Balincourt, Espourch, Rubercy, Nonant, Roussy i Valliere.
Entre els regiments destinats al setge de Barcelona destacaven el Normandie, Vielle-Marine, Anjou, La Reine, Orléans, La Couronne, La Marche, Ile de France, Ponthieu, Courten o Castelart, tots llorejats en els camps de batalla d'Europa. L'imprescindible cos d'enginyers francesos arribat unes setmanes abans estava sota la direcció del tinent general Dupuy-Vauban, secundat per Lozières d'Astier i els brigadieres Desroces, Duverger, de Biancolelly, de Chelays i Thibergean, amb un tren d'artilleria que sumava 87 canons i 33 morters. Finalment la flota francesa va tancar la bocana del port de Barcelona iniciant la ràpida asfíxia de la ciutat. El panorama que oferia el desplegament militar francès pel camp de Barcelona davant la mirada del conseller en Cap Rafael Casanova i la «Junta dels 24» des de dalt de les muralles va fer comprendre que després d'un any de banes esperances l'hecatombe final s'acostava.

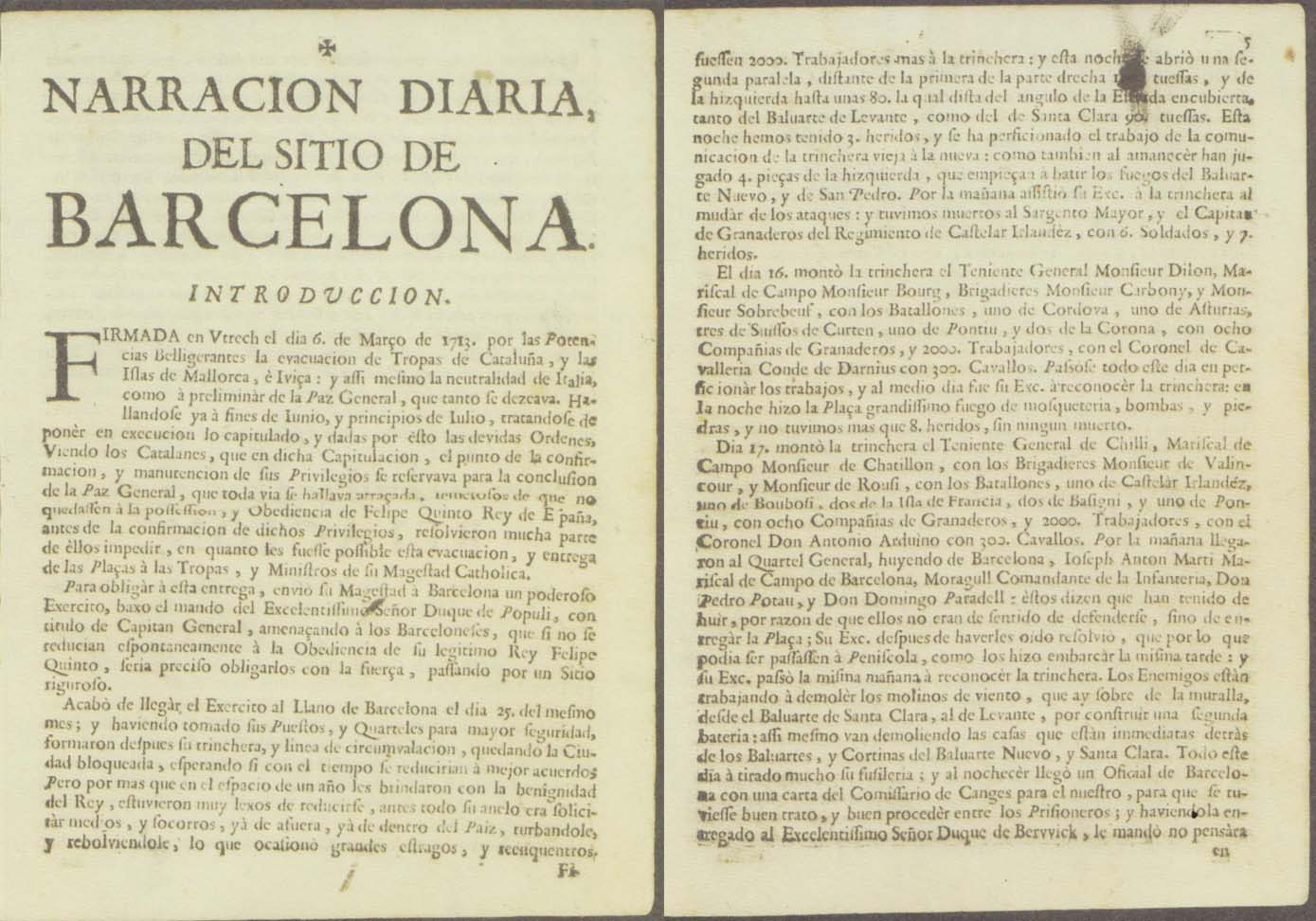
Pàgines 1 i 5 de la «Narració diària del setge de Barcelona», versió oficial borbònica de la contesa. Imprès a Girona pel francès Gabriel Bro a finals d'octubre de 1714 traduint el «Journal du siège de Barcelonne» de l'enginyer Lozieres d'Astier, qui va anotar en el seu diari el 17 de juliol de 1714 les desercions del general Josep Antoni Martí i el brigadier Josep Moragull.

Berwick va descartar completament l'estratègia que fins llavors havia seguit l'anterior general comandant borbònic, el destituït Duc de Pópoli, respecte d'intentar conquerir Montjuïc. Per contra, va centrar la seva atenció just a l'altre costat de la ciutat, davant la muralla de Llevant, on el terreny pantanós facilitava l'excavació. Va ordenar obrir la Trinxera d'Atac la nit del 12 al 13 de juliol emprant a centenars de treballadors forçats: era la primera paral·lela; el compte enrere havia començat. L'endemà el general comandant Antonio de Villarroel va planejar una sortida des de la plaça per atacar i retardar l'avanç borbònic però, cada vegada més convençut que hi havia un espia infiltrat entre els seus oficials, no va informar a ningú de l'operació, ni tampoc a la «Junta Superior Secreta» davant la qual tenia l'obligació d'exposar prèviament totes les seves accions.
Tot el contrari, va convocar els seus oficials perquè es reunissin a Montjuïc on els anava a oferir un banquet. La informació va arribar al conseller en Cap Rafael Casanova qui, indignat, va exigir explicacions de per què es feia un banquet mentre es deixava avançar als borbònics sense cap oposició. Aleshores Villarroel es va veure obligat a exposar el seu pla d'atac secret al conseller en Cap, qui immediatament li va oferir dos batallons sencers de la Coronela de Barcelona per lluitar. Villarroel però els va rebutjar desconfiant —novament— de l'efectivitat dels milicians —civils armats— de la Coronela de Barcelona en un atac a camp obert; va tornar-li a exposar a Casanova que era millor reservar la Coronela per a accions defensives, i al·legà que per l'atac només empraria als militars professionals sota les seves ordres. L'atac a la primera paral·lela es va realitzar al migdia i, encara que efectiu, va causar grans baixes entre les tropes catalanes sense que això retardés l'avanç incessant dels enginyers francesos. Tres dies després ja obrien la segona trinxera paral·lela. Hi allí hi instal·laren tot el tren d'artilleria francesa que va començar a batre directament contra la muralla de Llevant obrint les primeres bretxes.
A l'interior de la ciutat la «Junta de Teòlegs» va iniciar la seva comesa ordenant novenes, pregàries del rosari i altres demostracions de fervor col·lectiu a què es va lliurar devotament tant el poble com els polítics. Mentrestant dos alts oficials de l'exèrcit es van reunir secretament a Montjuïc, el general Josep Antoni Martí i el brigadier Josep Moragull hi van exposar al coronel Pau Thoar, governador de l'estratègica fortalesa, que amb l'arribada dels francesos la caiguda de Barcelona era inevitable, que totes les promeses sobre l'auxili de Carles d'Àustria havien resultat ser falses, que els fanàtics la «Junta dels 24» els immolarien a tots sota les ruïnes de la ciutat i que l'exèrcit havia de fer alguna cosa per evitar-ho. Tot i coincidir amb ells el coronel Pau Thoar rebutjà implicar-se en un cop, per bé que romangué callat i no informà a la «Junta dels 24» de la conspiració que s'estava tramant.
Finalment, en no comptar amb el suport del governador de Montjuïc, el 16 de juliol el general Josep Antoni Martí i el brigadier Josep Moragull, juntament amb diversos oficials de la seva confiança s'endinssaren en meitat de la nit en el camp borbònic. Detinguts i portats davant la presència del duc de Berwick, el general Martí li exposà el seu pla: si li deixava 1.500 granaders borbònics prendria per sorpresa la fortalesa de Montjuïc aquella mateixa nit, de manera que l'endemà al matí tindria rendida Barcelona als seus peus acabant ja amb aquell inútil vessament de sang. Tanmateix, Berwick, desconfiat, va rebutjar l'oferiment tement un estratagema dels assetjats. Va ordenar que els empresonessin en un vaixell francès i que els portessin a les presons de Peníscola. La deserció no fou descoberta fins a l'endemà al matí, 17 de juliol. La «Junta dels 24», commocionada i tement una nova conjura dels militars per forçar una capitulació va donar el toc d'alerta doblant les guàrdies a tots els portals de la ciutat. El conseller en Cap Rafael Casanova va instar a la immediata destitució del governador de Montjuïc, el coronel Pau Thoar. Villarroel va accedir-hi assignant-li plaça en el regiment de la Concepció sota la seva directa supervisió i, per dissipar qualsevol sospita de complicitat amb els desertors, va manar publicar un ban amb ordres de captura contra ells.

### L'esquadra britànica a punt d'atacar Barcelona

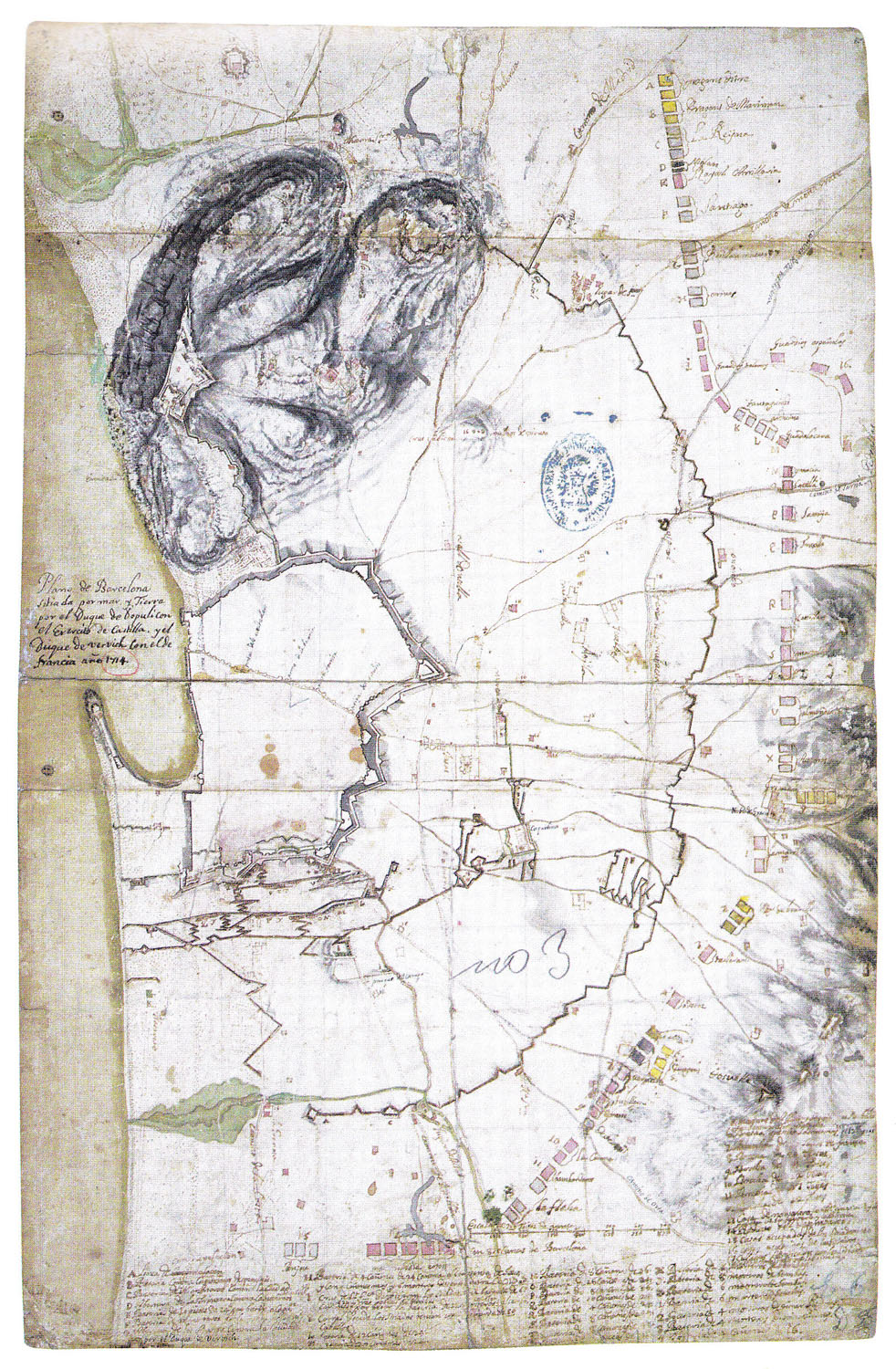
«Plànol de Barcelona assetjada per mar i Terra pel Duc de Populi amb l'Exercito de Castella, i el duc de vervich'‘[sic]'‘amb el de França 1714»

A Barcelona, amb la moral de la població ensorrant-se, arribaren des de Viena notícies encara més funestes. El primer ministre Ramon de Vilana Perlas va informar tant al virrei austriacista de Mallorca —el marquès de Rubí— com al comissionat austríac a Barcelona —Joan Francesc de Verneda— que havia rebut l'ambaixador a Londres Pau Ignasi Dalmases un avís assegurant que «l'esquadra britànica passa al Mediterrani amb el designi de concórrer i secundar la violència dels enemics».
Així mateix els advertia a tots dos que no tinguessin cap esperança sobre cap tipus d'ajuda de Carles d'Àustria, ni navilis, ni tropes; que l'emperador assegurava que enviar socors militars vulneraria el Tractat d'evacuació de Catalunya, fet que serviria de pretext perfecte als anglesos per atacar-los obertament; els notificava amb dolor que si era cert que la missió de l'esquadra anglesa era «facilitar la rendició o presa de Barcelona i Illes de Mallorca i Eivissa», l'emperador no desitjava sota cap pretext el «sacrifici extrem dels seus naturals»; havien fet el possible tractant d'esquivar les pressions britàniques però Carles d'Àustria es negava que els dirigents de Barcelona portessin la ciutat fins a un absurd «sacrifici, exposant al rigor i al ganivet a tantes innocents vides, i a una ciutat la memòria de la qual ja digne d'eternitzar-se sense contingència de la seva última i total ruïna». Finalitzava anunciant l'enviament de la «Instrucció Imperial» que Carles d'Àustria havia decretat, així com comissions i credencials pel general Villarroel perquè «es facilités amb l'ús d'ells el possible arbitri contra la desgràcia».
No obstant això Vilana Perlas els exhorataba que no perdessin l'esperança, que encara no se sabia amb certesa quines eren les ordres que seguiria l'esquadra britànica, que el Tractat de Rastatt encara estava pendent de ratificar-se mitjançant un Pau Universal al Congrés de Baden, on es podria resoldre finalment el «Cas dels catalans». El comissari austríac Verneda va informar de les desastroses notícies arribades de Viena a la «Junta Superior Secreta» formada pel conseller en Cap Rafael Casanova, el baró d'Almenara, Félix Teixidor i Sastre, l'arxidiaca d'Andorra Josep Asprer i Arena i el marquès de Barberà. Aquests resolgueren mantenir-ho en el més absolut secret. No van informar a ningú —ocultant-ho inclús altres membres de la «Junta dels 24»-, mantenint-se expectants a l'espera del que faria l'esquadra britànica quan arribés a Barcelona.
I és que la salut de la reina Anna de la Gran Bretanya s'havia deteriorat greument i tots esperaven que morís en breu. Com que no havia tingut fills, el partit whig, aliat amb la facció protestant del partit tory', havia aconseguit que el successor del tron britànic fos de la Casa de Hannover, qui al seu torn era aliat de Carles d'Àustria. Amb aquest escenari favorable a Londres els whigs havien començat a atacat al secretari d'estat Bolingbroke pel «Cas dels catalans» i lord Halifax i lord Cowper havien denunciat a la Cambra dels Lords que «la Corona de la Gran Bretanya havia induït els catalans a declarar-se per la Casa d'Àustria, i havent-se compromès a sostenir-los, han de complir-se tals compromisos».
Alarmat pel gir diplomàtic britànic, l'enviat espanyol a Londres Patricio Laules informà de les greus notícies a la cort de Madrid: «Lord Bolingbroke, de l'altra part, va sostenir que la Reina havia fet tot el que d'ella depenia per obtenir aquests privilegis, però Sa Majestat Catòlica [Felip V] havia estat inflexible sobre aquest punt. Va afegir que Anglaterra mai no hauria obtingut els avantatges aconseguits en els Tractats de Pau i de Comerç amb Espanya si Sa Majestat Britànica hagués insistit en la defensa dels catalans». Després d'acalorats discursos els Lords havien forçat l'aprovació d'una resolució perquè «es continués la interposició en el seu auxili d'una manera més contundent». Bolingbroke, acorralat, finalment va enviar una carta urgent a l'almirall Wishart demanant-li que, passés el que passés davant Barcelona, no obeís les ordres de la reina d'atacar la ciutat. Wishart va rebre aquesta carta mentre fondejava a Alacant i, desconcertat, va convocar a consell de guerra a tots els oficials perquè deliberaran si havien d'obeir les comissions firmades per la reina on els ordenava atacar Barcelona, o a la carta del secretari d'estat on els demanava d'incomplir una ordre reial; finalment varen prendre una resolució. El 21 de juliol de 1714 Barcelona es va despertar amb l'esquadra britànica davant del port amb banderes de guerra al vent.

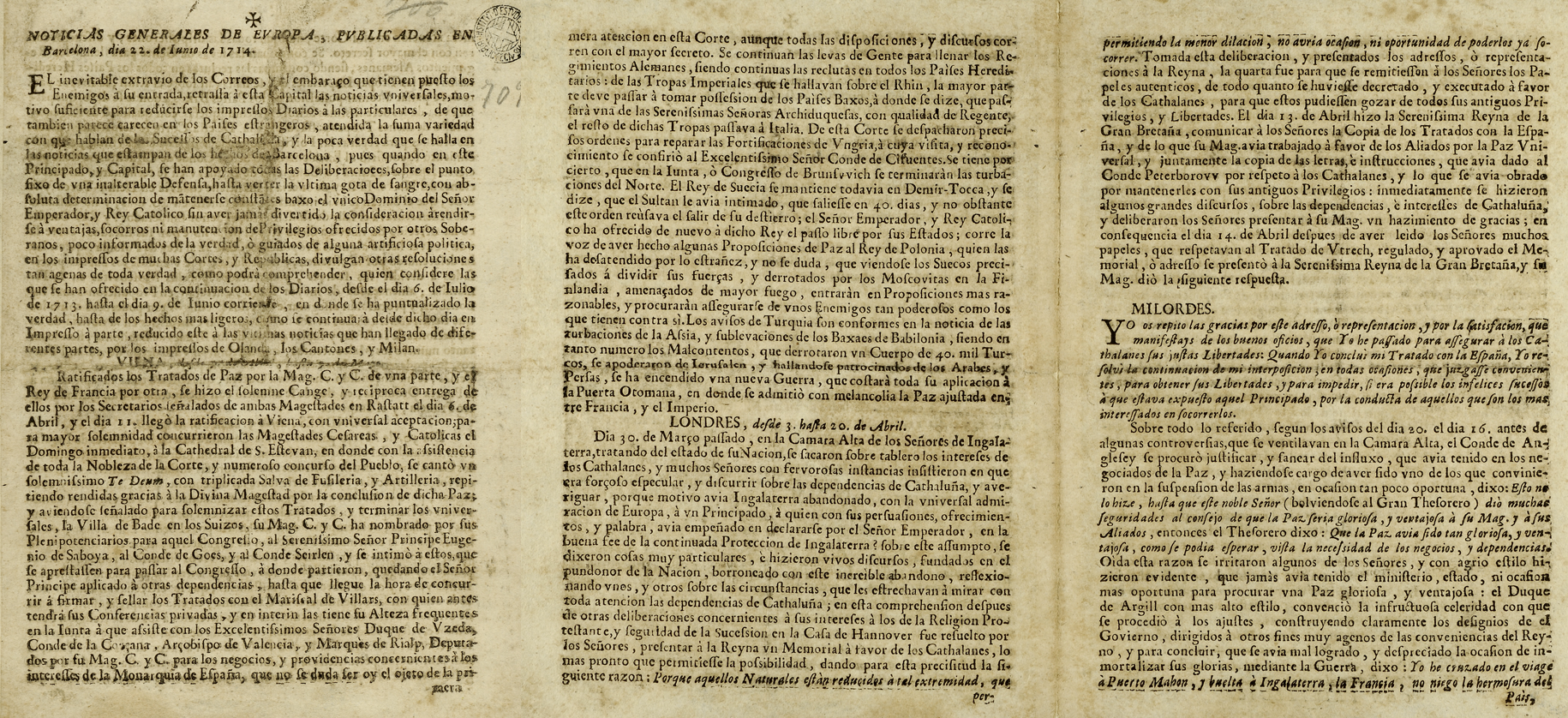
El butlletí «Notícies generals d'Europa, publicades a Barcelona, dia 22 de Inuio de 1714» editat per Rafael Figueró i Jolís recollia les notícies arribades de Londres sobre l'ofensiva whig referent al «Cas dels catalans».

Des de les muralles els barcelonins van seguir expectants com des dels navilis anglesos dues xalupes passaven al desembarcador francès. Després d'hores de tensió no va passar res més fins al vespre. L'endemà el bombardeig borbònic sobre Barcelona va cessar completament i un bot anglès va arribar al moll sol·licitant conferenciar amb el comandant militar de la plaça i els magistrats de la ciutat. Villarroel va enviar al seu ajudant Martin de Zubiria, que va tornar acompanyant del comodor Thomas Gordon. En desembarcar se li van presentar armes, es van batre caixes, i va ser conduït a la casa de la ciutat on el consistori de consellers li va concedir audiència; aquell els va lliurar la documentació de l'almirall Wishart denunciant els seus atacs corsaris contra els mercaders anglesos. Finalitzada l'audiència Gordon va ser rebut per Villarroel qui el va convidar a menjar a la seva taula abans de tornar al seu navili.
L'endemà, 23 de juliol, el comodor Gordon va tornar a la plaça, i després de menjar amb el coronel Dalmau, els consellers li van lliurar els documents que demostraven que no s'havia faltat al dret de gents, que a l'únic mercant anglès que havien atacat —requisant el seu carregament de sal—, li havien pagat «amb la nostra millor moneda al seu cabal satisfacció». I també van denunciar que «les veus que han fet escampar a Europa de les nostres pirateries, no són sinó invencions dels nostres enemics, per fer-nos odiosos per tot el món i destorbar el que no es negociï amb nosaltres, privant-nos de les coses necessàries per a la nostra subsistència i reduir-nos més aviat». Ja reembarcat el comodor anglès, els Tres Comuns enviaren a Martí de Zubiría perquè els lliurés una còpia de l'edicte mitjançant el qual prohibien a partir d'aquell dia que ningú assaltés, per cap concepte, a cap vaixell britànic.

### Dura política de Rafael Casanova

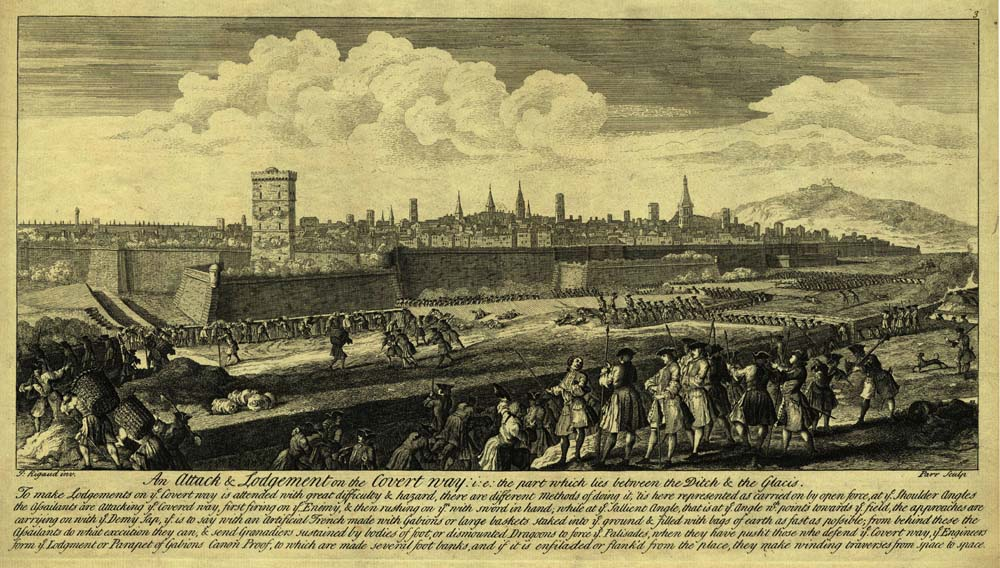
El mariscal de França duc de Berwick va obrir trinxera la nit del 12 al 13 de juliol emprant a centenars de treballadors forçats davant la muralla de Llevant, rebutjant per complet l'estratègia que durant un any havia seguit el fracassat duc de Pópoli

Només fer-se a la vela els navilis anglesos l'artilleria francesa va tornar a disparar contra les muralles de Barcelona. La moral de la població s'ensorrava i el nombre de desertors començava a ser alarmant. El 28 de juliol el conseller en Cap Rafael Casanova va decretar mitjançant ban la militarització total dels nens majors de 14 anys que es trobaven dins de la ciutat, ordenant que es presentessin a les 6 de matí a la Rambla de Barcelona; la no compareixença estava penada amb la presó. Un cop estigueren allí concentrats se'ls donà a triar entre allistar-se, o l'exèrcit, o la Coronela, i després se'ls expedí un certificat.
| « | De part de l'Excel·lentíssim Senyor conseller en Cap, Coronel i Governador d'aquesta plaça, fortalesa de Montjuïc, i les seves dependències: que com de present es troba la present ciutat molt oprimida dels seus enemics que la tenen assetjada i atacada per la part del Portal Nou, on pretenen obrir bretxa, i es necessita molt que tots assisteixin a la defensa de tan justa, i de tanta importància, per a la conservació d'ella, i a aquest fi, es fa indispensable, i de primera mira, la notícia a tots els naturals i habitants d'aquesta ciutat, tant dels que tenen armes com dels que no en tenen. Per això el dit Excel·lentíssim Senyor conseller en Cap, Coronel i Governador, seguint el resolt i deliberat per l'Excel·lentíssima Junta 9ª de Guerra, i persones associades, tinguda el dia present, es diu, amonesta i mana a tots generalment, de qualsevol grau o condició que siguin, tant naturals com forasters, que demà, que comptarem 29 del corrent mes de juliol, compareguin a les 6 hores del matí, a la Rambla, davant de la Universitat literària de la present ciutat, portant armes els que les tinguessin, i també els que no les tinguessin, els quals seran a partir dels 14 anys, exceptuant només els que ja estiguin servint a la Coronela, sota pena de presó i altres penes arbitràries a Sa Excel·lència. I perquè les dites coses siguin a tots notòries, mana Sa Excel·lència siguin fetes i publicades en el present ban, pels llocs acostumats de la present ciutat, i altres parts on convingui i sigui menester. Dr D. Rafael Casanova, conseller en Cap, Coronel i Governador | » |

A partir d'aquell dia als refractaris que foren sorpresos sense el corresponent certificat per les patrulles de control de la «Companyia de la Quietud», més coneguda com a «Companyia dels Matadors», se'ls detenia i destinava a fer guàrdia a les zones més exposades a l'artilleria francesa. Castellví va estimar que l'edicte de Rafael Casanova va suposar la incorporació de 2.165 nens i ancians a les files de la Coronela, quedant a partir de llavors sota la jurisdicció militar. El 31 de juliol les tropes del mariscal Berwick van acabar la tercera paral·lela de la Trinxera d'atac i coronaren el camí encobert; des de llavors els combats es van començar a lliurar al peu de les muralles mentre els sapadors borbònics van començar a cavar mines per sota dels baluards amb la intenció d'omplir-los d'explosius i volar pels aires l'enclavament. Tanmateix, malgrat l'avanç borbònic el radicalisme va anar en augment tal com va escriure el cavaller francès Jacques de Viguier, qui va presenciar com l'1 d'agost de 1714 un grup d'estudiants va alçar un «drapeau noir avec un tête de mort blanche au milieu» —un bandera negra amb una calavera a mig— assenyalant que la ciutat mai capitularia.

### Predicant el miracle: «Del cel vindrà un exèrcit d'àngels»

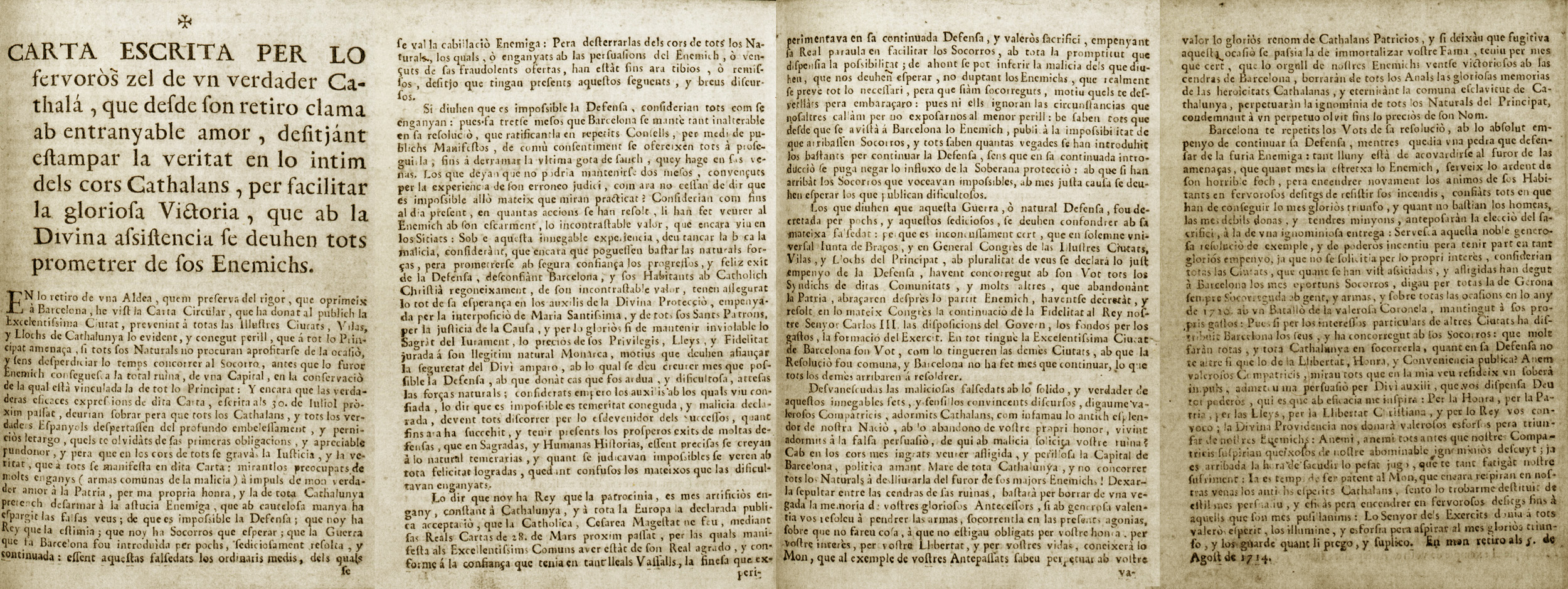
«Carta escrita pel fervorós zel d'un vertader Cathalà».
Propaganda publicada el 5 d'agost de 1714 on s'apel·lava a «tots los Cathalans» i també als «verdaders Espanyols» a fi que «sens desperdiciar lo temps concórrer al Socorro, antes que lo furor Enemich conseguesca la total ruina, de una Capital, en la conservació de la qual està vinculada la de tot lo Principat».
Es responia a les acusacions «que aquesta Guerra, o natural defensa» havia estat declarada per una minoria de radicals recordant que «en solemne universal Junta de Braços» «se declarà lo just empenyo de la defensa».
I amb retòrica nacionalista i religiosa es feia crida a continuar la guerra: «valerosos Compatricis, adormits Cathalans, com infamau lo antich esplendor de nostra Nació», «la memoria de vostres gloriosos Antecessors», «per vostre Llibertat», «perpetuar ab vostre valor lo gloriós renom de Cathalans Patricios», «anteposaran la elecció del sacrifici, à la de una ignominiosa entrega», «gloriós empenyo», «sa Defensa no te altre fi que lo de la Llibertat, Honra, y Conveniencia publica», «Divi auxili», «Deu tot poderós», «Ja es temps de fer patent al Mon, que encara respiran en nostras venas los antichs esperits Cathalans».

El vicari general Josep Rifòs distribuí una legió de frares per tota la ciutat, a les places públiques, a les casernes, i en els baluards on es combatia perquè amb les seves prèdiques mantinguessin ferma la fe en el triomf final. Entre aquests es destacaren els carmelites descalços Josep de Crist i Joan Aleu, el misionista Josep Jofreu, el vicari de l'església de Santa Maria del Pi Miguel Busquets i els seus beneficiats Francesc Galvany i Ramón Rossell, el rector de Santa Maria del Mar Magí Simó i el de la catedral Maurici Andreu, el prior de la Casa de misericòrdia de Barcelona Figueró, i el trinitari Joan Malaver. També col·laboraren per escrit el trinitari descalç Josep de la Mare de Déu —a qui els borbònics acusaren «d'haver escrit papers i estat gazetista»—, i també el valencià fra Alcantarilla «excitador del poble que va causar gran dany des de la trona i fora d'ella, per ser home docte i un dels autors del paper sediciós amb el títol de Despertador de Catalunya».
Encara amb més devoció —si era possible—, es lliuraren a les prèdiques els dominics Josep Bons, Josep Cabrera, Josep Llampillas i Tomàs Torrens. Aquests van erigir tres púlpits a les principals places de la ciutat —Sant Pere, el Born i les Rambles— on predicaven davant d'una multitud de dones i artesans als quals donaven esperances profetitzant l'imminent alliberament de la seva ciutat. En paraules dels borbònics, eren «predicadors continus del Roser, excitant al poble amb falsos dogmes, miracles i profecies per mantenir al poble obstinat en la seva rebel·lió i fent-los resar i oferir oracions pel Poal, Ermengol i altres cabdills, perquè tinguessin forces per destruir les tropes del Rei i altres malignes circumstàncies». Es va significar entre tots fra Tomàs Torrens, qui des del seu púlpit a la «Plaça de les Herbes» —pla d'en Llull— al costat de la piràmide del Born escampava els «seus furors i les seves declamacions» predicant «sovint fins a tres vegades al dia, amb extremada vehemència» profetitzant que «del cel vindria un exèrcit d'àngels per alliberar la ciutat». Per convocar el dit exèrcit celestial «va fer 3 novenes les quals acabaven sempre amb una processó, en la qual homes i les dones, nus de peus i amb els instruments de la penitència, assistien per a una comunió general». Després de la primera novena l'exèrcit d'àngels no es va encarnar, raó per la qual va proposar una segona novena que no va ser menys infructuosa que la primera; seguint les directrius de la «Junta dels 24» perquè guanyessin temps i perllonguessin la resistència tant com els fos possible fra Tomàs Torrens va convocar una tercera novena, i enmig ella estava quan l'11 de setembre es va llançar l'assalt general borbònic, insistint a persuadir-los «que Déu no deixaria de manifestar el seu poder en favor de la ciutat, que tan fidel li era i que tan pur culte li dona».

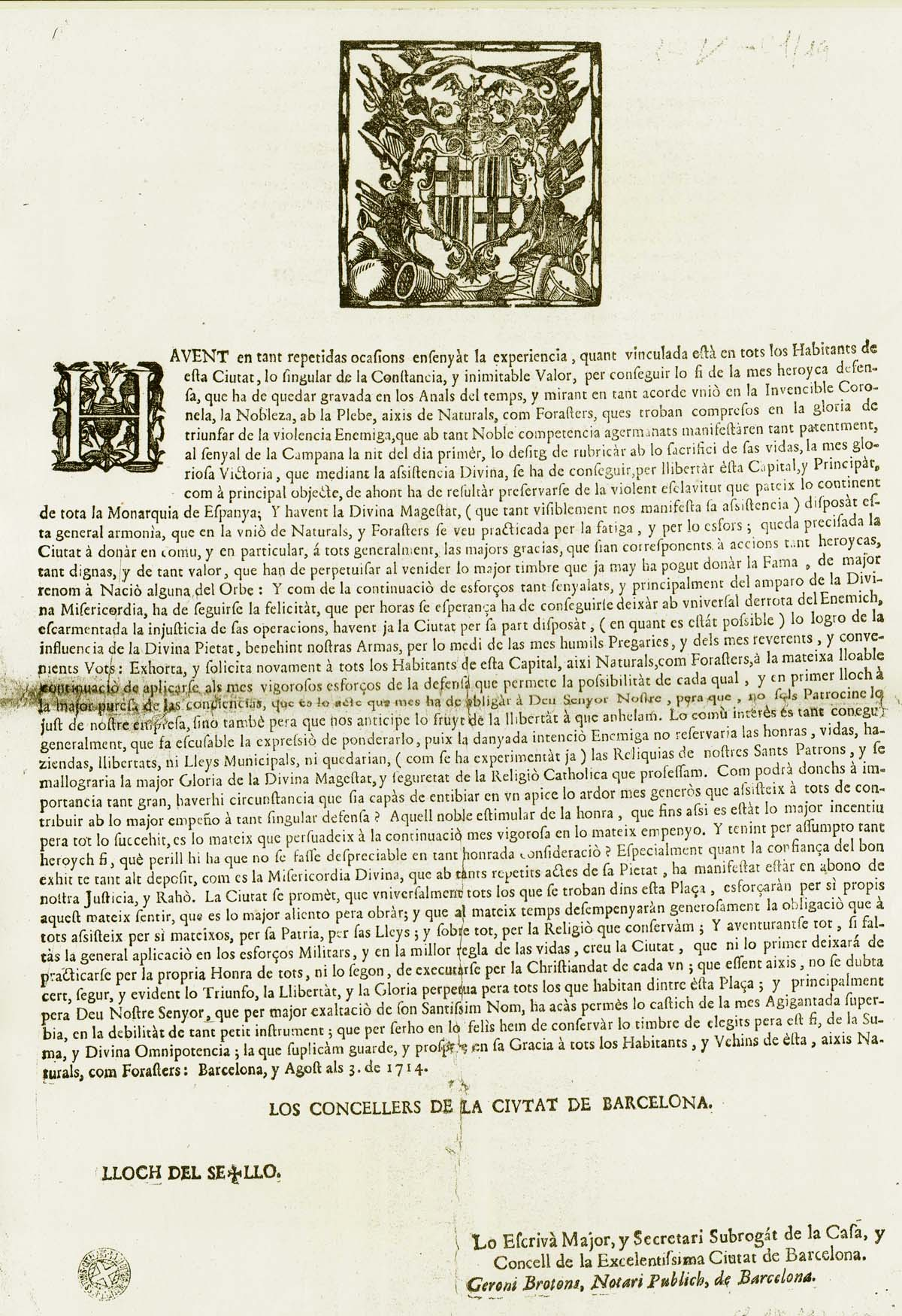
Propaganda dels consellers exhortant a «naturals i forasters» el 3 d'agost de 1714.

La culminació d'aquests ritus catòlics es va produir el 2 d'agost del 1714, quan Rafael Casanova i la resta de consellers, acompanyats pels altres dos comuns, van combregar públicament, fent acte de confessió i contrició, manifestant el seu penediment per haver confiat en els anglesos i «gents contràries a la santa fe i religió catòlica». Els Tres Comuns de Catalunya van jurar aplicar la «Instrucció Directiva per temperar el rigor de la Justícia Divina» redactada per la «Junta de Teòlegs», que estipulava que des de llavors a Barcelona es regularien els vestits de les dones, es clausurarien les cases de jocs i les pistes de trinquet, no es permetrien les comèdies als teatres, ni els balls per carnestoltes, i que a partir d'aleshores la «Junta de Teòlegs» vetllaria per la decència de la, en altre temps, llibertina Barcelona, extirpant els pecats públics de la ciutat pels quals ara era castigada. Fets els vots esperaven que la Divina Misericòrdia obrés el miracle final de l'alliberament. El fanatisme religiós que governava la ciutat va ser descrit per l'historiador i filòsof Voltaire: «Els assetjats es defensaven amb un coratge fortificat pel fanatisme. Els sacerdots, els capellans, corrien amb les armes i cap a les bretxes, com si es tractés d'una guerra de religió».
Com va assenyalar l'historiador Sanpere i Miquel, fanàtics eren els dirigents de Barcelona, i fanatitzats van acabar els barcelonins. Un any de bloqueig, els continus vaivens polítics, la devoció religiosa, l'implacable avanç del setge, la creença de ser un poble escollit i les profecies d'ermitans i homes sants que ho confirmaven acabaren per suggestionar a tothom en la convicció que si aconseguien mantenir la defensa el temps suficient, al final el miracle de l'alliberament ocorreria. Per a l'historiador, la fermesa en aquesta creença ho evidencia les draconianes decisions polítiques que «Junta dels 24» va arribar a prendre portant a Barcelona just a l'abisme d'una l'hecatombe total l'11 de setembre, un desastre que només la interposició del general Villarroel va poder evitar en el darrer moment.
El 9 d'agost el conseller en Cap Rafael Casanova reconeixia novament la primera línia de combats a la muralla de Llevant i la travessera de defensa. La travessera era una immensa barricada aixecada a manera de segona muralla que s'alçava darrere d'aquella. Per construir-la la «Junta dels 24» va ordenar que els barcelonins demolissin les seves pròpies cases i que amb les runes batissin la travessera de defensa en la construcció de la qual havien de participar tots els civils, majoritàriament ancians, dones i nens menors de 14 anys. Després d'inspeccionar els treballs a la travessera Rafael Casanova va ser alertat pels oficials del creixent nombre de milicians que faltaven als seus llocs, davant la qual cosa ordenà que aquells que no complissin amb el seu deure se'ls detingués i se'ls destinés als paratges més exposats al foc borbònic.

### Rebuig al Pla Vilana-Perlas i a la «Instrucció Imperial»

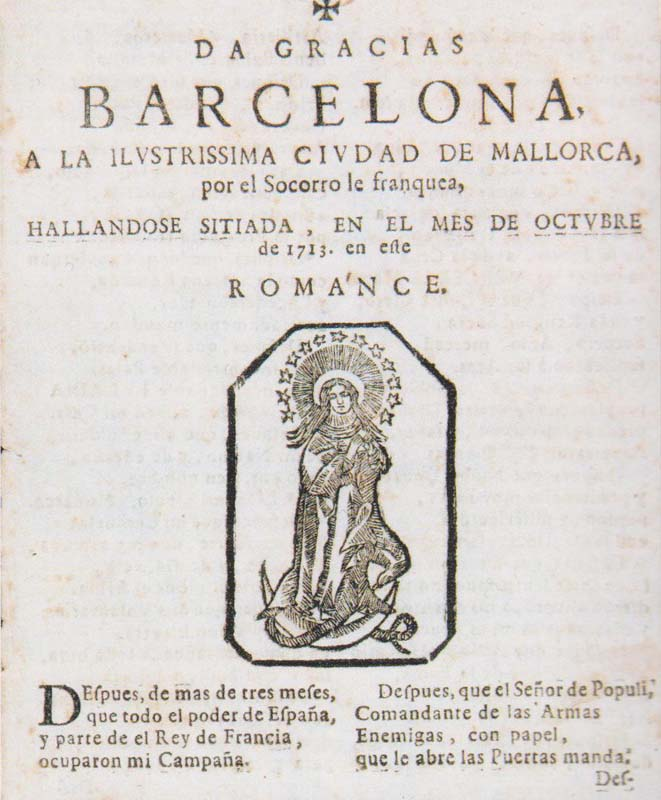
La contribució del regne de Mallorca sota el domini del virrei austriacista el marquès de Rubí mitjançant l'enviament de combois amb pertrets, armament i municions va ser vital per mantenir setge de Barcelona. Romanç d'agraïment «Dona gràcies Barcelona a l'Il·lustríssima Ciutat de Mallorca pel socors li franqueja, trobant-se assetjada, al mes d'octubre de 1713».

L'esquadra britànica també s'havia dirigit a Mallorca on va realitzar els mateixos advertiments per acabar amb els assalts als mercants anglesos. Després de constatar que no atacarien l'illa, el virrei austriacista de l'illa —el marquès de Rubí— va seguir el pla ideat per Ramon Vilana Perlas per guanyar-se la complicitat britànica i evitar que el Principat de Catalunya i el regne de Mallorca caiguessin sota el domini de Felip V. El 2 agost el comissionat austríac a Barcelona Verneda va rebre carta del marquès de Rubí detallant el pla, el qual consistia a proposar a l'almirall anglès que desembarqués i ocupés militarment amb les seves tropes Barcelona, forçant així una suspensió d'armes amb els francesos. Quedant Barcelona sota control militar britànic immediatament després es formarien una nova junta de govern polític presidida pel governador de Catalunya garantint l'aplicació de les Constitucions de Catalunya. La ciutat romandria amb guarnició militar britànica protegida de l'atac borbònic i com a dipòsit fins que se signés la Pau Universal entre la Casa d'Àustria i la Casa de Borbó al Congrés de Baden resolent-se el «Cas dels catalans». En el tractat es determinaria sota el domini que sobirà havien de quedar tant Catalunya com Mallorca —ja fos Carles d'Àustria o algun tercer—, i mentrestant la reina d'Anglaterra exerciria la seva obligació com a garant de les Constitucions de Catalunya.
Rebuda la carta Verneda ho va comunicar immediatament a la «Junta Superior», els membres de la qual, després de llarga discussió, van rebutjar el pla ideat per Ramon Vilana Perlas al·legant tant la dificultat per atorgar poders, com la nul·la confiança en les promeses britàniques, resolent finalment que tot quedés sota secret per evitar xafarderies. Altrament l'endemà 3 d'agost Verneda va rebre una nova carta del marquès de Rubí en què se li comunicava que l'almirall anglès també havia rebutjat el pla d'ocupar militarment Barcelona, accedint però a comunicar-ho a la cort de Londres. Allí l'ambaixador català Dalmases, un cop informat del pla de Vilana Perles, es lamentava que «això hagués estat bé que s'hagués pensat, tractat i ajustat el mes de març de l'any passat, quan els ministres imperials, amb la concurrència dels d'Anglaterra, van signar i van convenir l'evacuació de Catalunya. Hagués estat bé que s'hagués convingut a Rastatt, en aquella pau on no es va parlar res de Catalunya, i hagués estat bé que s'hagués ajustat ja al congrés de Baden».
Dos dies després, el 5 d'agost, va arribar a Barcelona la «Instrucció Imperial» de Carles d'Àustria. Aquest volia evitar com fos que el setge de Barcelona acabés en un bany de sang, un bany de sang del qual se sentiria responsable i culpable. En aquest sentit enviava comissions i credencials al general Villarroel perquè «es facilités amb l'ús d'ells el possible arbitri contra la desgràcia». En suma, Carles d'Àustria proposava negociar la capitulació de Barcelona renunciant al domini de Catalunya en favor de Felip V a canvi que aquest mantingués els seus furs, i proposava com a peça de negociació el regne de Mallorca que encara romania sota el seu domini. La «Instrucció Imperial» la portava el coronel d'infanteria Juan Francisco Ferrer —qui malgrat el seu cognom era un militar navarrès nascut a Corella—, que havia abandonat Barcelona amb les tropes austríaques el juliol de 1713 i que ara retornava des de Viena. Immediatament es va reunir amb el general Antonio de Villarroel i amb el comissionat austríac Verneda perquè iniciessin les negociacions de capitulació amb les tropes borbòniques i s'acabés amb tan innecessària carnisseria. Verneda va informar immediatament a la «Junta Superior i Secreta» que rebutjà totalment qualsevol tipus de negociació capitulació, així com la possibilitat de quedar sota el domini de Felip V fos el que fos allò que prometés sobre el manteniment de les constitucions. Així mateix li ordenaren que guardés total secret sobre«Instrucció Imperial» de Carles d'Àustria. Aquesta decisió va indignar Juan Francisco Ferrer que venia facultat de Viena per iniciar immediatament la capitulació amb Berwick. Aquest va començar a escampar veus proclamant que la resistència era inútil, que eren falses les notícies sobre un immediat comboi de socors enviat per Carles d'Àustria, i que calia negociar la capitulació abans no fos massa tard. Els Tres Comuns ordenaren al comissionat austríac Verneda que fes callar al coronel acabat d'arribar de Viena.

### Fracassats assalts borbònics contra Barcelona del 12, 13 i 14 d'agost

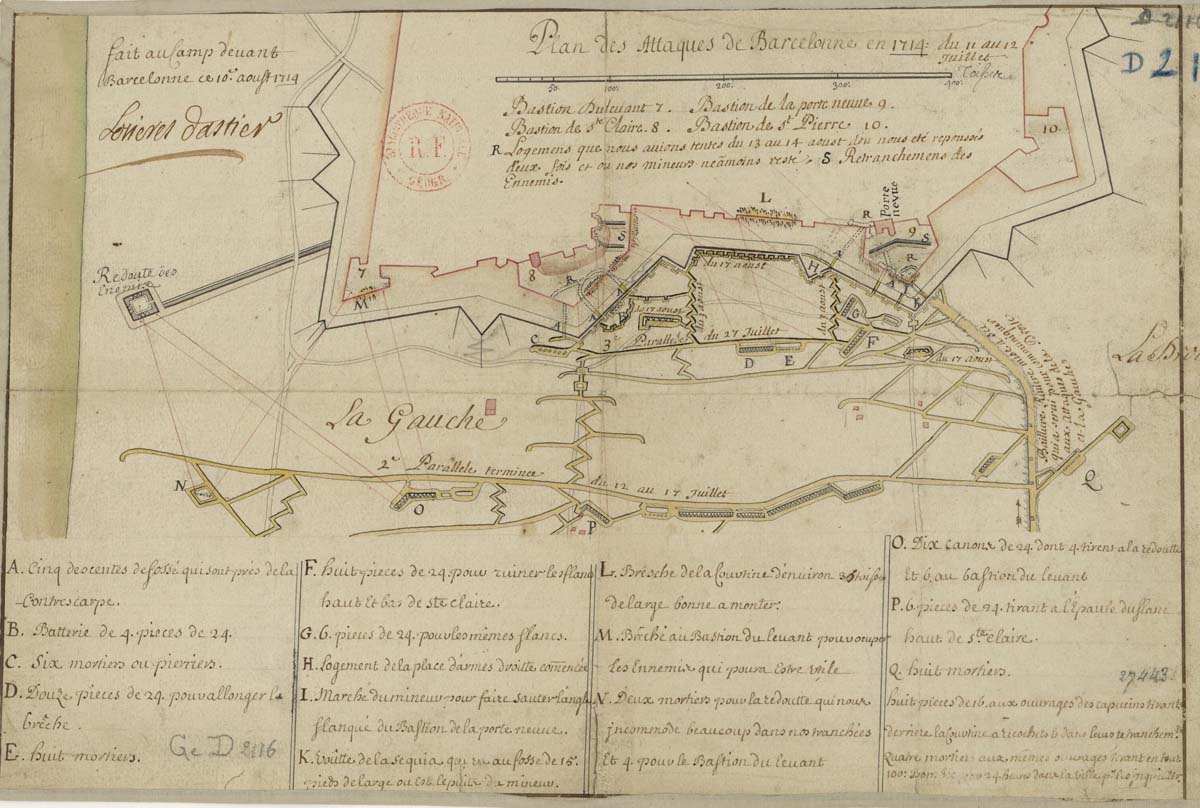
Pla de la Trinxera d'Atac realitzat el 10 d'agost de 1714 per l'enginyer Lozieres d' Astier. S'hi detallen la segona i tercera paral·lela davant els baluards del Portal Nou, Santa Clara i Llevant.

Pressionat per la cort de Madrid davant el perill que suposava la imminent mort de la reina Anna d'Anglaterra —l'1 d'agost havia quedat sense parla—, el mariscal duc de Berwick va ordenar l'assalt final contra Barcelona pel 12 d'agost. Entrada ja la foscor de la nit els minadors borbònics feren esclatar els explosius situats en la mina construïda sota el baluard del Portal Nou, baluard que va saltar pels aires quedant pràcticament en ruïnes; passats uns instants de confusió dels granaders borbònics es van llançar a l'assalt. Enmig del caos els supervivents de les dues companyies de milicians que allí estaven de guàrdia s'anaren retirant tan ordenadament com varen poder defensant rere els enderrocs i aconseguint així alentir l'avanç dels granaders borbònics fins que van rebre els reforços dels soldats de l'exèrcit català que es trobaven de cos de reserva al convent Sant Agustí i a la travessera. Llavors els soldats recolzats pels milicians es van llançar al contraatac sota la cobertura de la bateria d'artilleria del baluard de Sant Pere, aconseguint expulsar els assaltants. Perdut l'enclavament les tropes borbòniques tornaren a llançar diverses onades de gent fresca però havent estat reforçats els defensors amb un altre batalló més de la Coronela de Barcelona i ja obert el dia l'assalt al baluard del Portal Nou fracassà.
Al mateix temps també s'assaltà el baluard de Santa Clara. A l'artilleria francesa li havia resultat impossible batre'l però els enginyers n'havien minat la part frontal possibilitant el seu assalt per la rampa formada pels despreniments. Donada la seva precària situació estava custodiat per tres companyies: la 3a del II batalló de la Coronela de Barcelona a les ordres de Francesc de Bastero, la 7a del I batalló de Josep de Ferrer, i la major, la 8a del I batalló formada pels estudiants de lleis comandada pel catedràtic Marià Bassons. L'assalt dels granaders borbònics també es va perllongar fins a trencar la llum del dia i, també, va fracassar davant l'aferrissada oposició dels milicians de la Coronela que van ser reforçades immediatament per soldats de l'exèrcit a les ordres del tinent coronel Eudald Mas i Duran. Els combats van ser extremadament violents i les companyies borbòniques que s'havien llançat a pit descobert a l'assalt van quedar pràcticament exterminades patint 900 baixes.

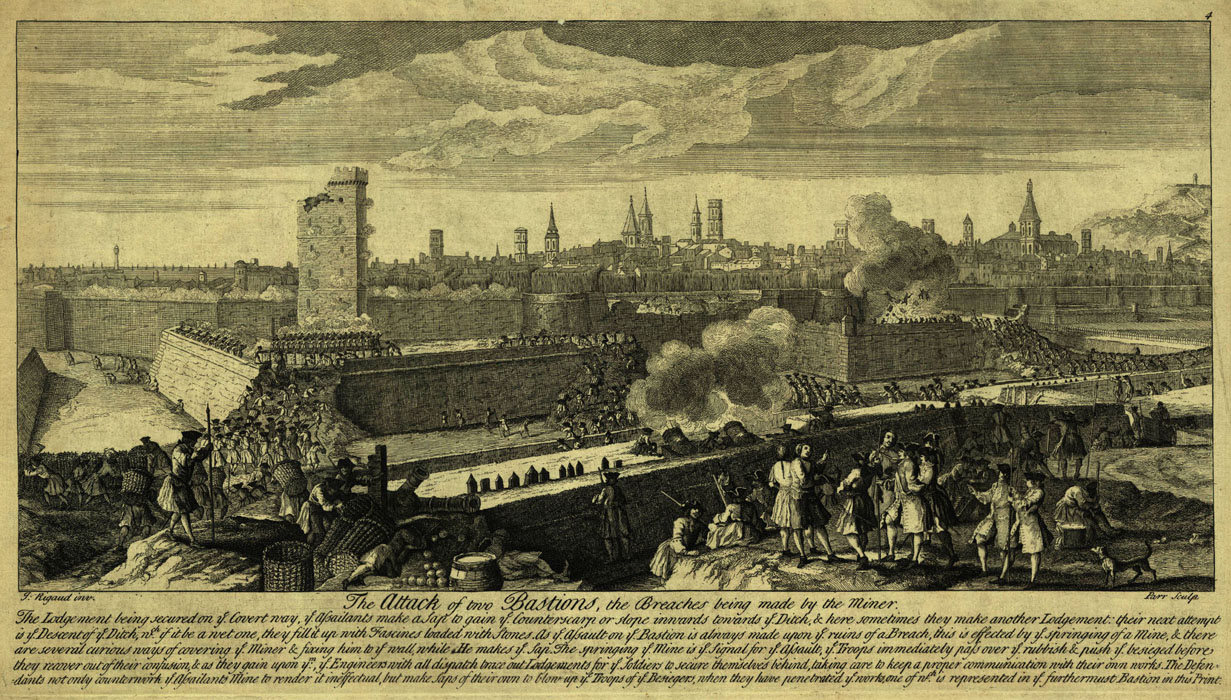
El mariscal de França duc de Berwick va llançar el primer assalt general contra Barcelona el 12 d'agost de 1714. Va ordenar un segon assalt general l'endemà a la nit, 13 d'agost, conquerint les tropes borbòniques el baluard de Santa Clara, del qual foren expulsades el matí del 14 d'agost. Tot i aconseguir la victòria, les baixes entre les tropes catalanes van ser altíssimes. En primer pla el baluard de Santa Clara i la torre de Sant Joan, a la dreta, el baluard del Portal Nou.

A les onze del matí del 13 d'agost es va procedir al relleu de les guàrdies; van entrar la 2a companyia del VI batalló a les ordres de Joan Francesc Masdéu, la 5a del mateix batalló a les ordres de Josep Mata, i la 9a del V batalló a les ordres del doctor Josep Fornés, essent reforçats amb 100 soldats de l'exèrcit. Varen prendre les seves posicions mentre eren retirats els cadàvers dels morts de la nit anterior. La tensió va ser extrema durant tot el dia i, efectivament, a les deu de la nit les tropes borbòniques llançaren un nou assalt. Van trencar les defenses massacrant a la 2a companyia del VI batalló morint també el capità, el tinent i l'alferes. Pres el baluard de Santa Clara els granaders borbònics van començar a fortificar-se dins d'ell. Davant la desesperada situació tres companyies de l'exèrcit comandades pel general Bellver i tot el II batalló de la Coronela comandats pel sergent major Fèlix Nicolau de Monjo i Corbera es llançaren al contraatac. Els soldats de l'exèrcit aconseguiren delmar als assaltants però l'inexpert batalló de milicians fou exterminat pels soldats borbònics. Veient l'enclavament perdut el conseller en Cap va ordenar que un altre batalló de la Coronela es llancés a l'atac però el general comandant Villarroel prohibí la participació de civils en armes assenyalant la seva escassa efectivitat. Després dialogar amb Rafael Casanova Villarroel va ordenar esperar fins que trenqués la llum del dia, moment en el qual va ordenar l'assalt al baluard, però només amb soldats de l'exèrcit, no amb milicians, destinant a l'avantguarda als miquelets catalans i els granaders aragonesos del regiment de Sant Miquel. Després d'hores de violents combats i càrregues suïcides durant tot el dia 13 els borbònics continuaven resistint a sang i foc al baluard de Santa Clara.
El matí del 14 d'agost es va procedir al relleu de les guàrdies de la Coronela, entrant la 8a del I batalló sota el comandament del doctor Marià Bassons, que ja havia estat lluitant allí el dia 12, i la 2a del III batalló a les ordres de Joan Boria. A la zona de la torre de Sant Joan va entrar-hi la 1a del III batalló a les ordres de Carles d'Oliver, reforçats amb 250 soldats de l'exèrcit del regiment de Sant Narcís comandats pel tinent coronel Joan de Llinàs. Les cinc companyies restants del III batalló es desplegaren pel tram de muralla més proper al baluard, mentre uns altres batallons de la Coronela a les ordres del tinent coronel Josep de Peguera i del sergent major Fèlix Nicolau de Monjo i Corbera es preparaven com a cos de reserva en els convents de Sant Francesc i de Sant Sebastià. Per completar l'assalt Villarroel va disposar que diverses peces d'artilleria fossin portades des de les muralles i apuntessin cap a l'interior del baluard de Santa Clara, ordenant que no fossin carregades amb bales sinó amb pots de metralla per devastar a les tropes franceses que s'amuntegaven a l'enclavament. Finalment va disposar a diverses companyies de miquelets i soldats aragonesos sumant un total de 1.000 homes per a l'atac. Quan aquest es va desencadenar l'artilleria va cosir a trets als francesos i després de successius assalts les tropes borbòniques van acabar retirant-se davant la carnisseria que estaven patint. Consternat pel fracàs de l'assalt general després de tres dies de combats el mariscal duc Berwick va justificar-se davant el seu rei Lluís XIV de França al·legant que «els enemics es defensen com desesperats».

### Agonia final de Barcelona: «Doneu-nos pa, doneu-nos pa!»

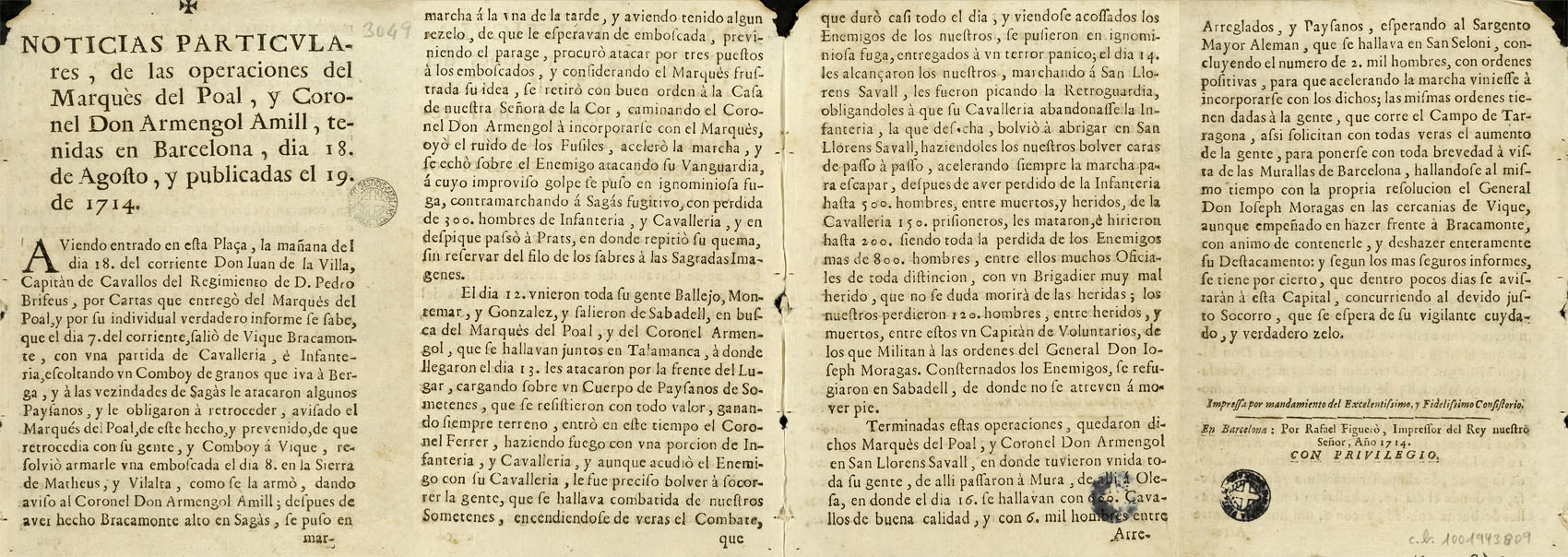
Butlletí especial de la Gazeta de Barcelona informant de la batalla de Talamanca i la ràpida arribada de les tropes del marquès del Poal.

Al mateix temps que a Barcelona es lluitava per rebutjar l'assalt borbònic a l'exterior les tropes del marquès del Poal lluitaven desesperadament per intentar arribar fins a la ciutat. La «Junta dels 24» havia ordenat al marquès del Poal que es deixés d'atacar combois i acudís amb tot el que pogués en el seu auxili. El marquès havia format un cos de 3.500 homes amb el qual va envestir de dret contra un destacament borbònic de 3.000 homes que els tallaven el pas del Llobregat, derrotant-los a la batalla de Talamanca i forçant-los a retirar-se fins a Sabadell. Les notícies de l'avanç de les tropes del marquès del Poal van arribar a l'assetjada ciutat el 18 d'agost i mentre els consellers ordenaren publicar un especial de la Gazeta de Barcelona per esperançar a la desmoralitzada població, el general Villarroel va enviar fora de la ciutat al seu ajudant Martí de Zubiría perquè informés al marquès del Poal de la tràgica situació que s'estava vivint a la ciutat. I és que el 15 d'agost, just després de derrotar l'assalt general borbònic, havia començat la gran fam: a Barcelona ja no hi quedaven aliments. Tal com ho va veure amb els seus ulls el capità Francesc de Castellví: «Els extrems de fam que varen patir els barcelonins no hi ha ploma que els pugui referir amb individualitat, però es pot considerar quin havia de ser la gana que moltes dones i nens, oprimits per la fam i tot i l'horror que tenien concebut dels assetjadors [borbònics], anaven cap a la línia de circumval·lació i els demanaven almoina i pas per poder anar dins del país. El duc de Berwick, informat, va fer donar una mica de pa a les dones, vells i nens, i els va manar tornar a la ciutat amb amenaces. Repetint-se la situació en els dies següents, i encara que el duc aparentava donar estretes ordres perquè no se'ls subministressin aliments, dissimulava que la pietat de molts oficials i soldats els socorreguessin donant-los menjar en la seva presència. L'autor [Francesc de Castellví] va parlar amb dones velles a qui els que havia succeït, i oficials i soldats que van executar aquest justíssim acte».

Nascut a Mataró el 1674, era un mercader vinculat al comerç atlàntic. El 1705 s'adherí a Carles d'Àustria i el 1709 fundà la Companyia Nova de Gibraltar essent nomenat Ciutadà Honrat de Barcelona el 1710. El juliol de 1713 fou membre de la «Junta dels 36» i el novembre fou extret conseller segon de Barcelona. Sota el mandat del conseller en Cap Rafael Casanova, va rivalitzar amb aquest sobre l'estratègia de la defensa. Encarregat del proveïment de la ciutat, aquell li va recriminar els seus errors fet que va aguditzar el seu enfrontament personal. El 15 de setembre va fugir a Gènova, d'on va tornar el 1716 quan se'l documenta a Barcelona al registre del Cadastre vivint en una casa pròpia a la Travessia del Cap dels Abaixadors a la plaça de la Basea, amb la dona, dos fills, cinc filles, una germana, un clergue, un criat i dues criades. Morí el 1733 a Vilassar de Dalt. 
El 20 d'agost el conseller en Cap i president de la Junta 9a de Guerra Rafael Casanova va convocar en ple a la «Junta dels 24» perquè els 8 membres de la Junta de Provisions expliquessin el que estava succeint amb el menjar. I el que va resultar va ser que el mes anterior els mercaders de la Junta de Provisions havia organitzat un gran comboi format per 45 naus carregades amb provisions i municions per assegurar que Barcelona pogués resistir folgadament fins al 1715. El comboi anava escortat per 10 fragates, 4 navilis de 30 canons i una galiota armada, tots al comandament del capità Castellar, que havia rebut ordres de Salvador Feliu de la Penya —conseller segon i president de la Junta de Provisions— prohibint que per cap concepte el navili Sant Francesc de Paula, el més carregat, quedés abandonat. I és que en aquest navili anaven els carregaments comprats amb la mateixa fortuna personal de Feliu de la Penya. La nit del 9 de juliol el comboi va arribar segons el previst a les costes de Castelldefels, moment de foscor més propici per entrar al port de Barcelona, ja que durant la nit la major part de les naus franceses es replegaven als seus ancoratges. Només faltava per arribar el Sant Francesc de Paula, que anava endarrerit; el capità Castellar va ordenar aturar tot el comboi en la seva espera. Quan finalment va arribar i van intentar l'entrada a Barcelona ja era de dia. Foren descoberts per les naus borbòniques que els van atacar amb tot el seu poder, aconseguint-ne escapar només les més naus petites, mentre caigueren capturats els 18 navilis de més carregament i el Sant Francesc de Paula.
Davant de tan colossal desastre Feliu de la Penya i els mercaders de la Junta de Provisions varen perdre gairebé tota la seva fortuna personal, encara que van prometre a Casanova que, malgrat desastre, la ciutat tindria subministraments per aguantar durant dos mesos fins a mitjans de setembre, moment en què armarien un altre comboi. Tanmateix, la realitat era que a mitjans d'agost ja no quedava menjar a la ciutat; l'únic que la Junta de Provisions estava subministrant a la població era un pa fet amb faves podrides que havien quedat al fons dels magatzems. Casanova va tornar a esclatar en còlera acusant novament a Feliu de la Penya d'incompetent, d'haver primat els seus interessos particulars davant dels de la ciutat i que el dany havien provocat era catastròfic.

Martín de Zubiría i Olano, militar navarrès, es va adherir a Carles d'Àustria el 1705 i va ser nomenat capità del regiment d'infanteria Ahumada. El 1706 va ser nomenat governador de Martorell i després va ascendir a sergent major del regiment de Galloway, desbandat després de la batalla d'Almansa. El 1708 va obtenir patent d'ajudant real i va servir als generals Villalibre, Corzana, i Elda, servint finalment al general Antonio de Villarroel. El 1713 va continuar al servei d'aquest en l'última defensa de Barcelona, on va tenir un notable servei, caient ferit l'11 de setembre de 1714. Va estar 2 anys pres i fou alliberat el 1716, passant a Roma i després a Viena on residia el 1725 cobrant pensió. Tot i no tenir cap formació en enginyeria militar, ni ser català, el 2012 l'escriptor Albert Sánchez Piñol es va basar en la seva persona per a la novel·la de ficció històrica «Victus». 
Després d'agres acusacions, recriminacions i justificacions, al final de la reunió Rafael Casanova va informar a tots els membres de la «Junta dels 24» del pla ideat per Vilana-Perlas perquè els britànics ocupessin militarment Barcelona forçant un armisitic, un pla que abans dels assalts d'agost la «Junta Superior» havia rebutjat i ordenat es mantingués en secret. Al seu entendre, donada la precària situació de les defenses, la nul·la esperança en rebre nous subministraments, i l'avançat estat de l'atac borbònic, només podrien evitar la derrota si aconseguien aguantar el temps suficient fins que les tropes britàniques s'impliquessin en la defensa dels Barcelona interposant-se per impedir el cada vegada més proper assalt final borbònic. Després de la crispada reunió van començar a córrer rumors per la ciutat que acusaven falsament als membres de la Junta de Provisions d'estar acaparant i ocultant menjar. Feliu de la Penya i els seus mercaders, espantats, van fer córrer el rumor que Casanova pretenia entregar la ciutat als anglesos.
Mentrestant la fam feia efecte en els defensors i les desercions feien insostenible la defensa per moments. L'endemà 21 d'agost el conseller en Cap Rafael Casanova va decretar que ningú estava autoritzat a sortir fora del contorn de les muralles de la ciutat, i a partir de llavors el Casanova va començar a rondar cada nit per la primera línia per animar els combatents amb la seva presència mentre que el general Villarroel ho feia pels matins. Poc després, i per suplir les ja incomptables desercions, Rafael Casanova va decretar que els «Batallons de Barri», unitats civils formades per ferits, dones, nens i ancians que servien de força de treball i desenrunament, quedaven a agregats a les unitats de combat de la Coronela de Barcelona.
El matí del 26 d'agost va esclatar el primer motí. Un grup de soldats i milicians de la Coronela de Barcelona assaltaren els forns de la ciutat exigint que se'ls lliurés pa en condicions; aviat se'ls van unir desenes de barcelonins. Informat Feliu de la Penya del motí, aquest va ordenar que se'ls lliurés pa i també una ració extra a tots els milicians que es trobessin en els seus llocs. Restablert l'ordre dels consellers van publicar un ban prohibint explícitament tota acumulació de queviures per intentar fer callar els rumors que acusaven Feliu de la Penya i els mercaders d'acaparadors. Llavors una altra nefasta notícia vingué a esfondrar encara més la moral dels assetjats; la nit del 25 d'agost les tropes del marquès del Poal havien estat derrotades en el seu intent de trencar el cordó borbònic per entrar a Barcelona i recompondre les precàries tropes que la defensaven. Reagrupats els supervivents a Capellades i reunits amb Martín de Zubiría, van resoldre amb de travessar el cordó borbònic per terra era impossible. A la nit, Zubiría va tornar sol a Barcelona per informar a Villarroel.

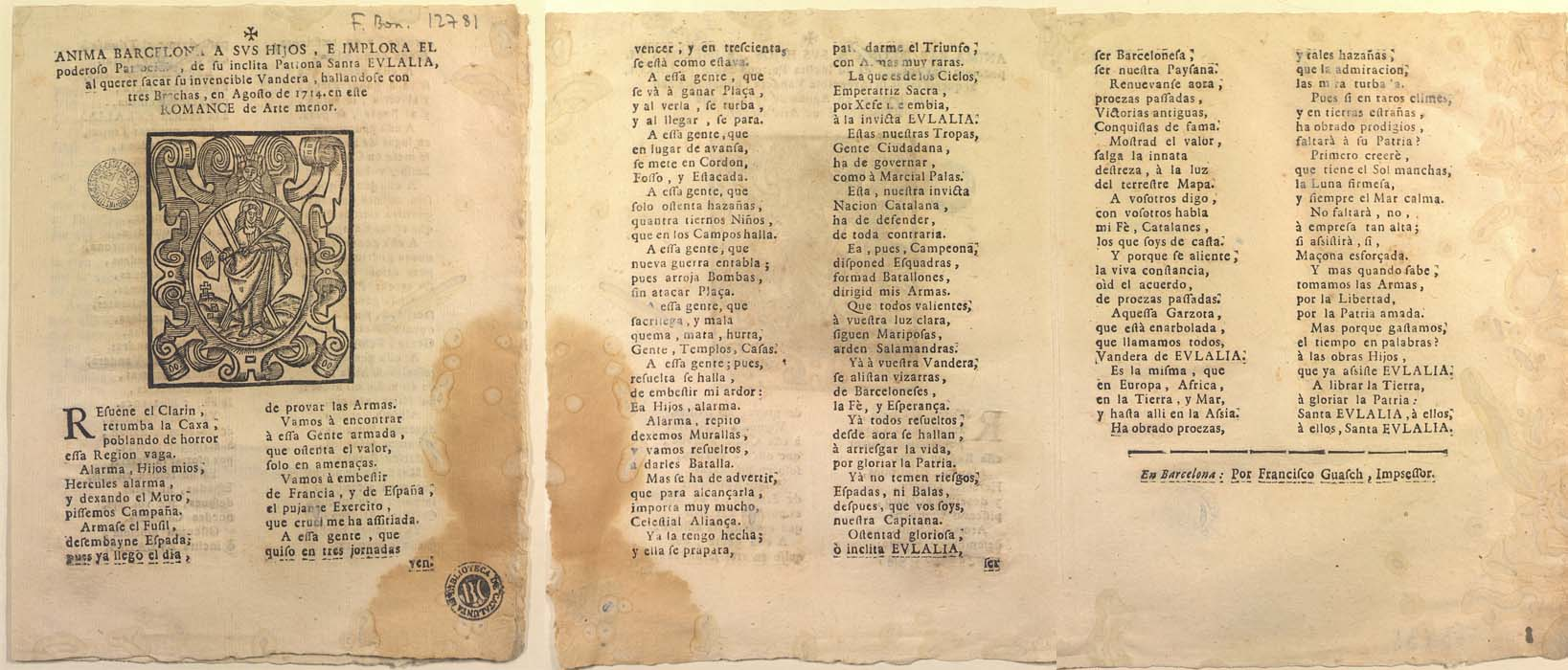
Propaganda religiosa de la «Junta dels 24»:
«La nostra invicta Nació Catalana [..] Anem à envestir de França, i d'Espanya el puixant Exercit [..] Catalans, els que sou de casta [..] a lliurar la Terra, a gloriar la Pàtria, SANTA EULALIA a ells, a ells SANTA EULALIA !»

La nit del 29 d'agost va esclatar un segon motí. En saber-se que tres petites embarcacions havien arribat al port amb provisions s'hi formà un tumult de barcelonins àvids per aconseguir alguna cosa per menjar. La Junta de Provisions va enviar guàrdies per evitar que els carregaments fossin assaltats i es va convocar d'urgència a la «Junta dels 24.» Aquesta va resoldre doblar la protecció dels forns —per evitar que fossin assaltats—, i protegir la casa de Feliu de la Penya i els mercaders de la Junta de Provisions «als que la por començava a consternar, perquè molta gent acudia a les seves cases demanant pa, perquè jutjava el poble que tenien queviures amagats», així mateix, «per tal de fer callar les veus injurioses que s'escampaven contra els subjectes que componien la Junta de Provisions» es va ordenar fer un escrutini general en la recerca de menjar ocult en cases de particulars i convents. Encara que com va detallar el capità Castellví «no va evitar el continu clam de la gent demanant pa pels seus diners, i es va témer, amb raó, que el poble, no podent sofrir la fam, es llancés enfurismat sobre els subjectes de la Junta de Provisions, la majoria dels quals ja no tenia segur domicili». Car malgrat el pànic que sentien Feliu de la Penya i els seus mercaders tement que el poble els assaltés la casa i els acabés linxant mentre els cridaven «doneu-nos pa ! doneu-nos pa !», les ordres de Rafael Casanova continuaren sent taxatives: mentre quedés pólvora es mantindria la defensa, només es donaria pa als militars, als milicians, i als civils que estiguessin en servei d'armes.

### Acariciant el miracle: «suspendre les hostilitats i proposar un ajustament»
Nascut a 1678 va estudiar a Eton College i va viatjar per França. El 1709 el rebuig del partit whig a signar la pau amb França va suposar el triomf electoral del partit Tory el 1710. Bolingbroke va ser nomenat conseller del secretari d'Estat Robert Harley i el 1713 es va convertir en el principal artífex del Tractat d'Utrecht. La rivalitat amb Harley va dividir el partit tory malgrat la victòria electoral de 1713. Amb l'arribada del nou rei Jordi I va ser destituït del càrrec i el 1715, després de l'informe Walpole, va ser sentenciat per alta traïció. Havent perdut títols i propietats va fugir a França i es va unir al pretendent jacobita al tron britànic. El 1723 va aconseguir que intervingués per ell la duquessa de Kendal permetent-se-li retornar a Anglaterra. 
Mentrestant el miracle diplomàtic que esperaven els dirigents de Barcelona succeí: el 12 d'agost, mentre a la ciutat es lluitava contra l'assalt general borbònic, a Londres la reina Anna de la Gran Bretanya havia mort. A partir de llavors els esdeveniments es van precipitar i l'endemà 13 d'agost es va fer càrrec del govern un consell de regència format majoritàriament per membres del partit Tory, en espera del nou rei britànic d'origen alemany, i aliat de la Casa d'Àustria, Jordi I de Gran Bretanya. Aquell mateix dia 13 d'agost l'ambaixador català a Londres Dalmases va lliurar desesperat una representació al secretari de la regència Joseph Addison implorant-li que urgentment es reprengués la defensa del «Cas dels catalans».
El 14 d'agost, mentre a Barcelona el duc de Berwick llançava les seves últimes tropes a la desesperada contra el baluard de Santa Clara, a Londres el secretari d'estat Henry Bolingbroke —a punt d'ésser cessat al poder—, escrivia per carta al primer ministre de França Jean-Baptiste Colbert de Torcy les directrius del nou govern britànic i el dret que assistia a la Gran Bretanya —malgrat l'article 13 º del Tractat d'Utrecht— a intervenir militarment en favor dels drets dels catalans. Així mateix l'alertava que «seria de pitjor conseqüència del que s'imaginen les Corts de França i Espanya si es persisteix en prendre la ciutat i subjugar aquest poble»; finalitzava la missiva comminant a aturar el setge «immediata i positivament per salvar Barcelona, suspendre les hostilitats i proposar un ajustament».
Lluís XIV de França va respondre a les pressions de la regència britànica afirmant que els catalans eren un «poble ferotge i difícil de governar», que havien abusat dels seus privilegis en detriment del poder del rei, atès el qual no podien restablir els seus privilegis, i concloïa cínicament afirmant que eren els mateixos catalans els culpables que els ataquessin atès que no només havien rebutjat tots els oferiments de negociació: «Jo he executat fidelment els compromisos contrets pel Tractat d'Utrecht, que m'obligaven a concórrer amb la Reina de la Gran Bretanya a procurar als catalans el gaudi dels seus privilegis. He unit meus instàncies a les de la Reina prop del Rei d'Espanya. Tot ha estat inútil. El meu net m'ha donat a conèixer, el mateix que a Ella, que després de l'abús fet pels catalans de les noves concessions afegides a les dels seus predecessors i de les prerrogatives que a si mateixos s'havien atribuït, no seria més amo d'aquest poble ferotge i difícil de governar si els confirmava, com a premi de la seva rebel·lia, les gràcies de les que havien abusat. L'experiència ha demostrat la seva inflexible obstinació. [..] Vaig obtenir del rei el meu net, en consideració de les instàncies de la Reina, que concedís una amnistia general als catalans, el gaudi dels seus béns, i l'ésser tractats en endavant de la mateixa manera que els castellans, els seus més fidels súbdits. No només van rebutjar aquests oferiments, sinó que em van declarar la guerra, el mateix que al meu net, i fins i tot, malgrat aquest estrany procedir, el Rei d'Espanya encara els tornà a oferir les mateixes condicions mentre el seu exèrcit bloquejava Barcelona».
Exposada la situació Lluís XIV va amenaçar el consell de regència de donar suport al candidat alternatiu al tron britànic, Jacob Estuard, fet que podria acabar provocant una guerra civil dins la mateixa Gran Bretanya entre jacobites i hanoverians. Davant l'amenaça el consell de regència tory es va espantar i va adduir que no estava capacitat per prendre decisions de tan greus conseqüències que poguessin provocar la guerra amb França i una guerra civil a Gran Bretanya, amb la que van impedir qualsevol acció militar a favor dels catalans fins que el nou rei Jordi I de la Gran Bretanya hagués estat coronat a Londres i formés un nou govern. Angoixat, el 28 d'agost l'ambaixador català Dalmases va tornar a la càrrega presentant un segona memòria en la qual demanava a la «Excel·lentíssima Regència perquè en benefici de Barcelona i de Catalunya, i per la seva Llibertat i Honor, mani que la seva flota es posi a la rada de Barcelona i faciliti l'entrada de socors, queviures i provisions en aquella ciutat» exposant que «no comprenc que cap d'aquestes ordres indueixi una declaració de guerra ni amb França ni amb l'Espanya» (llegiu el memòria íntegra). Tanmateix, aquesta segona memòria tampoc va aconseguir variar l'ànim de la regència britànica tal com va informar a la cort de Madrid el duc d'Osuna —l'ambaixador espanyol a La Haia—, el 30 d'agost: «la Regència havia enviat ordres a l'esquadra anglesa que es troba a la Mediterrània de sostenir als catalans [..] però els tories van aconseguir suspendre-ho dient no podien prendre resolució tan important i de tantes conseqüències, per al que no tenia facultat la Regència sense consentiment del rei, i que així s'esperés fins que el rei passés a Anglaterra».
Entretant aquell mateix matí del 30 d'agost, en la ja agonitzant Barcelona, el descobriment de la gran mina borbònica va servir als consellers per celebrar-ho com una gran victòria sobre l'enemic; els primers soldats que la van atacar foren el milanès de pares espanyols Francisco Molina, l'aragonès Francisco Diago i el català José Mateu. La «Junta dels 24» va ordenar que es donessin gràcies a Déu per tan gran misericòrdia i que se celebressin 500 misses, i que l'endemà 31 d'agost es doblessin les pregàries del rosari col·lectiu exhortant el poble a la penitència i a assumir el sofriment present amb la «confiança que Déu misericordiós els trauria d'aquell estat triomfant dels enemics». Tanmateix, pel general comandant Villarroel el descobriment de la gran mina borbònica no era motiu d'alegria sinó l'última evidència que l'assalt final borbònic era ja imminent, potser qüestió d'hores, donant ordre tancada a tots els seus oficials perquè redoblessin la vigilància sobre les trinxeres borbòniques.

### Villarroel pressiona per capitular
Nascut el 1656 a Barcelona on estava destinat el seu pare militar, el 1705 es va mantenir fidel a Felip V quan l'alçament militar austriacista. Desenganyat de l'estabilitat mental del monarca borbó, el 1709 Villarroel va estar implicat en la conjura del duc d'Orleans per enderrocar-lo. Desterrat a Galícia va intentar reconciliar-se amb Felip V però, rebutjat el seu oferiment, es va passar a les tropes de Carles d'Àustria. El 1710 després de la batalla de Villaviciosa va caure pres essent alliberat el 1712. Les seves sol·licituds per retornar al servei actiu van ser rebutjades per l'hostilitat que sentia cap a ell el secretari de Carles d'Àustria Ramon de Vilana Perlas. El 1713 els Tres Comuns de Catalunya li van demanar que comandés el seu exèrcit i no va seguir l'evacuació de les tropes austríaques. Villarroel va ser la principal víctima de l'estratègia diplomàtica seguida per Carles d'Àustria i el seu ministre Ramon de Vilana Perlas. Villarroel va seguir les instruccions del ministre però sense la patent oficial de l'emperador va quedar en un llimb jurídics. Després de la caiguda de Barcelona, ell i 22 dels seus oficials superiors van servir de cap de turc als borbònics que el van empresonar durant 11 anys al Castell de Sant Antón (La Corunya). Va ser alliberat el 1725 quan, finalment, Carles d'Àustria i Felip V van signar la pau al Tractat de Viena. L'emperador el va nomenar tinent mariscal imperial -tinent general-, però després del seu captiveri Villarroel havia quedat físicament incapacitat morint a la mateixa ciutat de la Corunya el 22 de febrer de 1716. 
La nit del 31 d'agost a l'1 de setembre, mentre el general comandant Antonio de Villarroel dormia a la seva residència, el general de guàrdia Josep Bellver va observar gran moviment de tropes a les trinxeres borbòniques i immediatament va ordenar disparar els coets d'avís. Poc després tots els campanars repicaven embogits i la ciutat sencera es va despertar mobilitzant-se per a la lluita final. Tanmateix, en realitat tot havia resultat ser una operació d'engany per crispar encara més els nervis dels assetjats i exacerbar la desesperació del poble. Després d'incorporar-se al seu lloc i confirmar que s'havia tractat d'una falsa alarma Villarroel va ordenar a tots els generals i coronels que a les tres de la tarda es presentessin a la seva residència on tindria lloc un important consell de guerra.
Arribada l'hora i reunits tots, Villarroel els va manifestar que atenent a criteris estrictament militars -i no polítics -, atesa la disposició de les tropes borbòniques, l'estat de les set bretxes obertes a la muralla, la precarietat de les defenses i les poques tropes disponibles, l'escassetat de pólvora, municions, queviures i la fam que patia el poble, la ciutat es trobava en estat de capitular. Va afegir que havien lluitat heroicament suportant un bloqueig d'un any, que havien resistit un setge formal durant 51 dies, i que després de tal gesta la guarnició militar que havia defensat Barcelona podia aspirar a una capitulació honrosa. Tot seguit els va demanar el seu parer.
La proposició no va sorprendre els oficials doncs tres dies abans el coronel Pau Tohar estigué a punt d'ésser linxat per uns soldats quan va insinuar que calia capitular, però fou salvet per Villarroel quan va acudir al tumult que s'havia format i va apaivagar als soldats justificant la negociació d'una capitulació; els soldats li respongueren: «Sí, Excm. Senyor, si ells ho demanen, però demanar la plaça no, morir primer abans que demanar-ho», un extrem totalment inimaginable doncs una vegada les trinxeres atacants havien coronat el fossat i esfondrat les muralles d'una ciutat assetjada, corresponia a aquesta —i no a les tropes atacants— implorar iniciar una negociació de capitulació. Tot el cotrari, si arribat a aquest extrem els dirigents de la ciutat assetjada persistien en la seva obstinació obligant als atacants a assaltar-la per dominar-la, llavors els atacants tenien el legítim dret a saquejar la ciutat, matar, robar i violar els seus ciutadans. Només si els defensors imploraven negociar una capitulació es podia evitar aquest darrer extrem.
Sense excepció, tots els generals i coronels va coincidir que la situació militar de Barcelona era la de capitular, però li van recordar que havien fet un jurament polític als Tres Comuns de Catalunya per lluitar «fins a l'última gota de sang». Va ser llavors quan Villarroel intentà fer valdre la «Instrucció Imperial» de l'emperador Carles d'Àustria —a qui tots havien d'obeir en darrera instància— un directriu política per evitar que Barcelona fos portada a l'hecatombe final.
No obstant això la majoria va replicar que només capitularien davant l'ordre explícita de l'emperador Carles, al que Villarroel va respondre que al seu parer «en l'estat present no podien ser altres les ordres de Sa Majestat». Davant el fracàs del consell de guerra Villarroel va acabar per demanar-los que posessin el seu vot per escrit «i que era conseqüent a la confiança, l'obligació d'observar el major secret». Però la proposta de capitulació de Villarroel no es va mantenir en secret i aquella mateixa tarda la «Junta dels 24» va tenir sencera notícia de tot el que s'havia parlat en el consell de guerra. Rafael Casanova va requerir explicacions als altres dos comuns —Generalitat i Braç Militar—, que van negar tenir constància de res. Finalment el protector del Braç militar de Catalunya es va presentar a la residència de Villarroel exigint-li explicacions per la seva proposta de rendició i aquest li va respondre que l'endemà al matí exposaria la seva posició davant «Junta Superior i Secreta».

### Els borbònics ofereixen negociar una capitulació
| «Junta Superior i Secreta» |                    |                  |
|                            |                    |                  |
| Conseller en Cap           | Braç Militar       | Agent Austríac   |
| Rafael Casanova            | Marquès de Barberà | Francesc Verneda |
|                            |                    |                  |
| Eclesiàstics               | Aristocràcia       | Ciutadans        |
| Arxidiaca d'Andorra        | Baró d'Almenara    | Fèlix Teixidor   |
|                            |                    |                  |

Aquella mateixa tarda desenes de dones preses del pànic i la fam s'amuntegaren davant dels portals cridant per escapar de la ciutat. La «Junta dels 24» els va acabar permetent la sortida i després de franquejar les portes arribaren fins al cordó de bloqueig borbònic on van implorar que els permetessin continuar el seu camí. Berwick va prohibir-ho per obligar-les a tornar a la ciutat on ja només eren boques que alimentar. Les dones tornaren als portals de Barcelona però, un cop allà, la «Junta dels 24» va ordenar als guàrdies que ja no els permetessin l'entrada. El mig miler de dones, amb els seus nens, van quedar vagant en terra de ningú entre plors i crits de desesperació.
El matí del 2 de setembre Villarroel va exposar davant els membres de la «Junta Superior i Secreta» que l'estat de les defenses era desastrós, que faltaven pólvora, municions i pa, que les desercions eren ja incontenibles, que l'assalt final borbònic era imminent i que li seria impossible aturar-lo. O immediatament batien crida per negociar una capitulació, o seria massa tard per evitar que Barcelona quedés sepultada pel desastre. Els lliurà també els vots escrits dels generals i coronels on tots, sense excepció, coincidien en què des d'una punt de vista militar la situació de Barcelona era la de capitular, encara que la majoria es mantenien fidel al jurament fet als Tres Comuns de Catalunya. Els membres de la «Junta Superior i Secreta» li respongueren que eren perfectament conscients de l'estat en què es trobava Barcelona, i que prendrien les decisions pertinents. Tanmateix, després de la reunió només van ordenar a la Junta 8a de Provisions que donés més pa als combatents, disposició que no va tenir cap efecte atès que ja no quedaven queviures per repartir. La nit del 2 al 3 de setembre desertaren un capità i dos suboficials. En el camp borbònic el general francès marquès de Guerchy va anotar en les seves memòries que aquells oficials «informaren exactament al Duc de l'estat de les defenses, de la misèria que es patia i del consell de guerra» de Villarroel, així com «dels vots dels que hi van intervenir». L'endemà va passar l'inimaginable: les tropes atacants borbòniques, i no ciutat assetjada, varen batre crida intimant a la negociació d'una capitulació.
| «Junta dels 24» (Junta de govern de Barcelona) |                                  |                                |                             |
|                                                |                                  |                                |                             |
|                                                | Junta 9ª (Junta de Guerra)       | Junta 8ª (Junta de Provisions) | Junta 7ª (Junta de Medis)   |
| Presideix                                      | Conseller en Cap Rafael Casanova | Conseller segon Salvador Feliu | Conseller tercer Ramon Sans |
| 2º                                             | Manuel Ferrer i Sitges           | Joan Pau Llorens               | Fèlix Teixidor              |
| 3º                                             | Cristòfor Lledó                  | Francesc Mascaró               | Francesc Argemir            |
| 4º                                             | Baró d'Almenara                  | Joan Francesc Comelles         | Francesc Monnar             |
| 5º                                             | Comte de Rodonyà                 | Marià Duran                    | Comte de Sant Martí         |
| 6º                                             | Comte de Claramunt               | Josep Antoni Roig              | Josep Duran i Mora          |
| 7º                                             | Baró de la Manresana             | Josep Besora                   | Joan Albareda               |
| 8º                                             | Marquès de Sant Martí            | Joan Llinàs                    |                             |
| 9º                                             | Manuel Flix i Ferreró            |                                |                             |
|                                                |                                  |                                |                             |

El 3 de setembre Berwick va enviar a l'oficial Montesquieu al peu de la bretxa perquè batés crida i «fes entendre de paraula als rebels de Barcelona que el senyor mariscal es rentava les mans davant Déu per la gran carnisseria i crims horribles que anaven a cometre en l'assalt general que se'ls donaria si ells no imploraven la misericòrdia del rei». A l'altre costat de les muralles hi havia el coronel Gregorio de Saavedra, qui després de rebre la intimació de l'oficial francès va ordenar que es restablís el foc i va enviar la notícia a Villarroel. Aquest es trobava a la seva residència on acabava d'insistir novament davant el síndic de la ciutat que «el seu sentir era es procurés una capitulació honrosa». En rebre el comunicat, immediatament el va reenviar als consellers, precisant que l'oficial francès esperava una resposta.
Els sis consellers i Junta 9a de Guerra es trobaven reunits sota la presidència del conseller en Cap Casanova, qui després de llegir davant de tots el comunicat de Villarroel va proposar que davant la gravetat del punt a tractar no podien deliberar sense informar-ne als altres dos comuns —Generalitat i Braç Militar. Tanmateix, el conseller segon Salvador Feliu de la Penya s'hi oposà «dient que era punt decidit en el consell de guerra» del 19 de maig on tots havien jurat «no escoltar cap proposta de capitulació», afegint que convocar els altres dos comuns no serviria de res, ja que «molts subjectes que componien els altres comuns li havien manifestat ser el seu sentir no entrar en cap capitulació». Casanova replicà que això era irrellevant, que els consellers de Barcelona no podien prendre aquesta decisió per si sols, i que d'acord amb allò estipulat amb la Generalitat de Catalunya en l'acte de cessió interí de govern del 27 de febrer, havien d'informar als Tres Comuns de Catalunya.
Casanova va imposar el seu criteri i es resolgué informar i convocar tant els diputats de la Generalitat i com els oficials del Braç Militar a les tres de la tarda de l'endemà. Així mateix es va enviar resposta a la trinxera borbònica informant que el govern en ple anava a reunir-se per prendre una resolució, precisant que si el duc volia rebre la resposta d'homes d'espasa —militars— o de garnatxa —polítics. A darrera hora Berwick envià la seva resposta detallant que «poc li feia que fossin d'una cosa o de l'altra, només que fossin homes d'entesa i de confiança».

### Els Tres Comuns rebutgen la proposició borbònica
| Diputació del General de Catalunya (Generalitat de Catalunya) * |                              |                                |
|                                                                 |                              |                                |
| Militar                                                         | Eclesiàstic                  | Ciutadà                        |
| Diputat Antoni de Berenguer                                     | Diputat Sagristà de Banyoles | Diputat Antoni Grases i Des    |
| Oïdor Francesc de Perpinyà                                      | Oïdor Sagristà de Sant Pau   | Oïdor Tomas Antich i Saladrich |
| *nota: diputats i oïdors sortejats el 22 de juliol de 1713      |                              |                                |
|                                                                 |                              |                                |

| Braç Militar de Catalunya (Junta d'Oficials)             |                               |                                |
| Protector                                                |                               |                                |
| Joan de Lanuza Montbui Vilarig i d'Oms                   |                               |                                |
| Clavari                                                  |                               |                                |
| Francesc de Rocabertí Pau Bellera                        |                               |                                |
| Síndic                                                   |                               |                                |
| Josep Fèlix de Vadell i Besturs                          |                               |                                |
|                                                          |                               |                                |
| Nobles*                                                  | Cavallers*                    | Honrats*                       |
| Conseller Jaume de Copons i Falcó                        | Conseller Manuel de Rocajulià | Conseller Francesc Monfar Sors |
| Conseller s.d.                                           | Conseller s.d.                | Conseller s.d.                 |
| *nota: consellers substituïts abans del setembre de 1714 |                               |                                |
|                                                          |                               |                                |

El 4 de setembre caigué una tromba d'aigua que es va allargar fins al vespre inundant les trinxeres borbòniques. Mentrestant s'havia reunit la «Conferència dels Tres Comuns» davant la qual es va llegir l'informe del general Villarroel, així com els vots escrits dels generals i coronels. Finalitzada la conferència els delegats van passar a participar-ho a cadascun dels Tres Comuns de Catalunya que es reuniren per separat —la Generalitat de Catalunya, el Braç militar de Catalunya i la «Junta dels 24» en representació del Consell de Cent de Barcelona.
A la «Junta dels 24» s'hi uniren les persones associades fins a reunir 30 patricis barcelonins. El conseller en Cap Rafael Casanova presidia la reunió on els parers foren diversos: uns van insistir que es convoqués al general comandant Antonio de Villarroel, altres volien que també compareguessin els altres generals i coronels, altres, que allò no era necessari car disposaven dels seus vots escrits, d'altres, que es nomenessin immediatament a persones per sortir i saber exactament quina era la proposició dels borbònics, encara que sense donar-los cap poder per negociar; altres van puntualitzar que el lloc per conferenciar havia de ser en el camp davant de Barcelona, escortats per la guàrdia de cavalleria de la ciutat, per a la total seguretat a les seves persones; altres es van negar absolutament a deixar que se sentís cap proposició dels borbònics, fos quina fos, perquè era de suposar que no tindria més finalitat que la de proposar-los que se sotmetessin a Felip V.
Els que amb més intransigència s'oposaven invocaven les profecies dels eclesiàstics i recordaven que la seva era una causa divina, que tots havien de creure que Déu misericordiós els traurien d'aquell tràngol, que el comboi que en breu s'esperava de Mallorca arribaria fora de perill a Barcelona, que la Sagrada Providència mantindria les excessives pluges i que estant com estava avançada la tardor, els borbònics no podrien mantenir el setge gaires dies més, havent d'aixecar el setge al mateix temps que les galeres enemigues no podrien continuar amb el bloqueig marítim quedant de nou el mar lliure per alimentar la ciutat. Casanova va replicar que allò era cert, afegint-hi que també esperaven la resposta a la petició d'intervenció britànica, però que si no guanyaven temps escoltant la proposició borbònica el general Villarroel assegurava que en poques hores Barcelona estaria cremant sota les flames i ells haurien estat derrotats. Finalment Casanova va imposar el seu criteri i la majoria de la «Junta dels 24» es va pronunciar en favor que es nomenessin subjectes per escoltar la proposició borbònica, exigint a canvi una suspensió d'armes de 12 dies per poder guanyar temps. Es va iniciar la votació i havent votat els primers 4 en aquest sentit, la votació fou abruptament interrompuda. Dos emissaris van entrar i van anunciar que els diputats Generalitat i els oficials del Braç Militar ja havien votat. Que tots dos comuns havien votat en contra d'escoltar la proposició borbònica. Amb els dos comuns en contra, el que votés Barcelona era ja intranscendent.

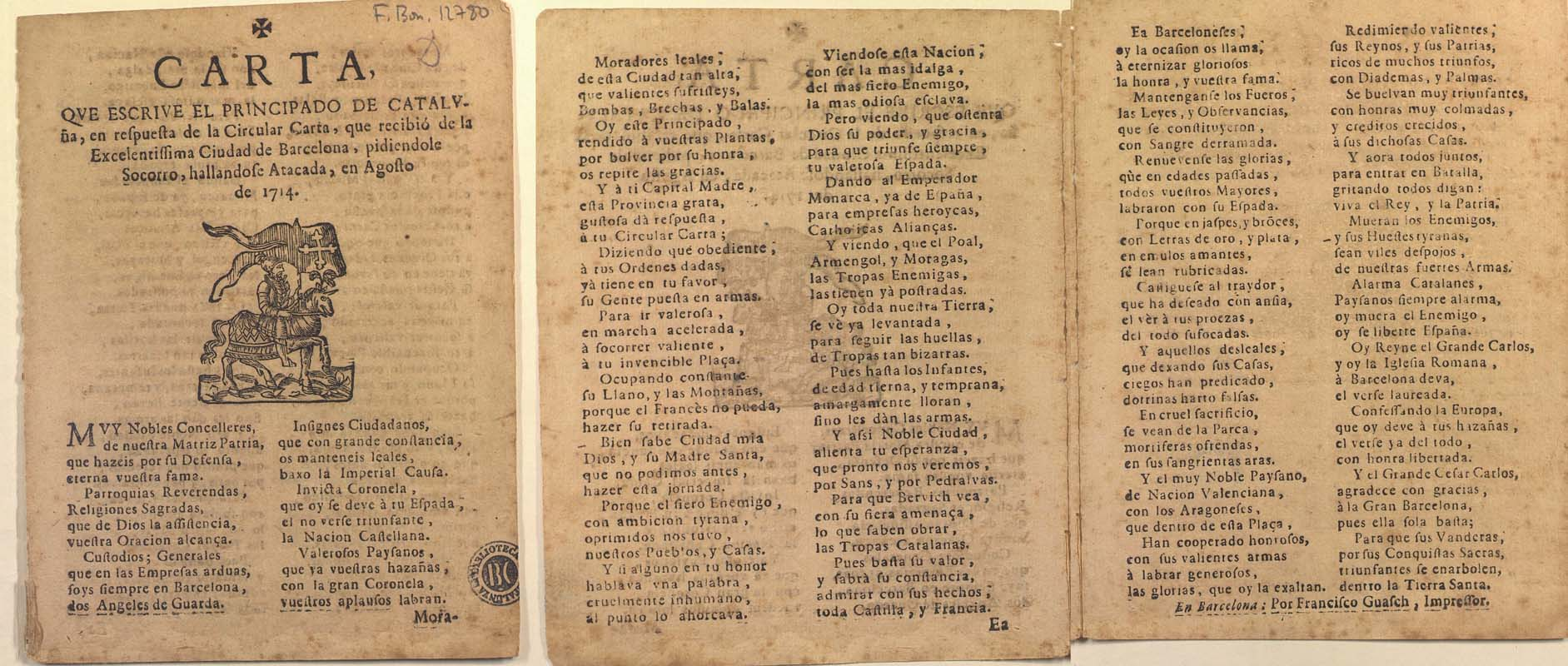
Propaganda de la «Junta dels 24»:
El romanç Carta que escriu el Principat de Catalunya lloava la lluita de la milícia de la capital catalana, la Coronela de Barcelona, «que avui es deu a la teva espasa, el no veure's triomfant la Nació Castellana».

Llavors la «Junta dels 24» va decidir paralitzar la votació i enviaren dos emissaris als altres dos comuns per veure si explicant-los la situació canviarien la seva votació. Es va encomanar la tasca a Francesc Gelabert i al comte de Claramunt respectivament, perquè tractessin de persuadir els diputats de la Generalitat i als oficials del Braç militar amb totes les circumstàncies possibles informant detalladament de l'estat de les defenses, de la pólvora i municions que quedaven, i de l'última revista de tropes, recordant-los que el general comandant Villarroel advertia que Barcelona no podria resistir un nou assalt en aquelles condicions.
Els diputats de la Generalitat i els oficials del Braç Militar respongueren per escrit que no escoltarien cap proposició que oferissin els borbònics. Davant tal resultat Casanova es va dirigir de nou a la «Junta dels 24» manifestant que els Tres Comuns de Catalunya no podia presentar-se desunits, comminant als 26 patricis barcelonins que faltaven per votar perquè ho fessin en contra d'allò que ell mateix havia proposat de tal manera que Barcelona s'unís a la resolució dels altres dos comuns. Per a l'historiador Salvador Sanpere i Miquel aquesta fou una nova mostra de la grandesa de Rafael Casanova, convocant primerament als Tres Comuns, tot i la possibilitat que votessin en contra perquè era el seu deure, després convencent a la «Junta dels 24» que l'única manera d'evitar la imminent derrota era guanyant temps exigint a Berwick una suspensió d'armes de 12 dies, i que davant l'oposició de la Generalitat i del Braç militar acaba fent-se derrotar a si mateix per mantenir la unitat institucional dels Tres Comuns de Catalunya en el moment més crucial de la seva història.

### Villarroel dimiteix
El 5 de setembre, presa d'aquesta manera la resolució unànime dels Tres Comuns de Catalunya i mentre tornava a ploure, el comte de Claramunt passà a participar-la al general comandant Villarroel perquè aquest donés l'ordre d'anunciar-ho al camp enemic. Tanmateix, Villarroel es va negar a fer-ho. Respongué que com que els Tres Comuns havien pres aquesta transcendental decisió militar sense oferir-li l'honor de convocar-lo, perquè que fossin els Tres Comuns els que donessin l'ordre per si mateixos, afegint-hi que li admetessin la dimissió com a general comandant. Li ho reblà afirmant que aquesta decisió l'havia presa a consciència segons el coneixement de l'estat de la plaça, l'ofici de soldat, l'honor del seu caràcter i l'obligació de «no ser còmplice en l'última ruïna de Barcelona».

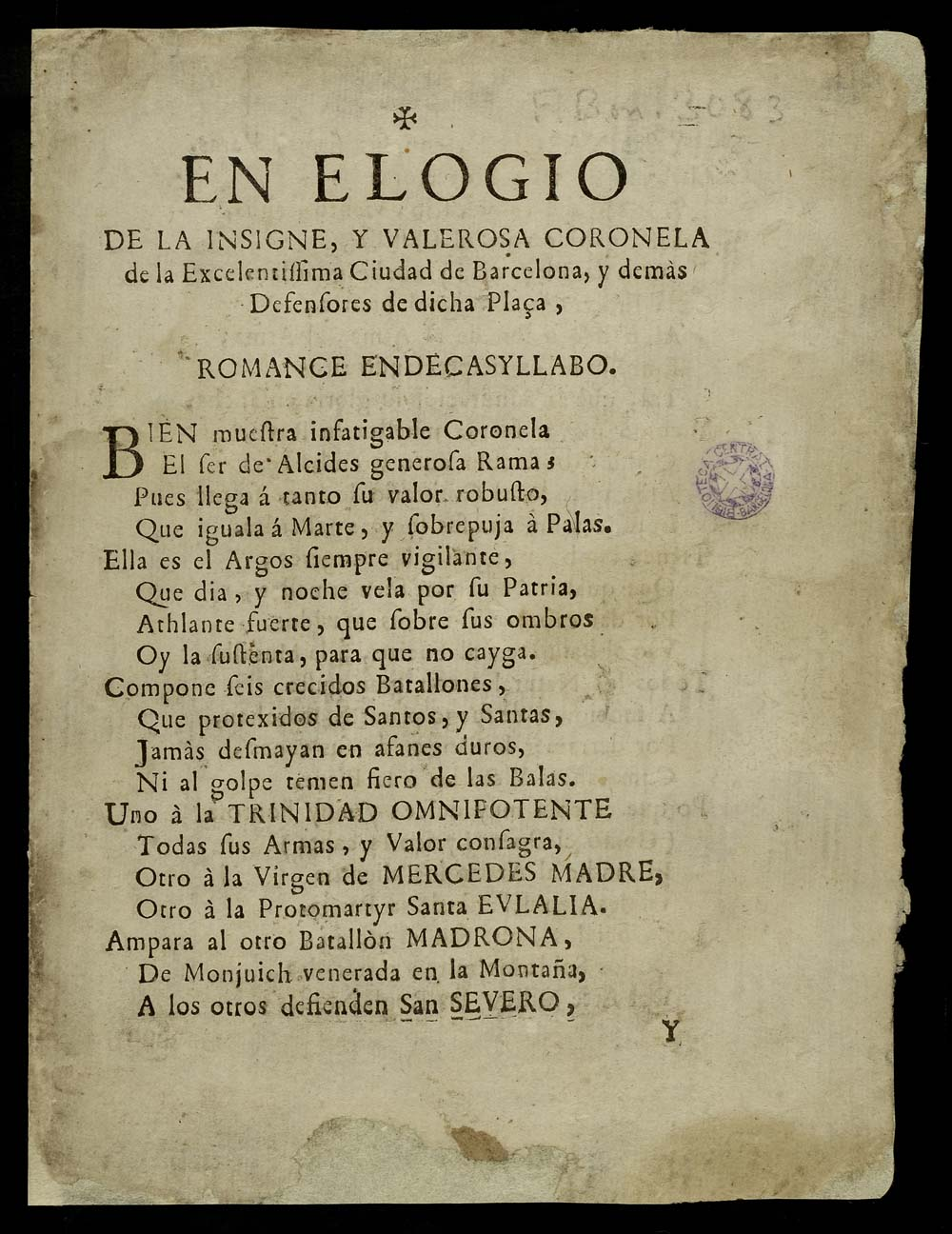
El romanç En Elogio de la Insigne, y Valerosa Coronela de la excelentissima ciudad de Barcelona, y demás defensores de dicha plaça glorificava Rafael Casanova i instava al martiri de la milícia gremial, la Coronela de Barcelona:
«Tal valor les infunde al pecho noble,
Aquel Numen Marcial, Deidad armada,
Su Coronel Magnanimo, Guerrero,
Empleo ilustre de la eterna fama.»
«Aquel mas, que Alexandro poderoso,
Cesar, ora en la Pluma, ora en las Armas,
En las Juntas por su prudencia Jano,
Y poderoso Marte en la Campaña.»
«Perseverad: que vuestros nobles brios
Admiracion à todo el Orbe causan.»
«No temais al morir: que ganais tanto,
Rindiendo vuestra vida por la Patria,
Que quantas bocas hazen las heridas,
Tantas en vuestro honor abre la fama.»
«Quedarán vuestros nombres entallados
De eterno bronze en duraderas Planchas,
Y la Posteridad con relevante
Culto venerarà vuestras hazañas.»
«De la Imortalidad ireis al seno
Victoriosos, volando entre las alas
De eterna Fama, que yà con mil Trompas
Và publicando vuestras alabanças.»

Informats els Tres Comuns de la negativa de Villarroel a donar l'ordre i de la seva petició de dimissió, li resongueren amb una dura comunicació recordant-li que «no pot Vostre Excel·lència oblidar d'haver estat elegit per General Comandant de les Tropes d'aquest Principat al seu sou i costa pels Tres Comuns, i es va manifestar a Vostre Excel·lència l'autoritat que per a això gaudeixen els Tres Comuns, així que només ha d'atendre a l'interès d'aquests i a les seves resolucions». També li recordaren el consell de guerra del 19 de maig i «que en conseqüència d'aquella unànime resolució, es mantenen els Tres Comuns immutables, no obstant qualsevol risc o perill que la sort pugui ocasionar, fins a vessar darrera gota sang de les seves venes en defensa de la ciutat sense donar oïdes a cap capitulació», ja que obrar en sentit contrari s'oposaria «a la resolució presa el dia 6 de juliol pels Braços Generals, a la unànime deliberació presa en la dita consell de guerra, a la llibertat de la Nació, a les lleis i honor de la Pàtria i, finalment (segons comprenem) a la Divina voluntat». Li lliurà aquesta comunicació Joan Francesc de Verneda, a qui els Tres Comuns instaren perquè fes valer el seu càrrec com a representant de Carles d'Àustria a Barcelona per forçar Villarroel a obeir-los. Tanmateix, Villarroel continuà negant-se a donar l'ordre. La nit del 5 al 6 de setembre es va aixecar una altra forta de tempesta amb trons i aiguats tan grans que les trinxeres borbòniques es tornaren a inundar.
El 6 de setembre al matí Berwick, ja molt nerviós davant el retard i l'absència de resposta, es va acostar a les trinxeres per veure si hi havia novetat. Entre tant a l'interior de la ciutat Verneda tornar de nou a la residència de Villarroel acompanyat aquest cop del vicari Josep Rifòs i del marquès de Barberà que, després de llarga discussió, van acabar finalment per convèncer-lo. Fou el segon de Villarroel, el coronel Gregorio de Saavedra, qui ordenà fer tocar els tambors i després interrompre's el foc, i enmig d'un tens silenci en les trinxeres borbòniques, va llegir el paper amb la resposta que li havien lliurat els Tres Comuns de Catalunya:
| « | Los Tres Comunes se han juntado y, considerada la proposición hecha por un oficial de los enemigos, responden que no quieren oír, ni admitir, proposición alguna del enemigo. | » |

Del costat borbònic rebé la resposta Francisco Bidal d'Asfeld, qui va respondre «Está bien !» I immediatament va ordenar que es reprengués el foc. Aquell mateix 6 de setembre, a Londres, el consell de la regència britànica va informar l'ambaixador Dalmases que finalment s'havien enviat ordre a la flota britànica atracada a Maó perquè immediatament salpés cap a Barcelona per tal de pressionar —sense emprendre cap tipus d'acció ofensiva— per aconseguir un armistici. Al mateix temps a La Haia l'altre ambaixador català el comte de Ferran es va entrevistar amb el nou rei britànic Jordi I qui esperava que amainés el temps per travessar el canal de la Mànega i arribar a Gran Bretanya. L'ambaixador li va exposar les instruccions que li havien donat els Tres Comuns el 1713, és a dir, que tot Espanya fos per Carles d'Àustria, que de no ser possible fossin els estats de la Corona d'Aragó separats de Castella i regits per la Casa d'Àustria, «i que això no es pot aconseguir, que Catalunya amb les illes de Mallorca i Eivissa sigui erigides en república sota la protecció de Vostra Majestat de la augustísima Casa d'Àustria i dels alts aliats». Aquesta representació va acabar de convèncer Jordi I sobre l'actitud que havia d'adoptar respecte als catalans.
El 7 de setembre, mentre les tropes borbòniques tornaven a desguassar les trinxeres, Villarroel va formalitzar per escrit la seva dimissió sol·licitant «que pels meus diners s'em doni embarcació fins a Mallorca per transportar -hi amb la meva família» afegint-hi que «suplico a Vostres Excel·lències que per evitar-me la desgràcia que l'enemic pertorbi meu viatge, o de caure a les seves mans, es dignin Vostres Excel·lències que res d'això no es publiqui». Els Tres Comuns de Catalunya accepataren la seva dimissió accedint a totes les seves peticions. Se li agraïren els serveis prestats informant-li que se li pagaria el sou pendent i tres mesos més, que se li pagarien tots els deutes que hagués contret durant la seva estada a la ciutat, i que per a major resguard de la seva persona, la seva família i els seus servents, serien transportats a Mallorca en les dues fragates que s'esperaven per a la nit de l'11 al 12 de setembre, accedint a la seva petició que mentre la seva a família no arribés a Mallorca es mantindria al capdavant de les tropes per guardar en secret la seva dimissió. El secretari personal d'Antonio de Villarroel va anotar que aquest havia concebut l'esperança que els Tres Comuns rebutjarien la seva dimissió, ja que en anteriors ocasions li havien rebutjat. Tanmateix, en aquesta ocasió Verneda l'informà que ja havien nomenat un nou general comandant. Villarroel s'interessà per conèixer qui seria el seu substitut i aquell li respongué que la Mare de Déu de la Mercè, la santa imatge de la qual havia estat retirada una església i instal·lada a la cadira de general comandant. En nom d'aquesta el conseller en Cap Rafael Casanova donaria les ordres al costat d'un representant de cada comú: el marquès de Barberà pel Braç militar, el comte de Rodonyà per la Generalitat i el comte de Claramunt per Barcelona.

### L'11 de setembre: «Fineixi la Nació amb glòria»
Els següents dies les pluges van continuar impedint als borbònics llançar l'assalt general. El dilluns 10 de setembre un nou xàfec va caure sobre la ciutat, al vespre el conseller en Cap Casanova va tornar a reconèixer la primera línia de combats a la muralla, encoratjant a la resistència de les tropes malgrat desercions i la fam generalitzada. Tanmateix, en aquesta ocasió el mariscal de França no va ordenar l'assalt en entrar la nit.

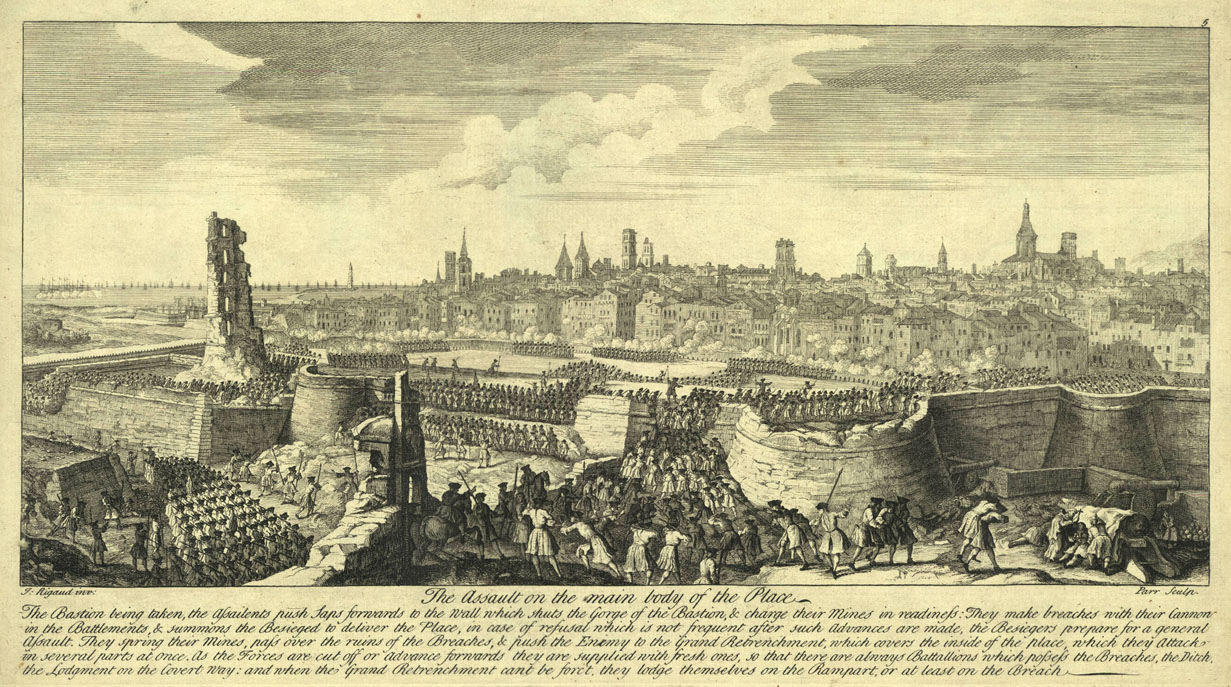
L'assalt final sobre Barcelona l'11 de setembre de 1714.
A l'esquerra, detall del baluard de Santa Clara, amb la torre de Sant Joan totalment ruïnosa, i contigu, l'avanç de les tropes franceses del mariscal Guerchois i del brigadier Reves per la bretxa central.

A les 4:30 h del dimarts 11 de setembre més de quaranta batallons borbònics van llançar l'assalt final sobre Barcelona. el baluard de Llevant va ser assaltat pel brigadier Courty i el coronel Cany, el reducte de Santa Eulàlia pel coronel Chateaufot, al baluard de Santa Clara per brigadier Balincourt, i la bretxa contigua a aquest baluard pel mariscal Lescheraine. La bretxa central estava sota la responsabilitat del mariscal Guerchois i el brigadier Reves, mentre que el baluard del Portal Nou, únic sector que el mariscal duc de Berwcik confiar a tropes espanyoles, va ser assaltat per l'elit de les tropes de Felip V, les Reials Guàrdies Espanyoles sota el comandament del mariscal Antonio del Castillo i el brigadier vescomte del Puerto. L'assalt general es va llançar pels tres fronts simultàniament tal com narrava el marquès de San Felipe «tots alhora van muntar la bretxa, espanyols i francesos, el valor amb què el van executar no cap en la ponderació. Més patir els francesos, perquè van atacar el més difícil». La defensa va ser obstinada i ferotge, abatent els assaltants borbònics abans que aquests aconseguissin arribar fins a la muralla i obligant a llançar diverses onades de gent fresca.
Davant l'espantosa carnisseria que estaven patint les tropes franceses en el sector del Baluard del Santa Clara, el tinent general general Cilly va ordenar al coronel Châteaufort que abandonés l'atac al reducte de Santa Eulàlia i va sol·licitar al mariscal Lescheraine, del centre francès, que l'auxiliés amb el gruix de les seves tropes format pels regiments Normadie, Auvergne, i la Reine per assaltar la bretxa contigua al baluard de Llevant. Passades les cinc del matí, i després de llançar tres assalts, les tropes conjuntes del coronel Cany, del brigadier Courty, del coronel Chateufort i del mariscal Lescheraine aconseguien passar a sang i foc per sobre de les poques tropes catalanes supervivents que defensava aquesta la bretxa.
A partir del trencament de la bretxa el col·lapse de la defensa es va precipitar. Els combatents del baluard de Llevant, agafats per l'esquena, van ser passats a baioneta; el mateix els va passar als defensors del baluard de Santa Clara, dels quals només unes poques companyies van poder salvar-se gràcies a la càrrega suïcida d'una de les companyies de la Coronela de Barcelona, i poc després també va caure el baluard del Portal Nou, sota les tropes espanyoles. Com recordava el marquès de San Felipe «tot es vencia a força de sacrificada gent, que amb l'ardor de la baralla ja no donava quarter, ni ho demanaven els catalans, patint intrèpidament la mort». Els consellers de Barcelona, veient que tota la línia de defensa havia col·lapsat i que la caiguda de la ciutat era inevitable, van decidir abandonar el seu quarter general al portal de Sant Antoni i sortir a combatre pels carrers. En aquest moment van rebre avís del tinent mariscal Antonio de Villarroel, qui els comunicava que reprenia el general comandament militar i els demanava que llancessin el seu contraatac pel sector de Sant Pere, mentre que ell dirigiria un altre pel centre. Passades les sis del matí, Rafael Casanova va ordenar emetre el que seria el seu últim bàndol com a conseller en cap de Barcelona ordenant sense excepció a tots els homes majors de catorze anys a la defensa de la ciutat de Barcelona i guàrdia de la bandera de Santa Eulàlia, en servei del Rei i de la Pàtria:
| « | De part del Exm. Sr. Conceller en Cap, Coronel i Gobernador de la plaça y fortalesa de Montjuich, se díu, amonesta y mana á tothom generalment, de 14 anys en amunt, sens ningun pretext, ni excepció de persona alguna, prengua les armes, y asistesca a la defensa de esta Exma. Ciutat, y en guarda de la bandera de la invicta verge i mártir Santa Eularia, patrona de nostra ciutat, sens exempció dels de la Coronela y sos agregats, ni dels que se troben de guardia en els baluarts, ni menos lo tercer batalló, que está de guardia en los portals, acuden promptament, luego, luego, luego, sota pena de la vida, en la plasseta de Junqueres, que aixís convé al servey del Rey y de la Patria. Dr. D. Rafel Casanova, Conceller en Cap, Coronel i Gobernador. | » |
| — | |   |

Rafael Casanova muntava a cavall mentre que la bandera de Santa Eulàlia, relíquia venerada pels barcelonins i que segons la tradició només podia treure en moments de greu perill per a Barcelona, la portava el consellersegon Feliu de la Penya a peu. Seguint les ordres del bàndol diverses companyies dels sis batallons que formaven la Coronela de Barcelona es van congregar a la Plaça de Junqueras on se'ls va unir una multitud de gent. Llavors Casanova va desmuntar i va prendre la bandera de Santa Eulàlia de la que penjaven dos cordons auxiliars que van prendre respectivament el marquès de Barberà i el protector del Braç militar de Catalunya, completant la custòdia de la sagrada bandera un seguici de patricis barcelonins. A l'ordre del conseller en Cap Casanova van pujar pel terraplè de la muralla de Junqueras i es van llançar al contraatac passades les set del matí.
L'enginyer Verboom, que amb les tropes espanyoles havia arribat fins al baluard de Sant Pere, va anotar en el seu diari que va ser llavors van aparèixer les tropes catalanes «amb la bandera es Santa Eulalia al seu front». Envestiren amb tal força que les tropes espanyoles que combatien en aquest sector van començar a retirar-se desordenadament fins a provocar una desbandada general en tot el sector de Sant Pere. L'avanç de les tropes catalanes aixafar els batallons de les Reials Guàrdies Espanyoles, que van ser massacrats tal com recordava el llavors capità de la unitat Melchor de Abarca: «els regiments de guàrdies que els va tocar passar per aquesta part van vessar molta sang, els quals van quedar totalment perduts». Mentre comandava el contraatac el conseller en Cap Casanova va caure ferit d'un tret a la cuixa, essent ferit també Ambrosi de Torrell i Freixa i morint Agustí de Còdol i Rosset. Recollí la bandera de Santa Eulàlia el vescomte d'Oliver, qui la lliurà al protector del Braç militar de Catalunya Joan de Lanuza i d'Oms. Casanova fou traslladat al col·legi de la Mercè on hi havia instal·lat un improvisat hospital de campanya. Davant la caiguda en combat de Rafael Casanova l'avanç va quedar detingut i a partir de llavors els combats es van centrar en la possessió del convent de Sant Pere, que va ser reconquerit i perdut onze vegades entre defensors i assaltants. Davant l'aferrissada resistència dels barcelonins el mariscal duc de Berwick va mobilitzar 6.000 homes més de les seves reserves per entrar en combat.

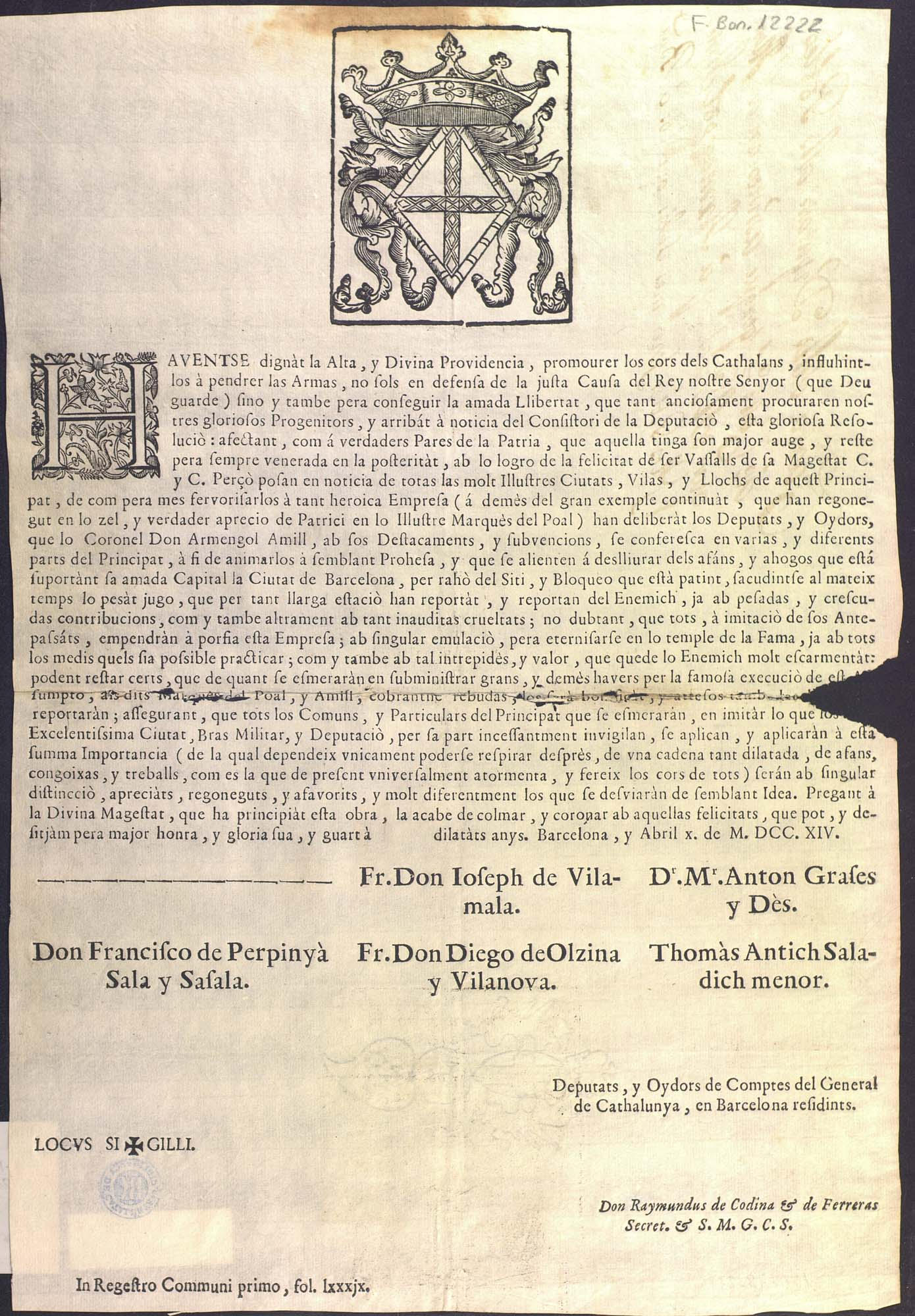
«Pares de la Pàtria».
En aquesta carta els diputats de la Generalitat s'atribuien el títol de «Pares de la Pàtria» i instaven a continuar la guerra «no només en defensa de la justa causa del rei nostre senyor (que Déu guardi) sinó i també, per aconseguir l'estimada Llibertat».

També pel sector dret les tropes franceses havien començat a retirar-se fins a parapetar-se en el convent de Santa Clara, on van fortificar les seves posicions del costat del Pla d'en Llull. El tinent mariscal Antoni de Villarroel, que encara que no fos català havia nascut a Barcelona, flanquejat pel general comandant de la cavalleria, el català Miquel de Ramon i Tord, va exhortar als seus homes amb aquestes paraules: «Senyors, fills i germans, avui és el dia en què s'han d'acordar del valor i glorioses accions que en tots temps ha executat la nostra nació. No digui la malícia o l'enveja que no som dignes de ser catalans i fills legítims dels nostres majors. Per nosaltres i per tota la nació espanyola barallem. Avui és el dia de morir o vèncer, i no serà la primera vegada que amb glòria immortal va ser poblada de nou aquesta ciutat defensant la fe de la seva religió i els seus privilegis», i després es van llançar amb les restes de la cavalleria des de la Plaça del Born fins al Pla d'en Llull, on la càrrega va ser massacrada per les tropes franceses apostades al convent de Santa Clara. El tinent mariscal Villarroel, ferit, va ser retirat dels combats i traslladat a la seva residència mentre el general Francesc Sans de Monrodon, comandant del sector, ordenava construir una barricada.
Francesc de Castellví, capità de la 7a companyia del II batalló de la Coronela de Barcelona, va rebre ordres de travessar aquest front per la casa de les duanes i socórrer els que combatien en el bastió de Migdia, en les seves memòries és referit a les dantesques imatges que el seu succeïen al seu voltant i a la brutalitat dels combats sentenciant «No pot la humana compressió, explicar quin era l'ardor i la rancúnia». Mitja hora després van arribar allà els diputats de la Generalitat Antoni Grases i Des i Tomàs Antich i Saladrich amb el membre de la «Junta Superior» Félix Teixidor i Sastre al capdavant d'un destacament format per milicians i civils, el diputat portava amb si la bandera de Sant Jordi, insígnia de la Generalitat de Catalunya, i va exigir a un suboficial que es presentés davant seu el comandant del sector. Al cap d'uns instant aparegué el general Francesc Sans de Monrodon i en la seva presència el diputat de la Generalitat es va posar de genolls i li va dir: «Som aquí per morir per la Pàtria, assenyali'ns on vol que ataquem amb la bandera».
A cap d'uns instants el general Sans, partidari d'una capitulació honrosa que evités la massacre dels civils, va objectar que necessitava a tots els seus soldats per estabilitzar aquest sector i que no anava a cedir homes per llançar un atac custodiant la bandera de Sant Jordi; davant la contrarietat dels diputats de la Generalitat, el general els va replicar que tornessin la bandera allí d'on l'havien treta, i que serien de més utilitat si procuraran aconseguir aiguardent i municions per a les tropes que estaven combatent des de feia hores, una tasca —la d'aiguaders—, a la qual estaven destinats els nens menors de 13 anys. Passades les deu de matí la carnisseria continuava i Mr. Dulois, del cos de cirurgians francesos, va escriure a un parent seu a París: «Només tinc temps de dir-vos que el vostre germà m'avisa des de la porta de la ciutat que ocupem que està sense ferida. Les nostres tropes ocupen totes les bretxes. El combat dura. Els ferits que hem curat fins ara són 2.870, i en tenim per curar més de 700, entre ells més de 80 oficials. Ara advertim que el foc creix i els barcelonins, ens diuen, han recobrat un baluard».

### Villarroel, Ferrer i Tohar aconsegueixen forçar la capitulació

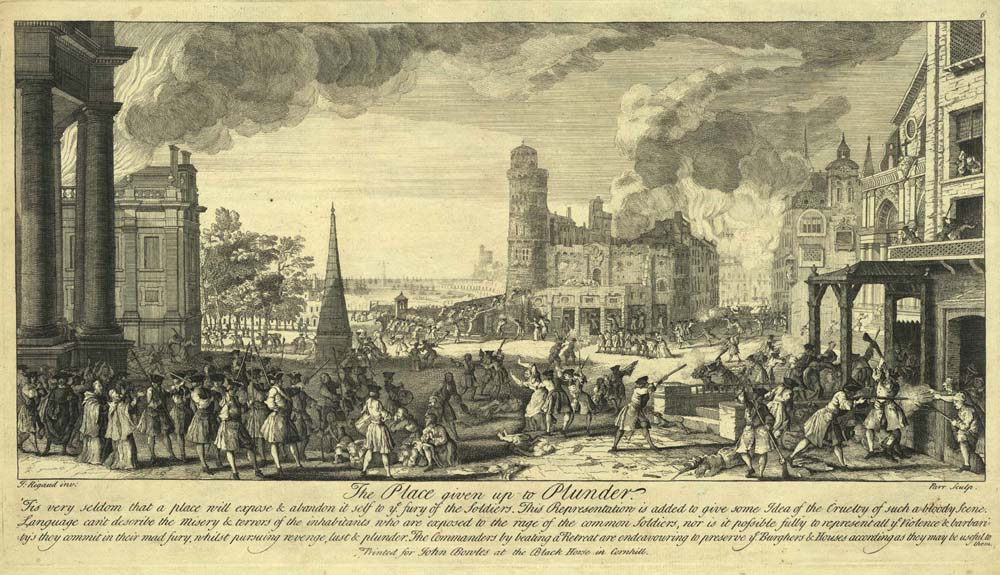
Saquejos i violacions a Barcelona l'11 de setembre de 1714.
A l'esquerra al fons, representació de la Piràmide del Born mentre en primer pla els oficials francesos custodien fra Tomàs Torrens i a un altre dominic al mateix temps que les seves tropes es lliuren al saqueig i la violació.

Al migdia, havent caigut en combat la cúpula polític i militar, estant el conseller en Cap Rafael Casanova ingressat al col·legi de la Mercè i el tinent mariscal Antoni de Villarroel sent atès de les seves ferides a la seva residència, els membres de la «Junta dels 24» es van reunir amb diversos oficials militars per analitzar la situació dels combats. En aquest interval els va arribar la notícia que l'assalt borbònic s'havia aturat en els tres sectors d'atac, la raó era el comandant del sector de Sant Agustí, el coronel Pau Tohar, al·legant estar seguint ordres directes del ferit tinent mariscal Villarroel, havia batut tambor sol·licitat parlamentar i havia entrat en camp borbònic. Allà hi havia sol·licitat negociar una capitulació i Berwick havia concedit una suspensió d'armes fins a les cinc. El fet és que la intervenció del coronel Pau Tohar va ser providencial, ja que just abans que batés trucada per parlamentar s'havien encès les fumeres en els tres sectors de l'atac borbònic, senyal convingut per Berwick perquè la segona reserva —12.000 homes més—, es llancés sobre Barcelona arrasant amb tot el que trobessin al seu pas.
Estupefactes i desconcertats, els supervivents de la «Junta dels 24» van resoldre que havien de ser els Tres Comuns de Catalunya els que unànimement responguessin a la situació. Es va convocar als diputats de la Generalitat i als membres del Braç militar que encara seguien en peu perquè es reunissin al Portal de Sant Antoni. Davant la indignació dels presents el coronel Juan Francisco Ferrer els va exposar la determinació del tinent mariscal Villarroel: calia negociar una capitulació abans de l'arribada de la nit, o en cas contrari s'exposava a la ciutat a la total debastación. Però els membres més radicals dels Tres Comuns de Catalunya insistien que havia abocar més sang convocant novament als civils a la lluita; els van replicar els que volien acabar amb tot allò cridant que ja hi havia hagut prou mort i destrucció per «donar testimoni als venidors» i que havien d'aprofitar l'última oportunitat que els oferia Berwick.
Finalment a les tres de la tarda els Tres Comuns van acordar redactar un ban de consens. Com assenyala l'historiador Carles Serret, sovint s'ha atribuït l'autoria de la dita bàndol al conseller en Cap de Barcelona Rafael Casanova, quan la veritat històrica és que Rafael Casanova havia caigut ferit en combat hores abans al bastió de Sant Pere i que el bàndol va ser redactat en la conferència tinguda pels Tres Comuns de Catalunya al Portal de Sant Antoni, tal com el mateix bàndol deixa, clarament explicitat. Els seus redactors foren, concretant específicament els noms, els següents:
- Pels «Tres Comuns de Catalunya»:
  - De la Diputació del General de Catalunya: Francesc de Perpinyà, Antoni Grases, i Tomàs Antich
  - Dels Consellers de Barcelona: Salvador Feliu de la Penya, Francesc Anton Vidal, Josep Llaurador i Jeroni Ferrer
  - Del Braç militar de Catalunya: Francesc de Sayol i Quarteroni
- Per la «Junta [24a] de Govern» i persones associades: el comte de Rodonyà, Cristòfor Lledó, Francesc Mascaró, Joan Llinàs, Josep Durán i Francesc Monnar
- Nobles i oficials de guerra: vescomte d'Oliver, Fèlix Nicolau de Monjo i Corbera, Antoni Solà, i Francesc de Castellví i Obando

| « | Ara ojats, se fa saber á tots generalment, de part dels Tres Excelentísims Comuns, pres lo parer dels Senyors de la Junta de Gobern, persones associades, nobles, ciutadans y oficials de guerra, que separadament estan impedint lo internarse los enemichs en la ciutat; atés que la deplorable infelicitat de esta ciutat, en que avuy resideix la llibertat de tot lo Principat y de tot Espanya, está exposada al ultim extrem de sujetarse á una entera esclavitud. Notifican, amonestan y exhortan, representant a Pares de la Pàtria que se afligeixen de la desgracia irreparable que amenassa lo favor e injust encono de las armas galispanas, feta séria reflexió de l'estat en que los enemichs del Rey Nostre Senyor, de nostra Llibertat y Patria, estant apostats ocupant totas las bretxas, cortaduras, baluarts del Portal Nou, Santa Clara, Llevant y Santa Eulàlia. Se fa saber, que si luego, immediatament de ohit lo present pregó, tots los naturals, habitants y demés gents habils per las armas no se presentan a las plassas de Junqueras, Born y Plassa de Palacio, a fi de que unidamente ab tots los senyors que representan los Comuns, se poden retxassar los enemichs, fent lo ultim esfors, esperant que Deu misericordiós millorara la sort. Se fa també á saber, que essent la esclavitud certa y forsosa, en obligació de sos empleos, explican, declaran y protestan als presents, y donan testimoni als veniders, de que han executat las últimas exhortacions y esforsos, protestant de tots los mals, ruinas y desolacions que sobrevinguen á nostra comuna y afligida Patria, y extermini tots los Honors y Privilegis, quedant esclaus ab los demés enganyats espanyols y tos en esclavitud del domini francés; pero com se confia, que tots com verdaders fills de la Patria, amants de la Llibertat, acudirán als llochs senyalats á fi de derramar gloriosament sa sanch y vida per son Rey, per son Honor, per la Patria y per la llibertat de tot Espanya, y finalment los diu y fan saber, que si després de una hora de publicat lo pregó, no compareix gent suficient per executar la ideada empresa, es forsós precis y necessari fer llamada y demanar capitulació als enemichs, antes de venir la nit, per no exposar á la mes lamentable ruina de la Ciutat, per no exposarla a un saco general, profanació dels Sants Temples, y sacrifici de noys, donas y personas religiosas. Y pera que á tots sia generalment notori, que ab veu alta, clara e inteligible sia publicat per tots los carrers de la present ciutat. Donat en la casa de la Excelentísima Ciutat, residint en lo Portal de Sant Antoni, presents los dits Senyors Excelentísims y personas asociadas, a 11 de Setembre, á las 3 de la tarde, de 1714. | » |

Però el pergò mai no arribà a ser llegit pels carrers de Barcelona perquè continuaven les discussions i el bloqueig entre els membres dels Tres Comuns de Catalunya. La seva mera existència, contingut i redactors van ser descoberts a finals del segle xix, quan es va trobar a Viena el manuscrit d'un dels presents a la reunió, Francesc de Castellví i Obando. Passades les cinc de la tarda, i davant la inexistència de resposta, el mariscal duc de Berwick va anunciar que els ampliava la suspensió d'armes fins a la mitjanit. Finalment els Tres Comuns de Catalunya van accedir que s'escoltés Joan Francesc de Verneda, que va exposar el pla de Carles d'Àustria si els Tres Comuns decidien finalment negociar una capitulació: en suma, Carles d'Àustria li oferia a Felip V el lliurament del regne de Mallorca i Illes d'Eivissa, si tant Catalunya com Mallorca conservaven els seus furs, privilegis, costums i immunitats com en els temps del difunt Carles II. Atès que s'exigia la conservació dels furs, els intransigents diputats de la Generalitat de Catalunya van acabar cedint a les pressions; van ser designats per negociar l'inspector general de l'exèrcit de Catalunya Jacint Oliver i el membre de la «Junta dels 24» Marià Duran i Mora, accedint al fet que anessin acompanyats pel coronel Juan Francisco Ferrer en nom del tinent mariscal Antonio de Villarroel, i de Martín de Zubiría en les funcions de traductor, els quals van partir cap al camp borbònic a les sis de la tarda. A la una de la matinada del 12 de setembre els comissionats van tornar a la ciutat informant que Berwick no acceptava la conservació dels furs de Catalunya i de Mallorca, que només oferia respectar la vida i la llibertat dels assetjats, i que ampliava la suspensió d'armes fins al migdia del 12 de setembre.

### El pacte de capitulació
Als vuit del matí del dia 12 de setembre, tot i la fanàtica obstinació del diputat de la Generalitat Francesc de Perpinyà per no accedir mai a cap capitulació, per fi la majoria resolgué que donada la manca de gent i la fam extrema que assolava a la ciutat havien d'acceptar els termes de la capitulació oferta pel mariscal de França, si només si, es treia la paraula «rendició a discreció»; en cas contrari, i si el duc insistia en una rendició a discreció, els comissionats havien de retirar-se. Davant tal tessitura —i desobeint les ordres que Felip V li havia lliurat—, Berwick va acabar pactant la capitulació de Barcelona donant la seva paraula d'honor —però sense firmar cap document—, a les tres de la tarda del dia 12 de setembre de 1714:

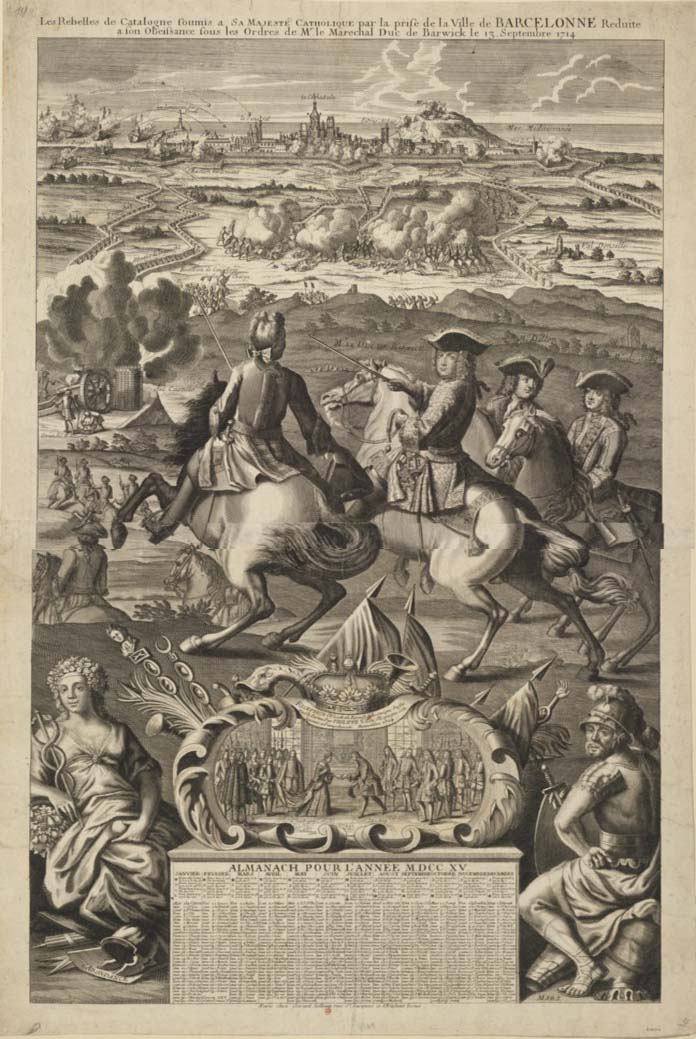
Les victòries de França
Almanac francès de 1715 que commemora l'ocupació de Barcelona el 13 de setembre de 1714 sotmetent als rebels de Catalunya.

| « | Don Jacobo Fitz - James, Duc de Fitz - James, Duc de Berwick, de Llíria i de Xérica, Parell i Mariscal de França, Gran d'Espanya, Cavaller de les ordres de la Jarretiera i del Toisó d'Or, governador i Tinent General de la província de l'Alt i Baix Limosín, plenipotenciari i Generalísimo de l'Exèrcit de les Dues Corones a Catalunya. » Encara que han arribat molt tard els de Barcelona a demanar la clemència del rei, encara l'excelentísimo senyor mariscal duc de Berwick té tanta benignitat que no vol fer ús del rigor de la guerra, i amb aquest motiu de conservar i no destruir els vassalls de SM s'ha servit concedir per gràcia la vida a tots els naturals, habitants, habitants i altres persones que de present es troben a Barcelona. » Concedeix que no saquejarà la ciutat i que cada un podrà viure a casa com abans, sense que per passat se li faci cap procés del que ha fet contra el rei, quedant cada un en possessió de tots els béns que gaudia. »Quant a les tropes reglades que hi ha dins de la plaça, han de ser [] a discreció, d'acord amb els costums de la guerra en semblants casos, però se'ls concedeix la vida, els seus equipatges i, per gràcia particular, llibertat en la forma que s'ha ofert. » Totes les tropes i gent d'armes es retiraran demà, dia 13, a l'alba, dins de la Rambla, i després que ho hagin fet d'enviar al marquès Guerchy perquè enviï guàrdies a totes les portes de la Rambla, per impedir que cap soldat l'exèrcit pugui entrar, i perquè també s'enviïn guàrdies a esglésies i convents. » Avui a les 6 de la tarda es lliurarà Montjuïc, on les tropes que entraran posaran guàrdies als paratges que es demani per conservar els amos la roba i altres coses que pot haver -hi a Montjuïc. » Després l'instant es lliurarà el moll. » Totes les armes dels soldats arreglats i altres tropes que són a la ciutat es posaran al Palau i es quedarà un oficial, el que anirà de part del general Guerchy a encarregar d'elles. » Donaran l'estat de tots els magatzems i dels cavalls i dels soldats de cavall. » Enviaran ordre al Comandant de Cardona perquè lliuri el seu castell. Camp davant de Barcelona, a 12 setembre 1714. | » |

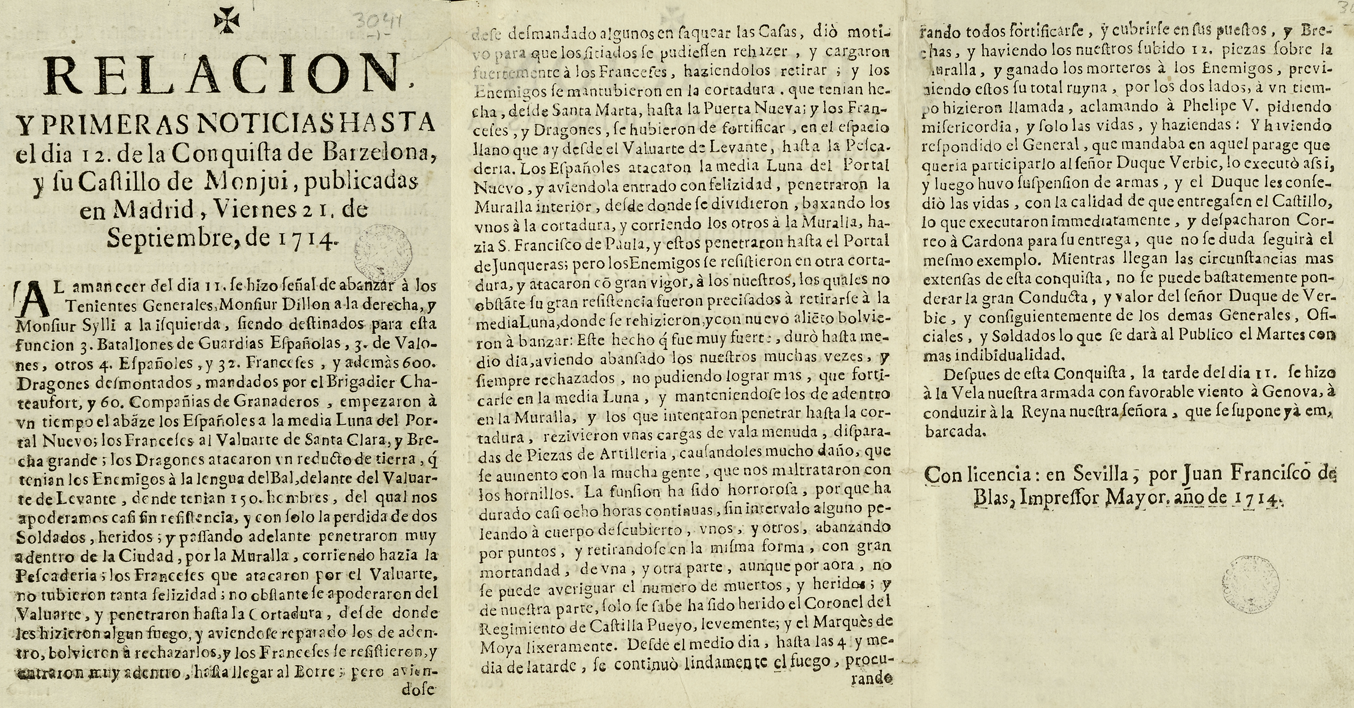
«Relación y primeras noticias hasta el dia 12. de la Conquista de Barzelona y su Castillo de Monjui, publicadas en Madrid, Viernes 21. de Septiembre, de 1714»

Seguint la capitulació, el 12 de setembre la «Junta dels 24» va ordenar que es lliurés la fortalesa de Montjuïc al tinent general francès marquès de Guerchy. Aquella mateixa tarda el tinent coronel Josep de Peguera i el capità de la Coronela de Barcelona Francesc de Castellví i Obando van anar a visitar el ferit conseller en Cap Rafael Casanova a l'hospital del col·legi de la Mercè on li van exposar la capitulació que havia concedit Berwick. Així mateix Joan Francesc de Verneda va anar a visitar el ferit Antonio de Villarroel a la seva residència; quan marxava es va creuar amb el coronel Juan Francisco Ferrer, qui li va recriminar l'obstinació de la defensa titllant als consellers de Barcelona de beats sanguinaris i afirmant que si haguessin capitulat quan ell va arribar amb les ordres de Viena, el mes d'agost, haurien obtingut més de la negociació amb Berwick. Verneda li va respondre que ell no era qui per jutjar les deliberacions dels catalans, que no hauria haver-li permès entrar a negociar en camp borbònic, que no havia entès res del que ha passat, i es va acomiadar d'ell sentenciant «Catalunya es troba il·lustrada des dels antics temps de grans honors i fama. Hauria estat una baixesa permetre degradar el seu Honor, sense vessar la major part de la seva sang».
El setge de Barcelona havia provocat unes baixes estimades en 14.200 assaltants borbònics, 6.850 defensors catalans, i la destrucció d'un terç de la ciutat, els morts que hi ha hagut durant la rebel·lió en combats, execucions i represàlies a l'interior de Catalunya resultar incalculables. Berwick va complir amb la paraula d'honor que havia donat a la capitulació i tant polítics com militars van seguir vivint a «casa seva com abans, sense que se'ls faci cap procés pel que han fet en el passat contra el rei». L'historiador Joaquín Guerrero de la Universitat Autònoma de Madrid conclou que «Si hagués tirat endavant la proposta de Casanova, i Berwick l'hagués admès -el que és dubtós- hauria pogut canviar la història perquè potser hauria donat temps perquè les ordres de Jordi I d'auxiliar als catalans haguessin pogut tenir efectives. Anglaterra tenia una flota poderosa a Maó a la qual s'havien enviat instruccions des de Londres en aquest sentit, amb anterioritat al 6 de setembre, però que no van arribar a temps».

## Conseqüències

### Ocupació de la ciutat

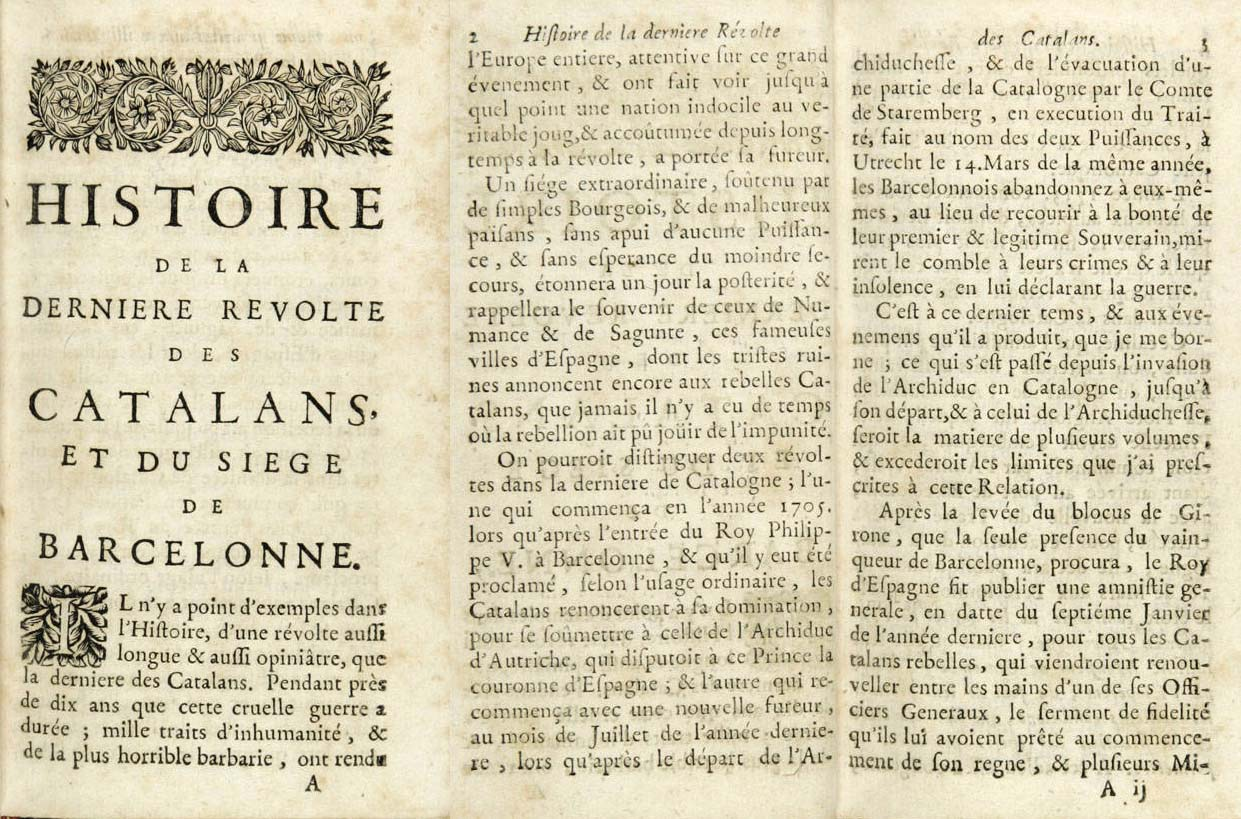
«Història de l'última rebel·lió dels catalans i del setge de Barcelona», publicada Lió el 1714.

El 13 de setembre al matí Berwick va nomenar per governador de Barcelona al marquès de Guerchy. Davant la indignació dels militars espanyols el mariscal de França els va respondre que la glòria de manar a la plaça l'havia destinat a la nació francesa, que era la que més sang havia vessat per dominar-la, afegint que les tropes espanyoles no havien estat suficients per retre la ciutat i que era just tinguessin el comandament els francesos. Tot seguit es va iniciar la cerimònia de capitulació; el sergent major de la Coronela Fèlix Nicolau Monjo —en representació del ferit Rafael Casanova—, i el coronel Juan Francisco Ferrer —en representació del ferit Antonio de Villarroel—, lliuraren solemnement les claus de Barcelona al tinent general marquès de Guerchy. Seguidament Berwick passà revista a l'exèrcit francès, posat en armes davant la seva persona, i finalment els va ordenar que entressin a Barcelona.
Ocuparen la ciutat 13 batallons d'infanteria francesos i el que quedava de les sofertes Reials Guàrdies Espanyoles acompanyats de 1.500 soldats de cavalleria. El brigadier borbònic vescomte del Puerto anotà en les seves memòries que tot es va executar «sense cap desordre, i després van entrar moltes provisions a la ciutat, on la necessitat era extrema». L'acompanyava el capità de cavalleria botifler Antoni d'Alós i de Rius, que va detallar que «places i carrers eren plens de runes, i els paratges per on els van atacar estaven plens de cadàvers de les dues parts». En el que seria el seu darrer ban els consellers de Barcelona ordenaren als barcelonins que no mostrés el menor signe de derrota i que tornessin als seus treballs i tallers desafiants: «van donar ordre que cap paisà parlés del passat, que els artesans i les dones treballessin a les portes de casa seva, com abans de la guerra». Francesc de Castellví també va deixar constància del fet recordant que «van tornar els artesans al seu treball amb tranquil·litat, com si dins de la ciutat no hagués passat cap cosa. A les botigues dels mestres que havien mort, hi compareixien les vídues i els fills amb les divises del dol».
La sorpresa de les tropes borbòniques mentre s'endinsaven a la ciutat la reflectí el capità Alós en les seves memòries del 13 de setembre: «Es va practicar puntualment tot el que havia ordenat la Ciutat, de manera que quan els oficials del camp passàvem pels carrers admiràvem la frescor amb què tota la plebs d'ambdós sexes, que treballava en les tasques dels seus oficis com si mai no haguessin tingut els marcials i intrèpids alens amb què, en un any de bloqueig i més de quaranta dies de setge, havien resistit a dos formidables exèrcits. Em sembla, va dir el Duc de Berwick: Quina glòria hagués adquirit aquesta nació, si tan obstinada defensa l'hagués fet a favor del seu Rei !». A la tarda Berwick va enviar al seu ajudant a la residència del tinent mariscal Villarroel per expressar-li sentia l'estat de la seva ferida, oferint-li tota l'ajuda mèdica que necessités i reafirmant-se en que compliria amb la seva paraula d'honor donada en el pacte de capitulació. El 14 de setembre a les 8 del matí davant de les drassanes els soldats de l'exèrcit de Catalunya foren desarmats, lliurant les banderes dels 5 regiments d'infanteria i els estendards de 3 regiments de cavalleria. Llicenciats els soldats, se'ls va oferir plaça en els exèrcits francès i espanyol, i als que el rebutjaren se'ls concedí lliure passaport per marxar. L'endemà 15 de setembre es va procedir al desarmament de la milícia ciutadana, la Coronela de Barcelona, lliurant-se 42 banderes gremials. Així mateix es va ordenar a la Generalitat de Catalunya que lliurés la bandera de Sant Jordi i al Consell dels 100 de Barcelona la tan anomenada bandera de Santa Eulàlia. A les 3 de la tarda les van portar totes banderes al campament del duc de Berwick fora de Barcelona, ordenant aquest que fossin enviades a Madrid i ofertes a Felip V com a trofeus de guerra per ser penjades a l'església del convent d'Atocha.

### Abolició dels Tres Comuns de Catalunya

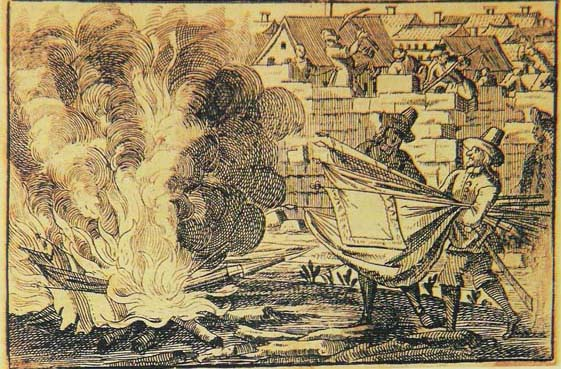
Gravat austríac denunciant la crema de banderes.
«Eroberung von Barcelona 1714. Die Standarten und Fahnen welche der Duc de Berwick nach Madrid gesendet, schickte Philip V wieder zurück, mit dem Beyfügen, Dass er keine Fahne rebbelischer Unterthanen erkenne, worauf set öffentlich durch den Hencker zu Barcellona verbrannt Worden»
«[La caiguda de Barcelona 1714. Els estendards i banderes, les quals el duc de Berwick havia enviat a Madrid, van ser per Felip V de nou retornades, amb la sentència que ell no reconeixia cap bandera rebel, i que a més fossin cremades públicament pel botxí de Barcelona]».

Després desarmar les tropes de l'exèrcit i de la milícia gremial el 15 de setembre Berwick va nomenar a una junta de 15 persones que —a les ordres del capità general de l'exèrcit—, administraria Barcelona en lloc del Consell de Cent. Així mateix va nomenar la «Reial Junta de Govern» que administraria Catalunya en lloc de la Generalitat; la junta la presidia l'intendent de l'exèrcit borbònic José Patiño Rosales i en formaven part destacats botifles: Josep de Marimón, Rafael Cortada, Josep d'Alòs i Ferrer —pare del capità Alós—, Francesc Ametller i Perer i Gregori Matas i Pujol.
L'endemà 16 de setembre «Joseph Patiño manà que a la Casa de la Ciutat s'ajuntessin els consellers, els diputats, i els caps del Braç militar, fet que van practicar amb les formalitats i esplendor a què en tot acostuma aquesta Nació»; A Patiño i els nous administradors els costà arribar fins a la Casa de la Ciutat per què els «carrers estaven tan arruïnats per la multitud de bombes que va caldre emprar gran nombre de granaders per fer transitables aquells carrers per on havia de passar». Un cop allí reunits els consellers segon, tercer, quart i cinquè, Patiño els va llegir el decret d'abolició del Consell de Cent de Barcelona, ordenant que es segellessin els seus arxius i arques de dipòsit. Tot seguit va llegir el decret amb el nomenament dels nous administradors de la ciutat i, com va anotar el capità Alós, ordenà se li lliuraran els «els llibres en què estaven escrites les ordres expedides en els catorze mesos que van durar el bloqueig i setge, i en tot s'obeí amb exacta promptitud. Don Joseph Patino va remetre aquells llibres a la Cort». Efectivament, com es va lamentar l'historiador Sanpere Miquel, el llibre de la «Junta dels 24» i el llibre de deliberacions dels consellers de l'any 1714 —principals fonts d'informació— van ser enviats a Madrid sense saber-se mai més el seu parador. Finalment es van enviar ordres a totes les ciutats, viles i llocs de Catalunya perquè s'executés l'abolició del règim municipal amb la mateixa cerimònia que a Barcelona.
Seguidament Patiño va enviar dos dels nous administradors de la ciutat perquè llegissin els diputats de la Generalitat de Catalunya el decret d'abolició: «Havent cessat per l'entrada de les armes del Rei N. S. en aquesta ciutat i plaça la representació de la Diputació i Generalitat de Catalunya, l'Excm. Sr Mariscal Duc de Berwick m'ha encarregat que ordeni i mani als diputats i oïdors de comptes del General de Catalunya que donin un cop totes les insígnies, cessin totalment així ells com els seus subalterns en l'exercici dels seus càrrecs, ocupacions i oficis i lliurin les claus, llibres i tota la resta fa a aquesta casa de la Diputació i les seves dependències, als senyors administradors de la ciutat don Francesc de Junyent i de Vergós i doctor Josep Graells, en el compliment l'executaran així promptament i sense cap rèplica per convenir així al Reial Servei». El diputat eclesiàstic intentà replicar però immediatament el tallà Francesc de Junyent sentenciant: «On no hi ha amb què resistir, no hi ha res a replicar». Abolida la Generalitat els dos emissaris van passar al saló del Braç militar on llegiren el decret d'abolició de l'últim dels Tres Comuns de Catalunya.
Les tres nits següents es van llançar focs artificials i finalment el 18 de setembre Berwick va fer la seva entrada triomfal a Barcelona. Des Sarrià va ser flanquejat tot al llarg del recorregut per soldats en armes i als afores de Barcelona va ser rebut per la nova junta d'administradors, que li donaren la benvinguda i l'acompanyaren fins a la catedral on es va celebrar una missa de Te Deum per la fi de la guerra presidida per un retrat gegant de Felip V. Tanmateix, als coetanis no els passava desapercebuda certa coincidència històrica amb la que feren certes cabales; tal com va recollir Castellví «és de notar que precisament s'han complert 1.000 anys des que els moros van conquerir aquesta plaça, que va ser en l'any 714. I és singular que 1.000 anys després aquesta plaça ha estat conquistada pel rei Felip V».

### Govern d'ocupació militar

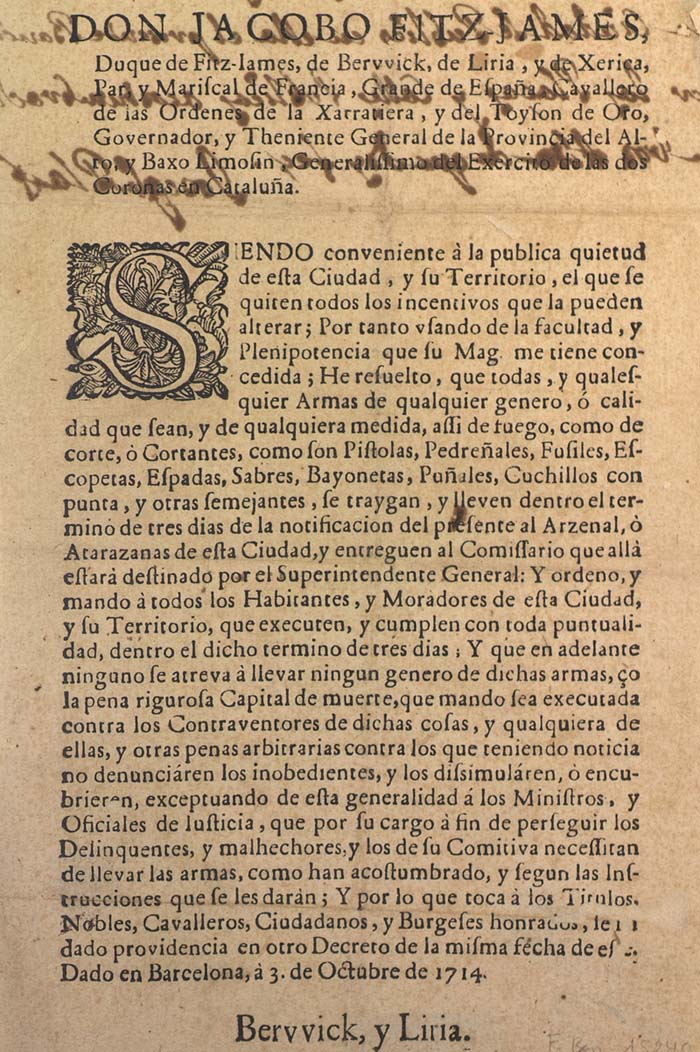
Ban de desarmament decretat per Berwick el 3 d'octubre de 1714.

El 20 de setembre els francesos transferiren la plaça a les autoritats espanyoles, havent nomenat Felip V per nou governador de Barcelona al marquès de Lede. Arribat el marquès, el mariscal de Berwick li exposà els endarreriments en el pagament pels serveis de les tropes franceses, la manera de cobrar-los, i les casernes que s'havien assenyalar. Per la seva part el marquès de Lede li va exposar a Berwick les ordres que portava de la cort de Madrid: prendre presoners als oficials militars que havien servit durant la rebel·lió. Dos dies després, contravenint el pacte de capitulació, Villarroel i tots els oficials de l'estat major foren detinguts i empresonats. Berwick va demanar excuses a Villarroel i li va prometre que tan aviat com arribés a Madrid arreglaria l'embolic, però Felip V mai va cedir en aquest punt. Tot i que havien estat els militars els que més havien insistit en la necessitat de capitular, van ser precisament aquests —i no els representants polítics—, els que acabaren servint de boc expiatori. Quedaren reclusos en diferents presons d'Espanya durant els següents 11 anys fins que el 1725 es va signar el Tractat de Viena i foren alliberats.
Quinze dies després, el 2 d'octubre, Berwick va ordenar l'expatriació de tots els eclesiàstics i beats que havien donat suport religiós a la rebel·lió: el vicari general José Rifòs i un llarg etcètera van ser expulsats dels dominis de Felip V. Els dies següents Berwick va decretar el desarmament general dels catalans havent de lliurar «totes i qualsevol arma de qualsevol gènere i qualitat que sigui». El següent pas es va donar el 10 de novembre quan es va prohibir sota pena de mort que cap català sortís de Catalunya sense passaport autoritzat. Dies després es va ordenar al general Josep Moragues, un dels pocs oficials superior que continuava en llibertat i no havia fugit de Catalunya, que es presentés a Barcelona. A la ciutat continuaven vivint la majoria de cabdills de la revolta: Manuel de Ferrer i Sitges, Rafael Casanova, el marquès de Barberà, etc. Els membres de la «Reial Junta de Govern» es van queixar al capità general que «és cosa summament desproporcionada que es compilin processos i rebin informacions contra eclesiàstics, en temps que els principals cabdills [..] que han tingut amotinat el país, particularment durant el bloqueig i setge de Barcelona, viuen amb tota tranquil·litat a casa». El febrer de 1715 el marquès de Barberà es va negar a pagar les noves contribucions borbòniques i va ser empresonat sent bandejat a Pamplona. Al març el general Moragues, tement acabar empresonat, intentà passar a Mallorca però, delatat, va ser capturat. Fou acusat d'haver intentat sortir de Catalunya sense passaport i el 27 de març de 1715 va ser arrossegat viu pels carrers de Barcelona, decapitat, el seu cos fet quarts i el seu cap penjada en una gàbia. El secretari de la «Reial Junta de Govern» Gregori Matas va informar el ministre Manuel de Vadillo congratulant-se que«ha estat gran el terror que aquelles sentències han imprès en els cors dels més obstinats».
Finalment «Reial Junta de Govern» va ordenar el segrest general dels béns dels Subjectes que més es van demostrar en les commocions de Catalunya. Aquests van ser classificats en 6 classes: en la primera classe hi havia tots els consellers de 1713-1714 i els membres de la «Junta dels 36» i de la «Junta dels 24», perquè «van ser caps i cabdills de la revolta i obstinada resistència i han de ser exclosos perpètuament de la restitució de les seves hisendes». A la segona classe tots els membres del Braç militar de Catalunya que votaren per la guerra. A la tercera els diputats i oïdors de la Generalitat. En la quarta els ministres nomenats en temps de l'arxiduc Carles i que en lloc de marxar el 1713 es quedaren dins de Barcelona. En la cinquena classe totes les persones que, encara que no formaven part de les juntes, van romandre a Barcelona per la seva defensa. En la sisena tots els que havien lluitat a les files de l'exèrcit de Catalunya.

### Instauració del règim absolutista

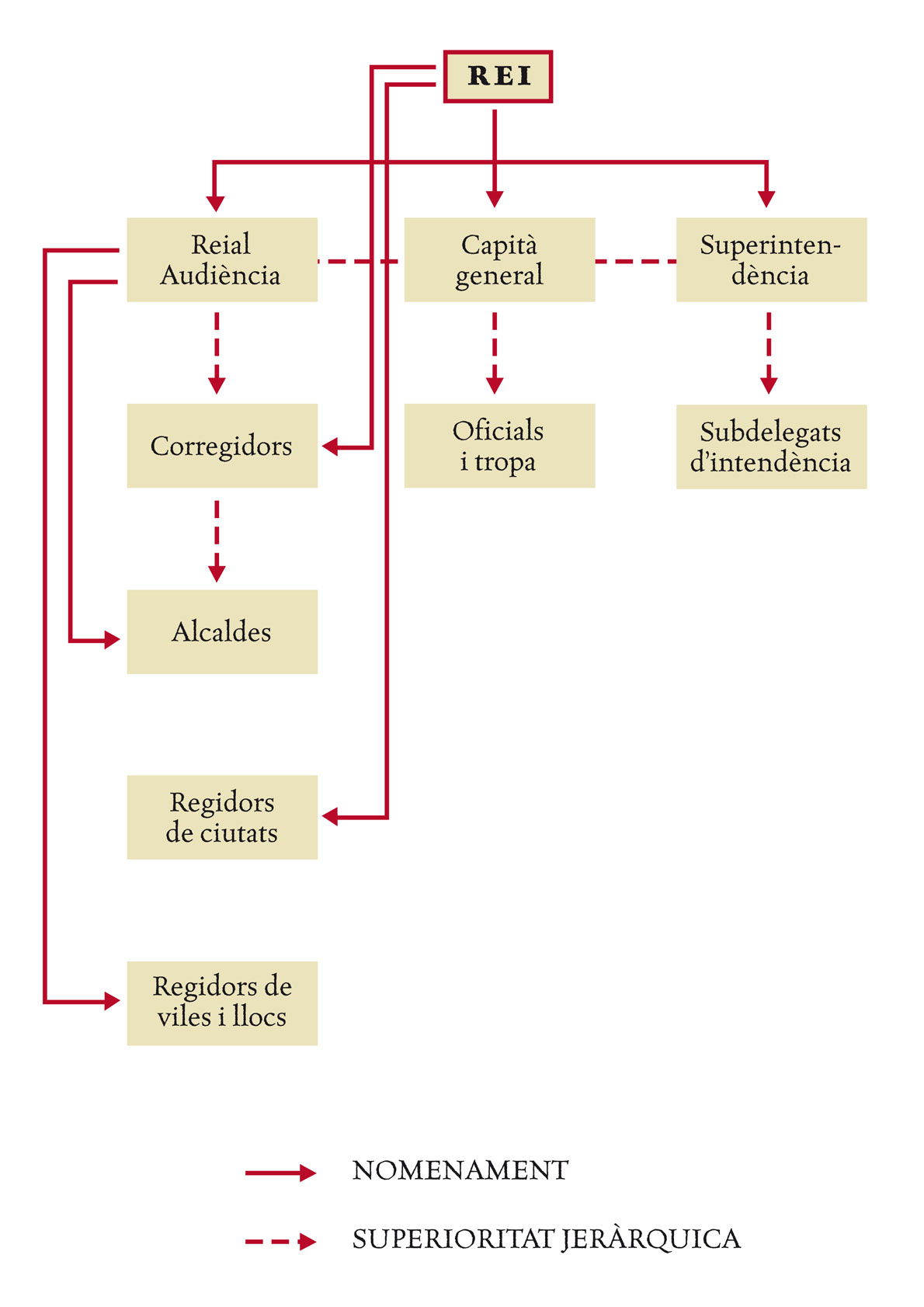
Esquema del sistema de govern borbònic basat en tres institucions polítiques: La nova Reial Audiència per fer complir les noves lleis, el Capità general que regia sobre el nombrós exèrcit que garantia l'ocupació, i el Superintendent que cobrava la gravosa fiscalitat que es va imposar als vençuts. Fins i tot els nomenaments més locals depenien directament de la monarquia.

El 1715 tota Catalunya continuava sota domini militar essent administrada per la «Reial Junta de Govern» a les ordres del capità general de l'exèrcit. Pel Reial decret del 12 de març Felip V va ordenar «que segons la qualitat del país i geni dels seus naturals» es formés un òrgan de govern. Tot seguit el Consell de Castella va començar les deliberacions i requerir a l'intendent de l'exèrcit a Catalunya José Patiño i el jurista Francesc Ametller i Perer —destacat botifler—, que presentessin sengles informes per aconsellar-los.
Francesc Ametller, un ferm absolutista convençut que la sobirania emanava de la sola persona del rei per gràcia divina, i que cap llei, privilegi o institució terrenal podia limitar la potestat del monarca per exercir el poder absolut, va defensar una abolició selectiva de les institucions catalanes reformant aquelles que no entorpissin la «Real Autoritat», mentre que en l'àmbit domèstic es va mostrar favorable a preservar el dret privat català. Per contra Patiño era partidari d'una abolició més radical i que Catalunya continués sota control i administració de l'exèrcit ja en el seu informe advertia:
| « | · Que el genio de los naturales es amante de la libertad, son aficionadísimos a todo género de armas, prontos a la cólera, rijosos y vengativos, y que siempre se debe recelar de ellos a que aguarden conjura para sacudirse el yugo de la justicia. Son muy interesados y en todas la edades pasadas ha sido su conato en las Cortes conseguir por ley municipal la remisión de pechos y tributos, de suerte que ninguna cosa sienten tanto como el poder ser cargados con imposiciones y tributos por la sola Real Autoridad. · Son apasionados a su patria en tal exceso que les hace trastornar el uso de la razón y solamente hablan en su lengua nativa; es su genio laborioso e infatigable, a impulsos de la apetecida conveniencia, y más presto ahorran que consumen en lo necesario, y que en todas facultades hay mayor número de los que pueden decentemente subsistir. · Que aquel grande orgullo esta abatido, y respetan ya los preceptos de Vuestra Majestad, y a la justicia, no por afecto y amor, sino por la fuerza superior de las armas, de modo que la quietud y obediencia deben afianzarse en éstas, pues las necesita el país por su calidad y genio de los naturales, que serán siempre el brazo fuerte para ladear y asistir a los ministros de justicia. | » |

Atenent als dos informes el Consell de Castella va resoldre donar una nova planta —nova estructura— a la Reial Audiència de Catalunya perquè exercís el poder absolut en nom del rei. Tanmateix, a diferència de les reals audiències castellanes, presidides aquestes per civils, la Reial Audiència de Catalunya quedava sota la presidència del capità general de l'exèrcit espanyol donant lloc una diarquía militar-civil que va ser anomenada Reial acord. Malgrat la col·laboració dels botiflers catalans, el capità general de Catalunya Francisco Pío de Saboya y Moura advertia al Consell de Castella que «siendo la nación Cathalana de tan mala calidad, que aun con los mejores, que de ella se han mostrado mas finos, conviene tener el mayor cuidado, sin darles el manejo en su propio País». Instaurat així l'absolutisme a Catalunya, l'historiador borbònic Vicente Bacallar sentencià que «se li tragueren els seus privilegis i se li posaren regidors, com a Castella, arreglant a aquestes lleis tot el govern», concloent que d'aquesta manera s'acabaria per sempre amb «la supèrbia pertinaç dels catalans, la seva infidelitat i la seva traïció»